# Architecture de la Renaissance
Pour les articles homonymes, voir Renaissance (homonymie).

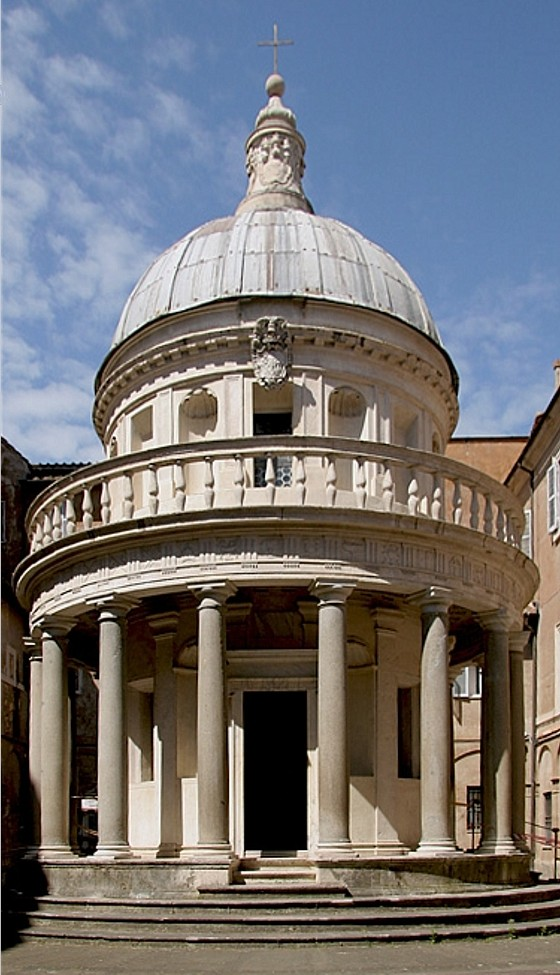
Le Tempietto di San Pietro in Montorio (Rome, 1502-1510), chef-d'œuvre de Bramante.

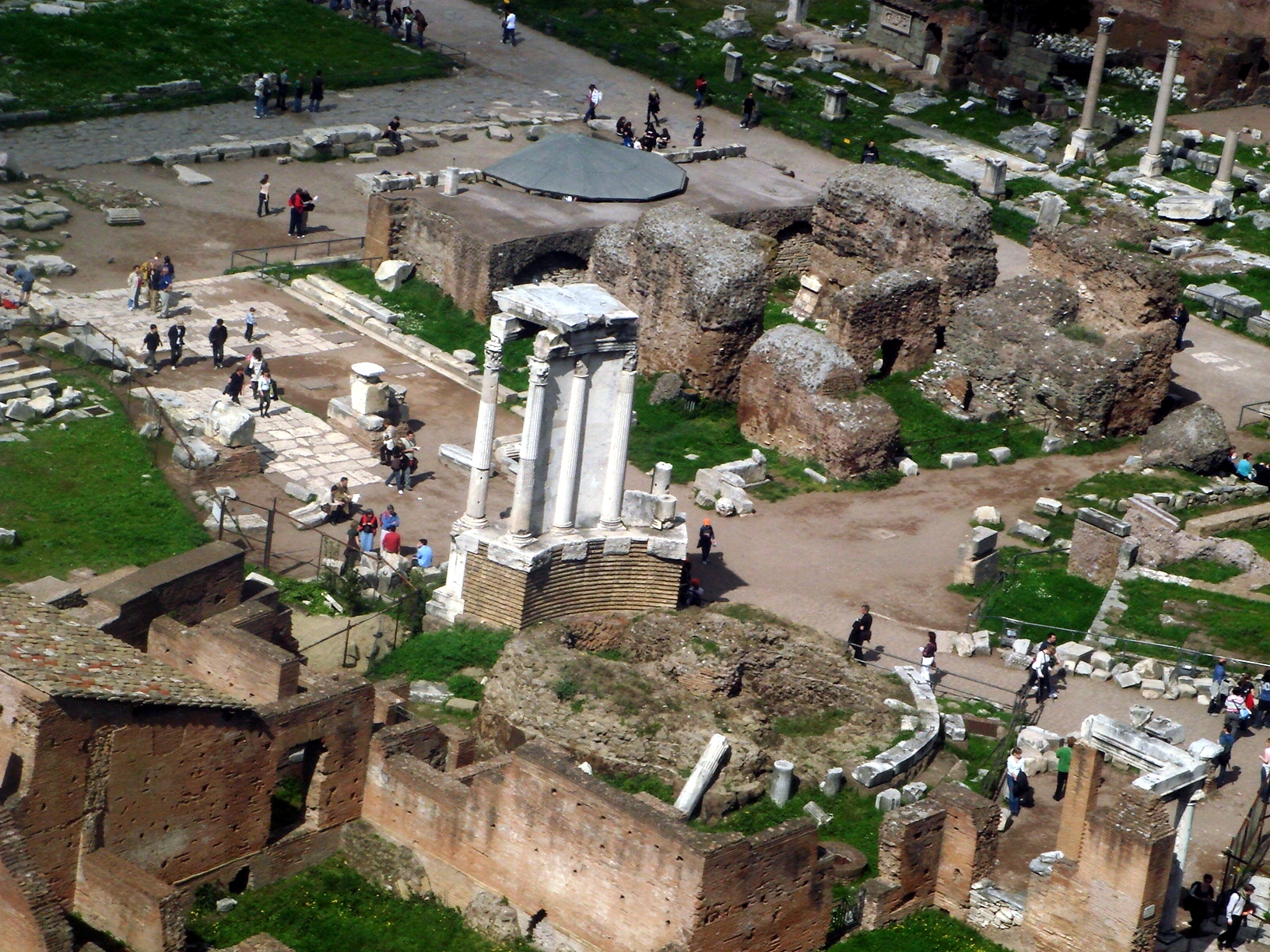
Le temple de Vesta à Rome, édifié en 205 de notre ère. Ce temple, l'un des mieux conservés de la Rome antique, a servi de modèle au Tempietto de Bramante.

L'architecture de la Renaissance, née en Italie, gagne progressivement tous les autres pays d'Europe entre le début du XVe siècle et le début du XVIIe siècle. Elle procède d'une recherche consciente et de l'assimilation d'éléments historiquement authentiques de la pensée et de la culture matérielle des Grecs et des Romains. En effet, l'époque antique apparaît aux érudits italiens de cette période comme l'apogée de tous les arts. Pourtant, ils ne cherchent pas à simplement l'imiter, mais à s'en inspirer pour l'égaler, voire la surpasser. Ce retour à l'Antiquité est appelé « hellénisme » (du mot « hellène » qui désigne le peuple grec).
Du point de vue de l'esthétique, l'architecture de la Renaissance succède à l'architecture gothique et sera suivie elle-même par l'architecture classique. Apparu d'abord à Florence avec les innovations de Filippo Brunelleschi, le style Renaissance gagna en peu d'années les autres cités-États de la péninsule ; à la faveur des guerres d'Italie, il touche la France, puis les Flandres, le Saint-Empire, les Balkans, l'Angleterre, la Russie en exerçant une influence variable et contrastée d’une région à l’autre.
Le style Renaissance met en valeur les notions de symétrie, de proportion, de régularité et d'équilibre des motifs, tels que les humanistes ont cru pouvoir les déceler dans les vestiges de l’architecture de l’antiquité classique, et de l’architecture romaine en particulier. Les ordres de colonnes (colonne dorique, colonne ionique, colonne corinthienne), la position des pilastres et des linteaux, de même que les voûtes en plein cintre, les dômes hémisphériques, les niches, trompes et édicules se substituent aux formes irrégulières, disparates et rarement préméditées des édifices médiévaux. Les artistes de cette époque sont polyvalents et cherchent à obtenir le savoir absolu, aussi bien pour ce qui concerne l'ingénierie, les arts ou la philosophie.

## Historiographie
Le mot « Renaissance » provient du mot italien rinascita, qui apparaît d'abord dans Les Vies des meilleurs peintres, sculpteurs et architectes (1550–68), dues à la plume du peintre et biographe Giorgio Vasari. Mais, aux XVIe et XVIIe siècles, ce style était plutôt évoqué comme celui des Anciens : « l’architecture à la manière des Anciens », ou « l’architecture à l'antique » (all’antica).
Bien que ce terme de Renaissance ne retrouve un écho à l'époque contemporaine qu'avec l'historien Jules Michelet, c'est le Suisse Jacob Burckhardt qui, quelques années plus tard, donne dans son livre La Civilisation de la Renaissance en Italie (1860), l’interprétation la plus magistrale des réalisations de cette période de l'histoire. Pour l'architecture, le recueil de planches in-folio de Paul Letarouilly, intitulé Édifices de Rome moderne ; ou Recueil des palais, maisons, églises, couvents et autres monuments (éd. Firmin Didot, 1840) a joué un rôle décisif dans le regain d'intérêt pour cette période.

## Principales étapes

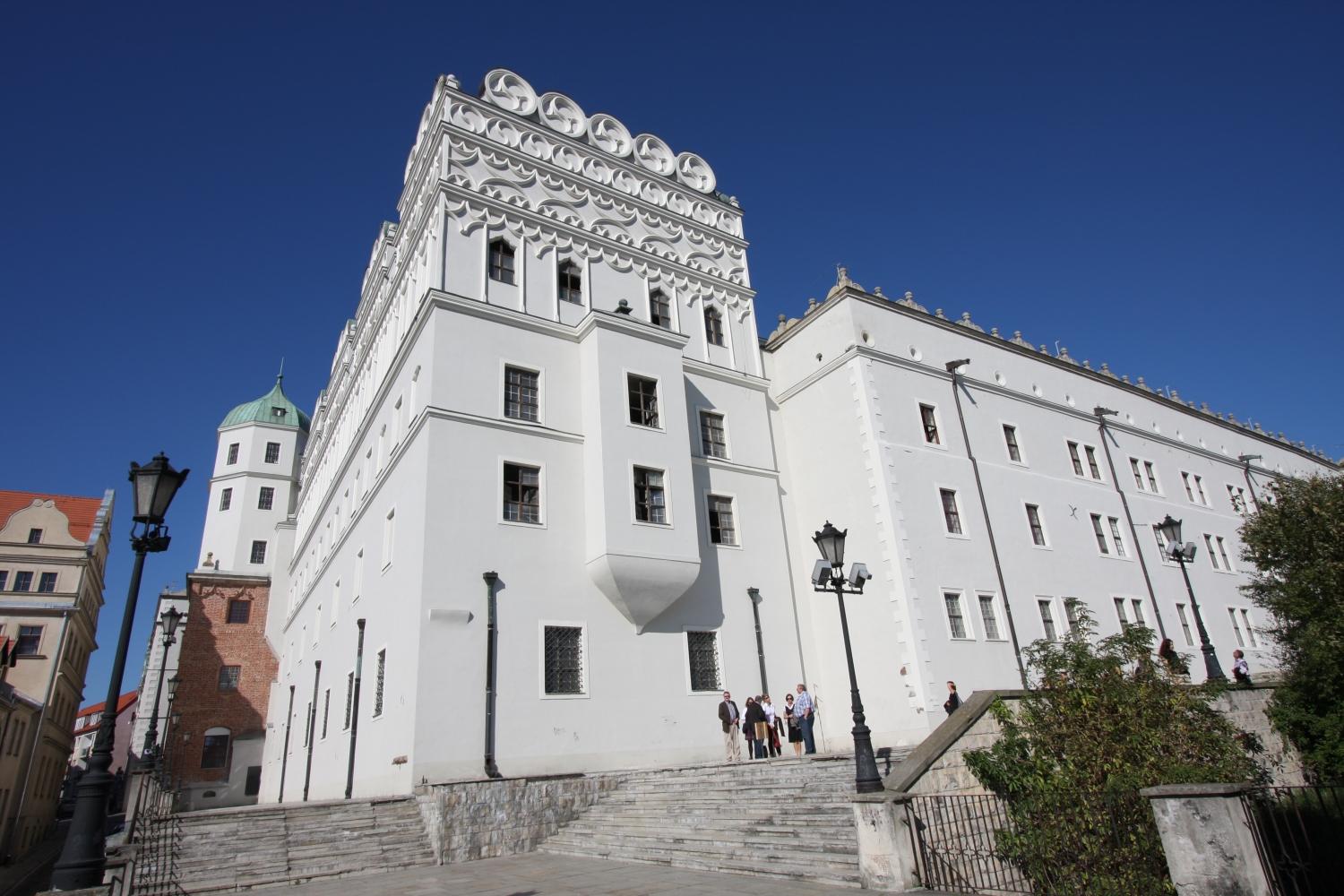
Château ducal de Szczecin, Pologne.

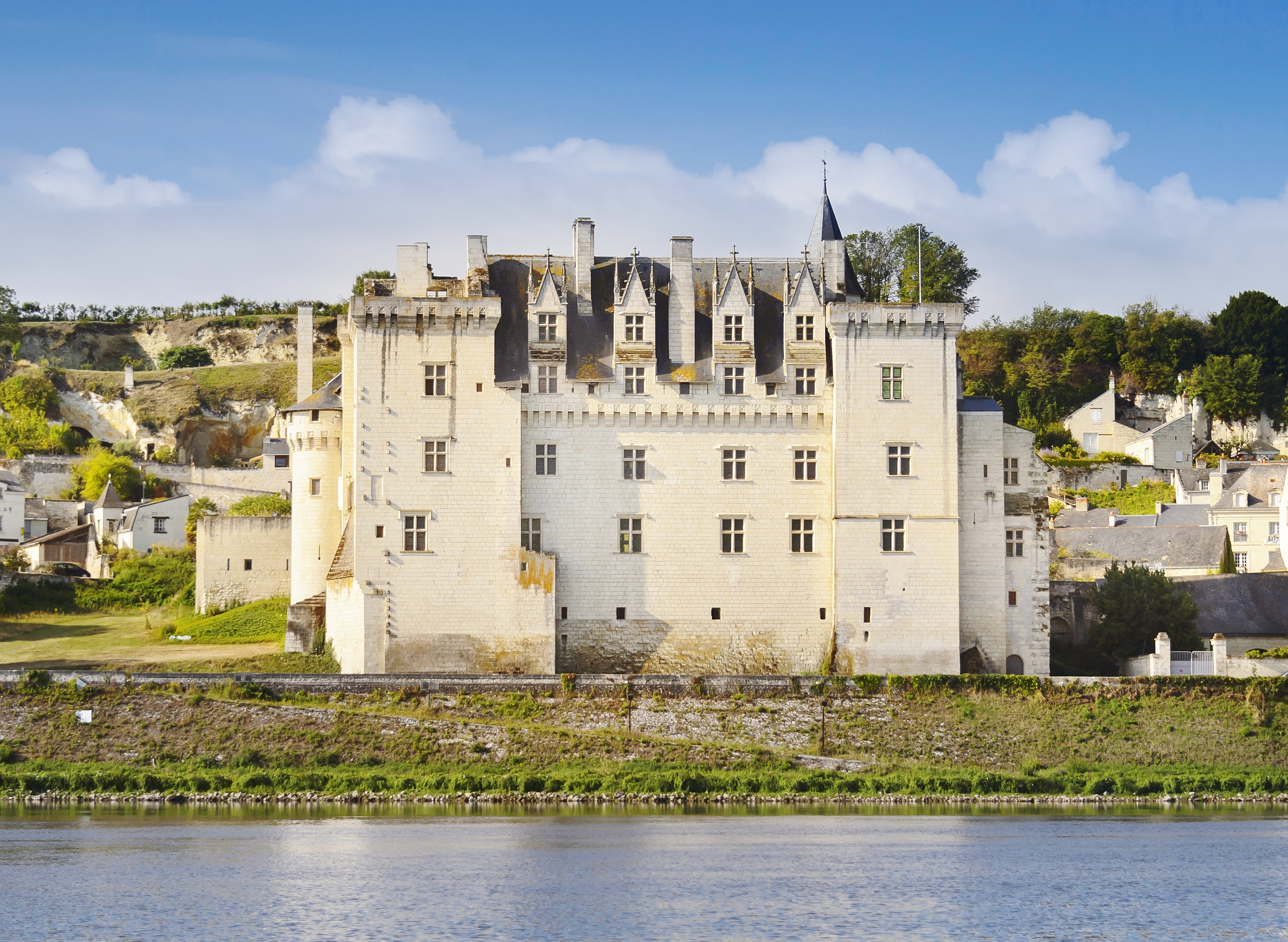
Château de Montsoreau, France (1443).

Les historiens reconnaissent volontiers trois phases dans la Renaissance italienne ; toutefois, si les historiens de l’art parlent d'une « pré-Renaissance » où ils incluent certaines peintures et sculptures du XIVe siècle, les architectes, eux, s'en démarquent : d'ailleurs, les conditions économiques et sanitaires catastrophiques de la fin du XIVe siècle furent généralement défavorables à l'art des constructions en Europe. Aussi, la « Renaissance », pour l'architecture, renvoie généralement à la période comprise entre 1400 et 1525 à peu près pour l'Italie.
- Ces trois grandes phases sont :
  - la Renaissance proprement dite (de 1400 à 1500), aussi appelée Quattrocento[5] et parfois « Renaissance florentine[6] »
  - la Haute Renaissance (vers 1500–1525)
  - le Maniérisme (vers 1520–1600)

### Quattrocento
Cette période voit la redécouverte et l'imitation encore partielle et maladroite de l'architecture romaine antique (cf. infra : § Traits distinctifs de l'architecture Renaissance), à la fois à partir de l'observation des ruines romaines, et du déchiffrement du de architectura de Vitruve. Les peintres italiens contemporains explorent, simultanément, les possibilités de la perspective linéaire.

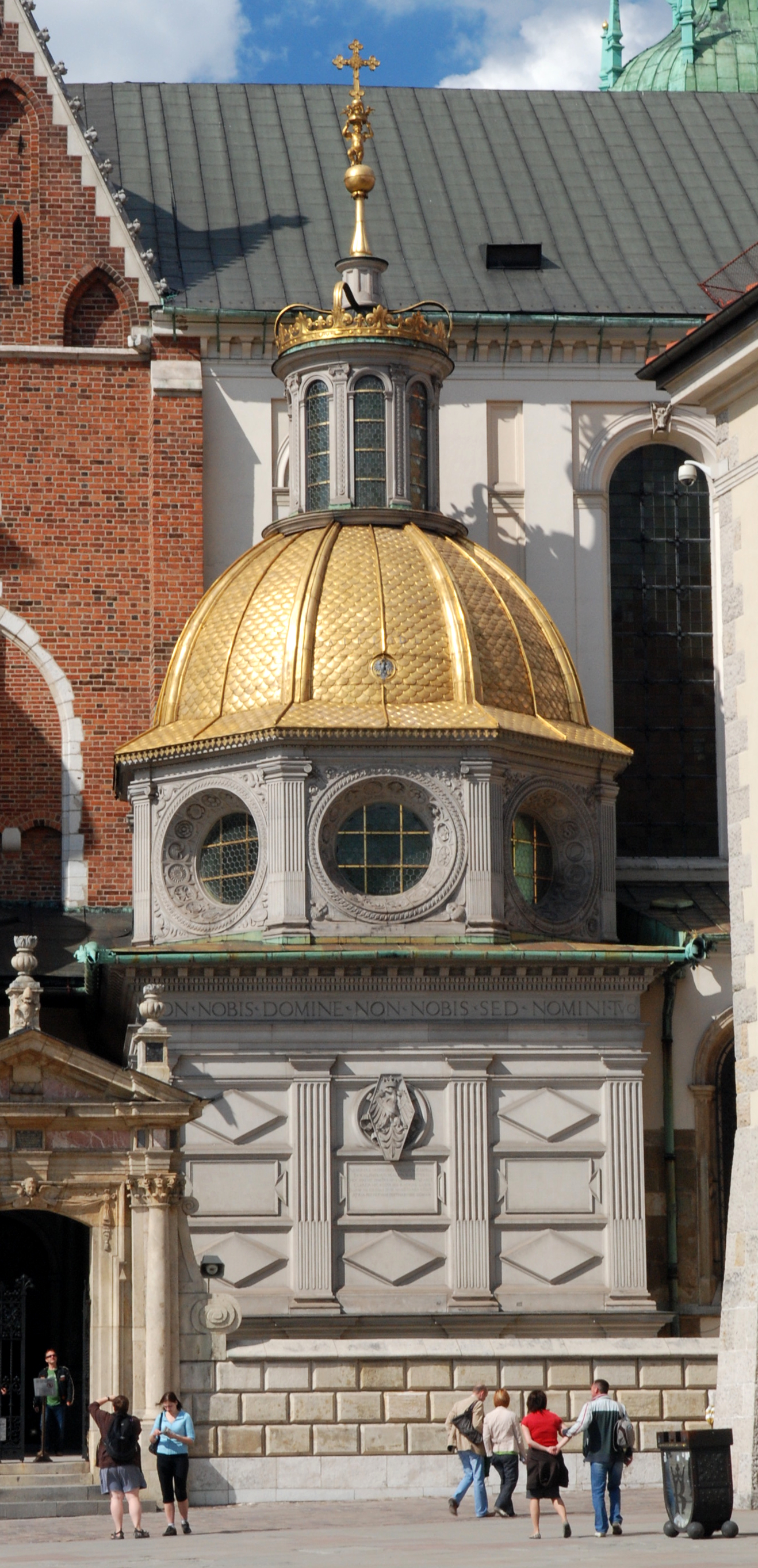
Chapelle de Sigismond, Cracovie (1515-1533)

L'utilisation de l'espace connaît un bouleversement : à la conception médiévale de la nature hostile et imparfaite (conséquence du péché originel) se substitue une organisation géométrique et logique du terrain disponible : forme et rythme des édifices sont désormais de plus en plus dictés par des principes de symétrie et de proportion, plutôt que par l'intuition et l'opportunisme des bâtisseurs médiévaux. Le premier exemple de cette nouvelle attitude esthétique est la basilique San Lorenzo de Florence exécutée par Filippo Brunelleschi (1377–1446).

### Haute Renaissance
C'est au cours de la Haute Renaissance que les architectes et humanistes conceptualisent l'architecture à l'ancienne. Le recours aux motifs à l'antique se fait plus sûr. L’architecte le plus significatif de cette période est Bramante (1444–1514) qui, le premier, montre les possibilités pratiques des ordres anciens dans l'architecture de son temps. Son église San Pietro in Montorio (1503) est directement inspirée par le temple romain circulaire décrit chez Vitruve. Pour autant, Bramante ne fut pas l'imitateur servile des Romains : ses choix personnels devaient faire autorité dans l’architecture italienne jusqu'au XVIe siècle.

### Maniérisme
La période maniériste est celle qui suit la mort de Raphaël (1520) et le sac de Rome (1527). Au cours de cette période, les architectes expérimentent très librement avec les motifs architecturaux : leur but n'est plus la conformité aux traditions, mais la création, à partir des règles connues, de nouvelles tensions dans la matière et les volumes. L’idéal d’harmonie de la Renaissance donne cours à des modes d'expression libres et variés. L'architecte emblématique du style maniériste est certainement Michel-Ange (1475–1564), inventeur de l’Ordre colossal, caractérisé par l’extension des pilastres du sol au dernier étage de la façade, qu’il employa notamment pour le Campidoglio à Rome.
Si jusqu’à l’aube du XXe siècle, le terme de maniérisme était connoté négativement, on l’utilise aujourd’hui exclusivement pour désigner le mouvement artistique de la dernière Renaissance.

### De la Renaissance au Baroque
Alors que l’« architecture à l'antique » commençait à se diffuser hors d’Italie, la plupart des autres pays d'Europe voyaient naître des modes d'expression réellement post-médiévaux ; ces pays ont naturellement imprimé leur marque et leurs traditions architecturales propres au nouveau style, si bien que les édifices de la Renaissance présentent une grande variété à travers les régions d'Europe.
En Italie même, les mutations de l’architecture Renaissance vers le Maniérisme, marquées par les innovations divergentes des Michel-Ange, Giulio Romano et Andrea Palladio, devaient mener vers un style que l'on qualifia de « baroque » (d'un mot portugais signifiant « grossier, mal équarri ») ; le vocabulaire de l'architecture à l'antique se conserva, mais perdit toute référence à l'art des Romains.
L’architecture baroque se diffusa hors d'Italie et murit bien plus vite que le style Renaissance un siècle plus tôt : elle s'exprima dans des colonies aussi éloignées de son berceau d'origine que le Mexique ou les Philippines.

## Traits distinctifs de l'architecture Renaissance

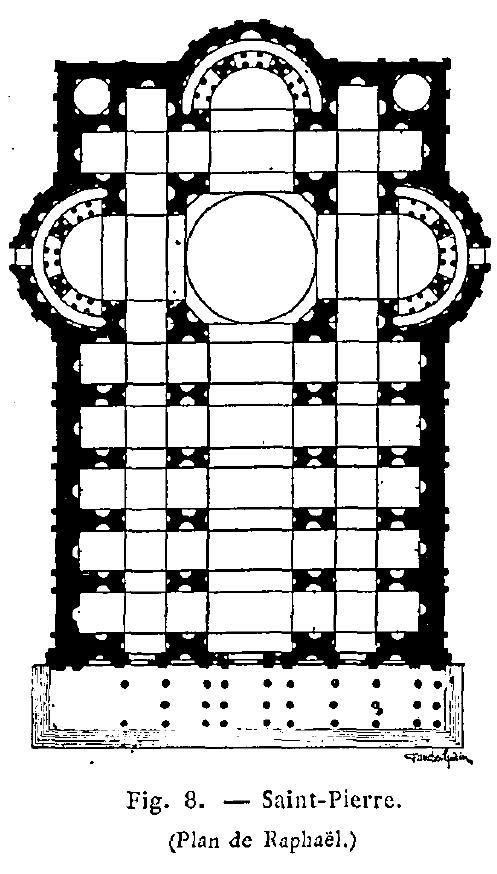
Plan (jamais mis en application) de Raphaël pour la basilique Saint-Pierre de Rome.

Les architectes de la Renaissance firent leurs les motifs les plus apparents de l'architecture romaine antique. Mais l’ornementation, les besoins, la géométrie des édifices et l'ordonnance des villes avaient été bouleversés depuis l'Antiquité ; aussi, parmi les premières églises de la Renaissance, il se trouve des constructions présentant un caractère que les bâtisseurs romains auraient certainement jugé composite ou hétéroclite ; et l’on peut dire la même chose des somptueux hôtels particuliers que les riches négociants du XVe siècle se firent construire. À l’inverse, les gymnases, les amphithéâtres, les grands stades et les bains publics, indispensables à la ville antique, étaient des abstractions pour les villes chrétiennes de la Renaissance. On étudia donc les ordres anciens pour les employer à de nouveaux types d'édifice.

### Émergence de la notion de plan
Les édifices de la Renaissance sont généralement à plan carré, un parti-pris de symétrie où les longueurs des côtés résultent généralement de calculs à partir de la notion de module. Pour une église, ce « module » est souvent la largeur d'une aile. On attribue ordinairement à Filippo Brunelleschi la préoccupation de combiner les proportions en plan avec celles de la façade, quoique ce savant artiste ne parvînt jamais véritablement à appliquer pratiquement cette contrainte. Le premier édifice à la satisfaire est la basilique Saint-André de Mantoue, l’un des chefs-d'œuvre de Leon Battista Alberti. L'adoption du plan prémédité dans l’architecture profane ne s'imposa qu'au XVIe siècle et culmine avec l’œuvre de Palladio.

### Façade
Les façades de la Renaissance présentent un axe de symétrie vertical. Les façades des églises sont fréquemment surmontées d'un fronton et divisées régulièrement (« rythmées ») de pilastres, d’arcs et d’entablements. Baies et colonnes dessinent une progression vers le centre. L'une des premières façades authentiquement Renaissance fut la cathédrale de Pienza (1459–62), attribuée à l’architecte florentin Bernardo Gambarelli (son nom d'artiste est « Rossellino », litt. le « Petit Roux »), mais où l'on croit déceler l'influence d’Alberti.

Façades d'églises
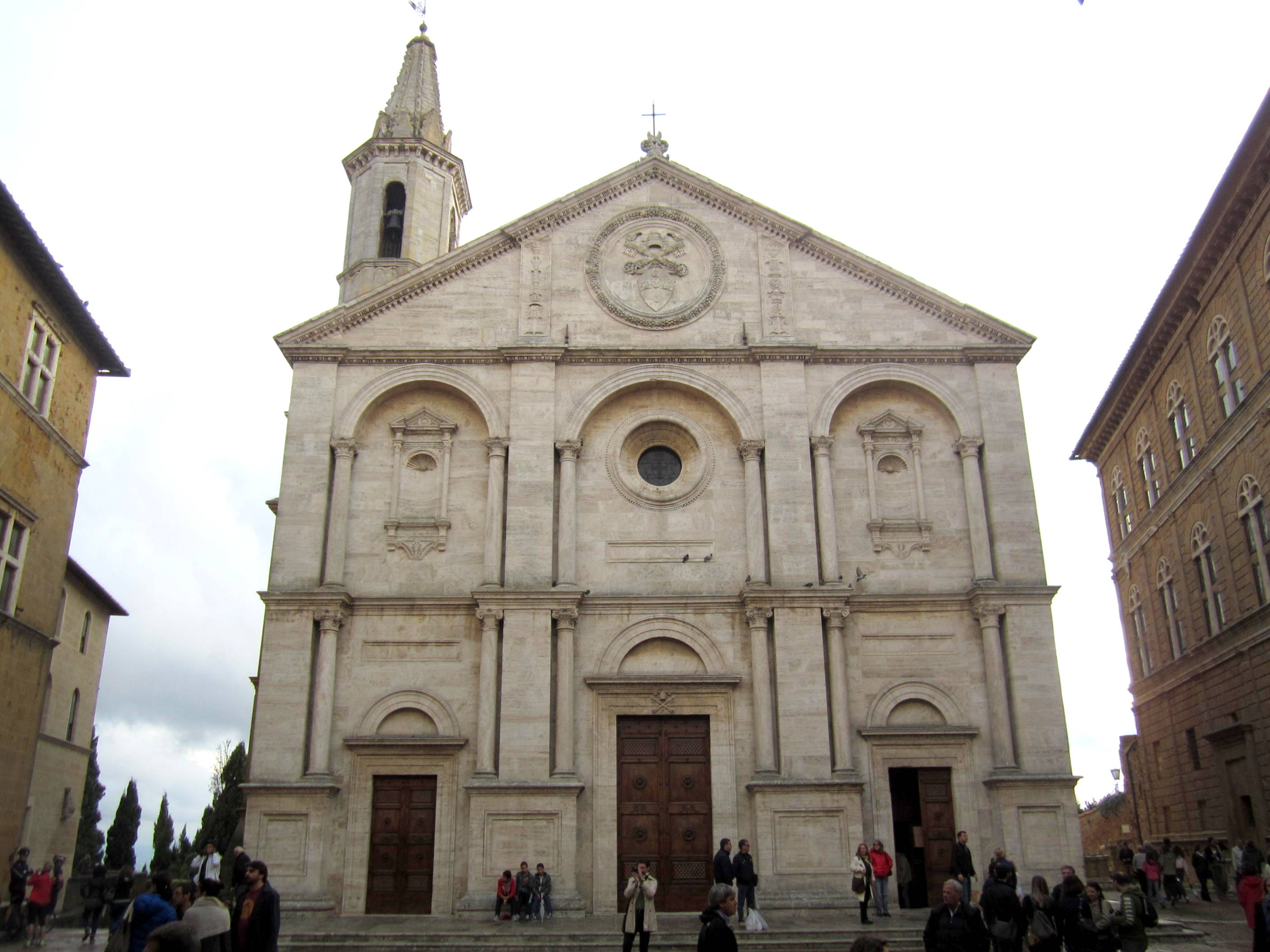
Cathédrale de Pienza (1462).
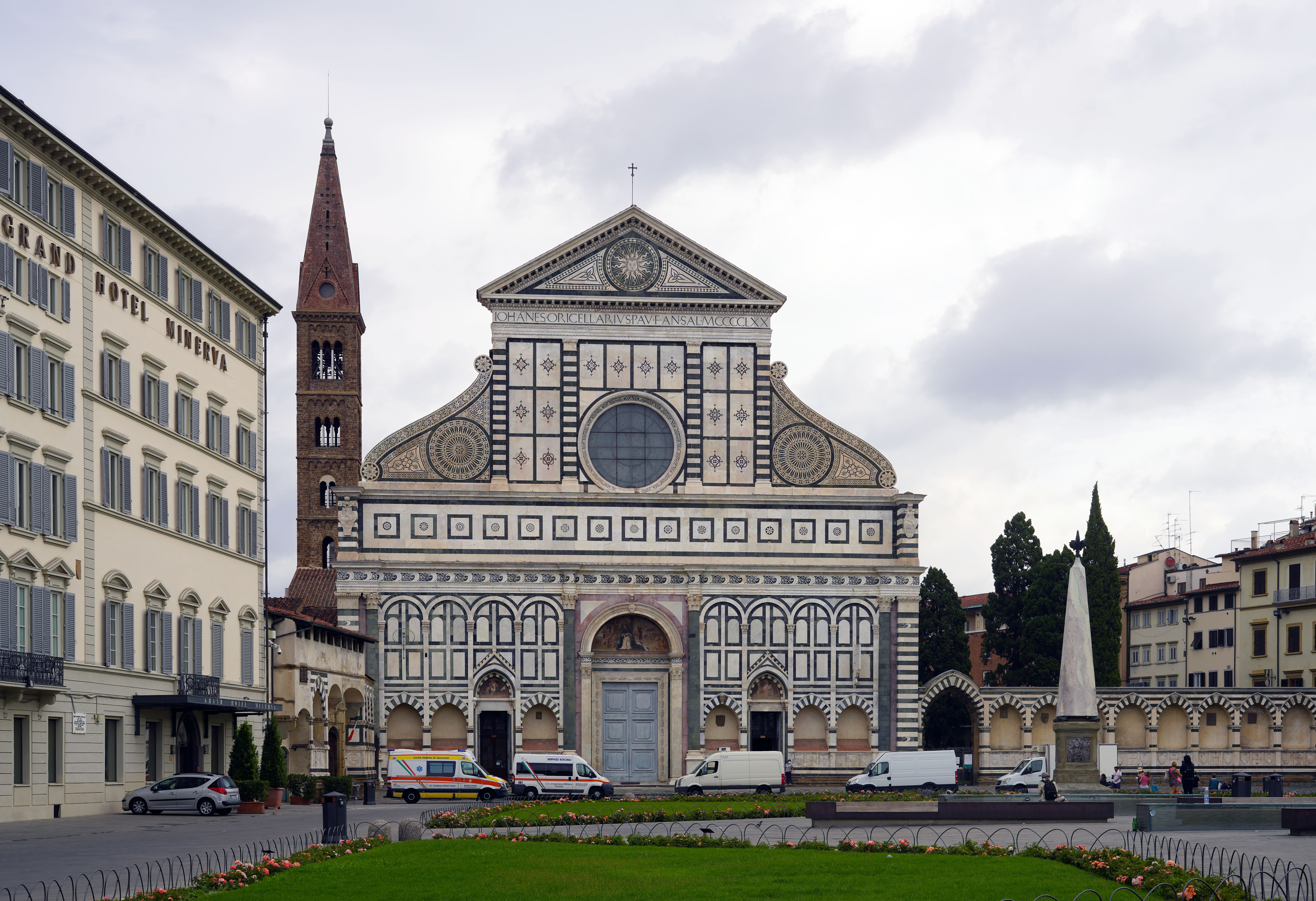
Basilique Santa Maria Novella (Florence, 1470).
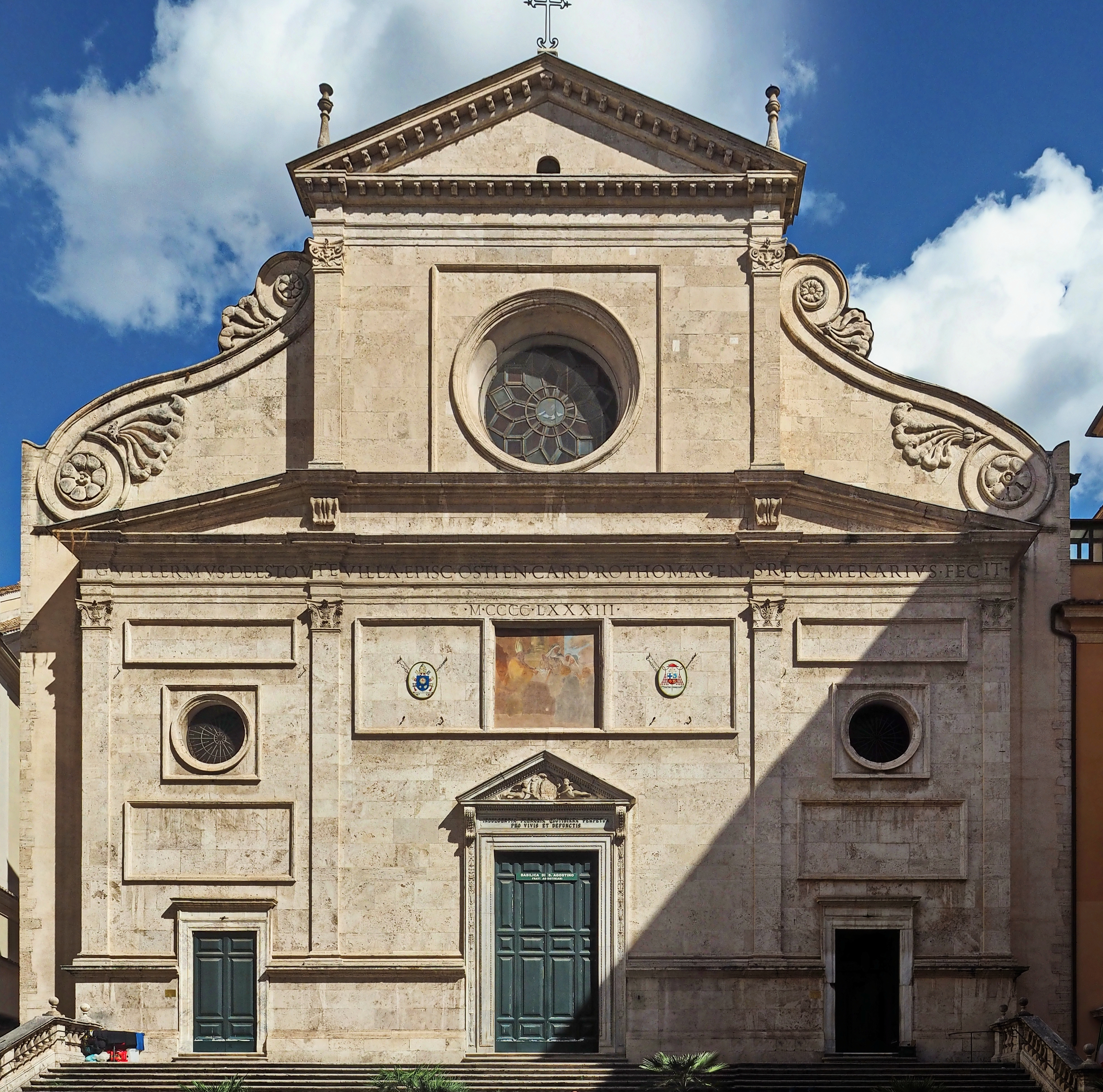
Basilique Sant'Agostino (Rome, 1483).

Les hôtels particuliers sont souvent surmontés d’une corniche. Les ouvertures ponctuent régulièrement les différents étages, et la porte, au centre de la façade, est surlignée par un balcon ou des ornements rustiques. La façade du palais Rucellai (1446 puis 1451), à Florence, avec ses trois registres de pilastre, est l'un des premiers hôtels de ce genre, et elle a été souvent copiée par la suite.

Hôtels particuliers
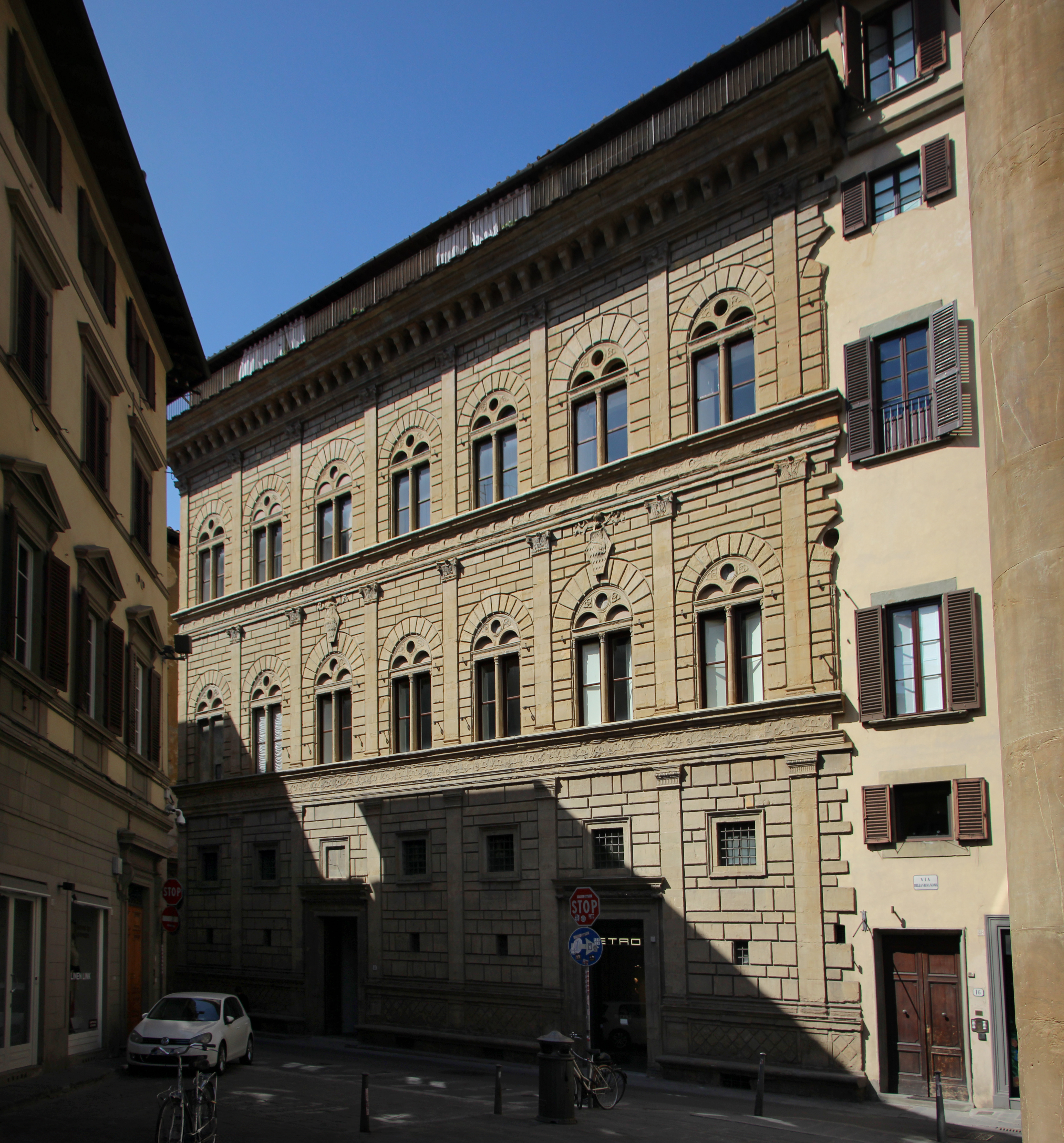
Palais Rucellai (Florence, 1451).
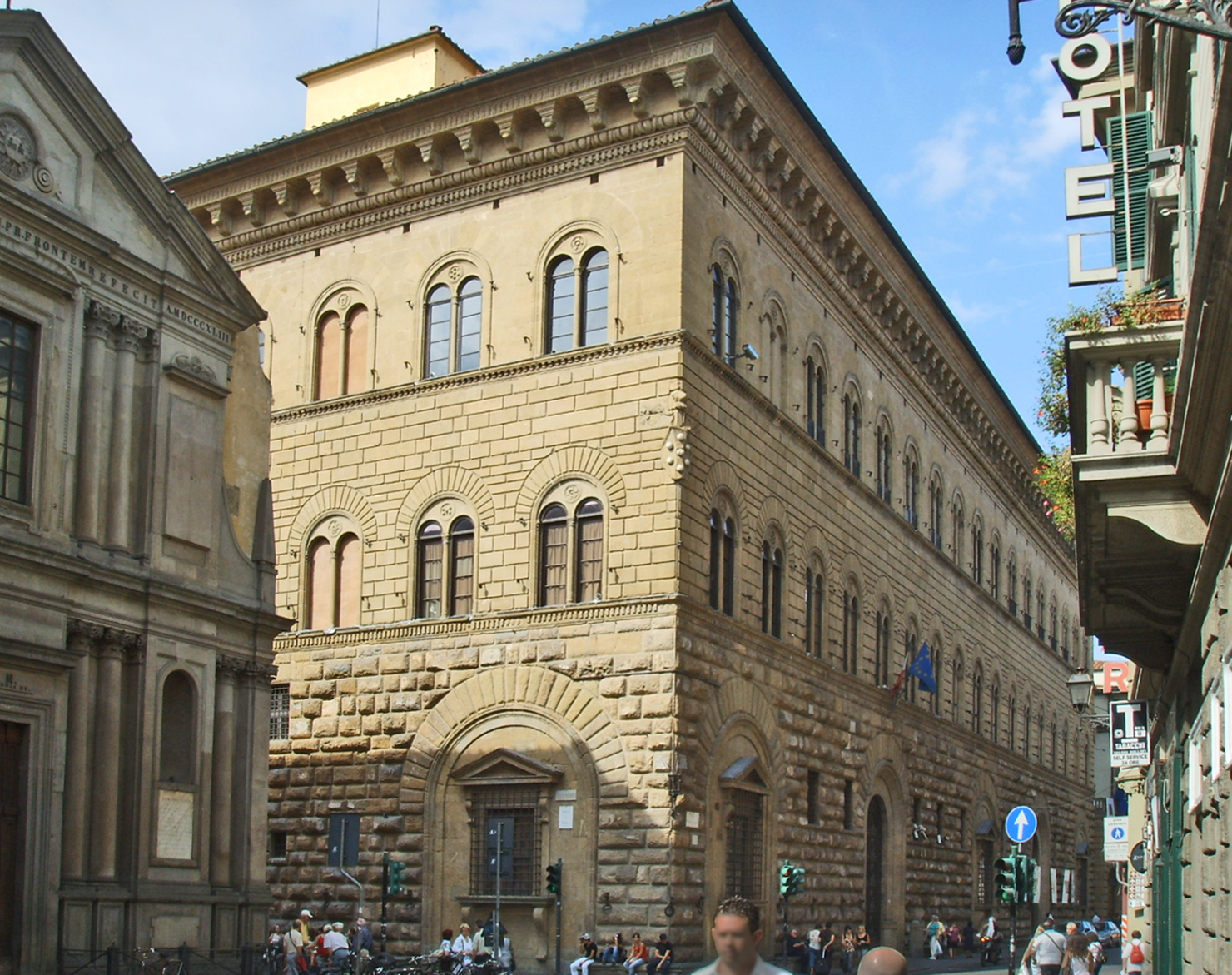
Palais Medici-Riccardi (Florence, 1460).

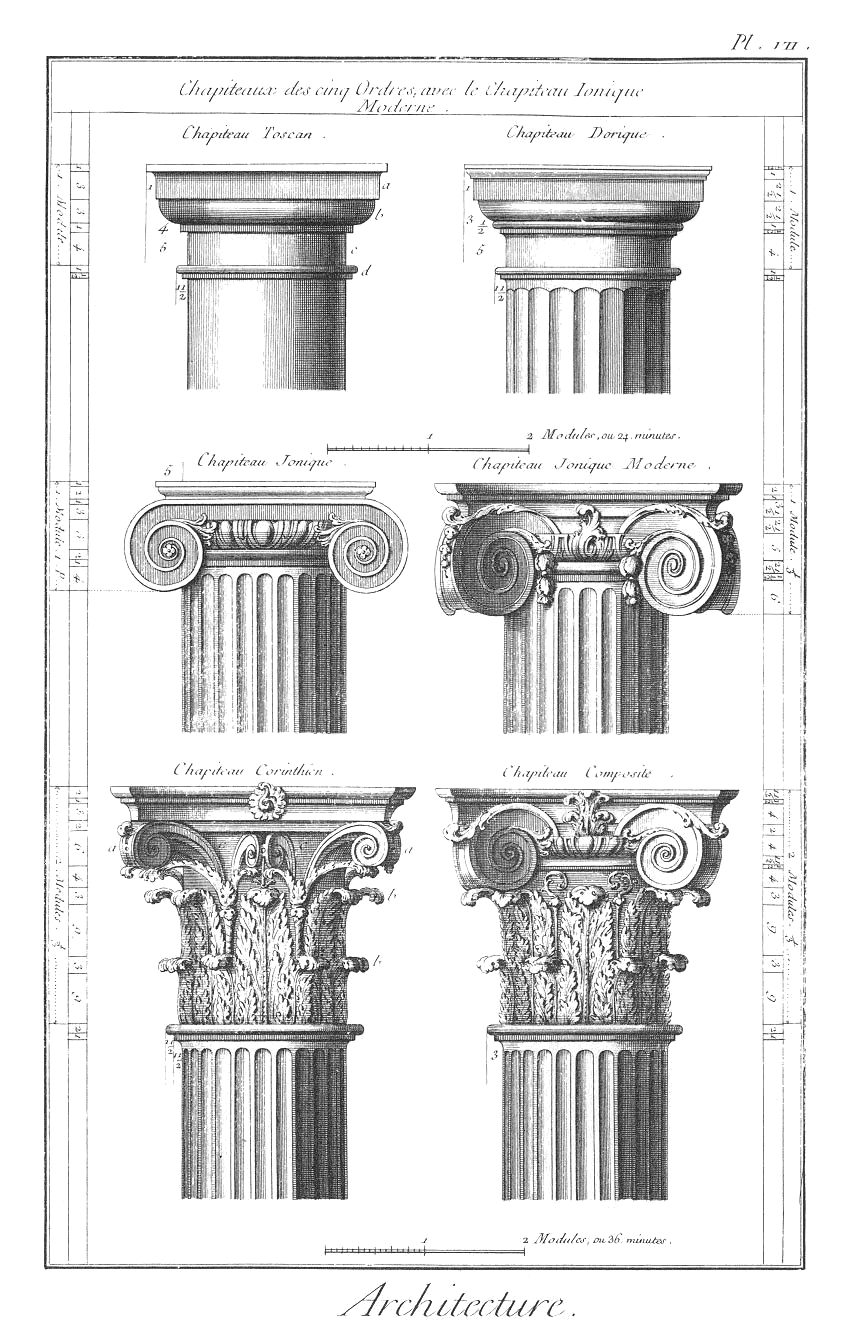
Les ordres classiques : planche gravée de l'Encyclopédie de Diderot et d'Alembert (vol. 18).

### Colonnes et pilastres
On utilise pour la conception des colonnes les trois ordres grecs : dorique, ionique et corinthien, auxquels Sebastiano Serlio et ses successeurs ajoutent deux autres ordres : le toscan et le composite. Ces ordres peuvent avoir une fonction structurale, comme base d'une arcade ou d'une architrave, ou être purement décoratifs, engagés dans une muraille. L’un des premiers édifices à employer des pilastres engagés est la Vieille Sacristie (1421–1440) de Brunelleschi.

### Voûtes et arcs
Les arcs sont soit en plein-cintre, soit (dans le style maniériste) surbaissés. Ils se déclinent souvent en arcades, supportées par des murets ou colonnes. Alberti fut l’un des premiers à employer les arcs à l'échelle monumentale, comme à la basilique Saint-André de Mantoue. Les voûtes ne comportent plus de nervure. Ce sont des voûtes (en plein-cintre ou surbaissées) à plan carré, à la différence des voûtes gothiques, qui étaient le plus souvent à plan rectangulaire. La voûte en berceau réintègre la grammaire architecturale (là encore, la basilique Saint-André est caractéristique).

### Cathédrales

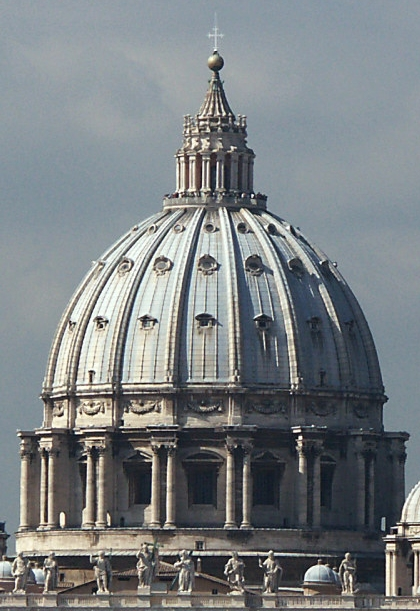
Le dôme de la basilique Saint-Pierre de Rome.

Le dôme, rare au Moyen Âge, retrouve sa place dans l'architecture européenne grâce à l’exploit de Brunelleschi sur la cathédrale Santa Maria del Fiore et à l’usage qu’en a fait Bramante à la basilique Saint-Pierre de Rome (1506). Le recours au dôme devient fréquent pour les églises, non seulement parce que c'est une structure immédiatement reconnaissable, mais aussi pour recouvrir des espaces entièrement intérieurs à l'édifice. Plus tard, il trouve des applications à l'architecture civile avec la Villa Rotonda de Palladio.

### Plafonds
Les toits comportent des plafonds plats ou à caissons, souvent peints ou sculptés. Contrairement à l'architecture médiévale, ils ne sont plus ouverts.

### Portes
Les portes comportent des linteaux carrés. Elles peuvent s’inscrire dans une arche ou être surmontées d’un fronton, triangulaire ou surbaissé. Les entrées dépourvues de porte sont le plus souvent des arches dont le voussoir de clef est mis en valeur par une pierre plus massive ou un ornement quelconque (bucrane par exemple).

### Baies
On abandonne le vitrail. Les fenêtres vont par paire et s’inscrivent dans des arcs en plein-cintre. Elles comportent des linteaux carrés et sont surmontées de frontons triangulaires ou surbaissés, souvent en alternance. Le palais Farnèse de Rome, commencé en 1517, est caractéristique à cet égard.

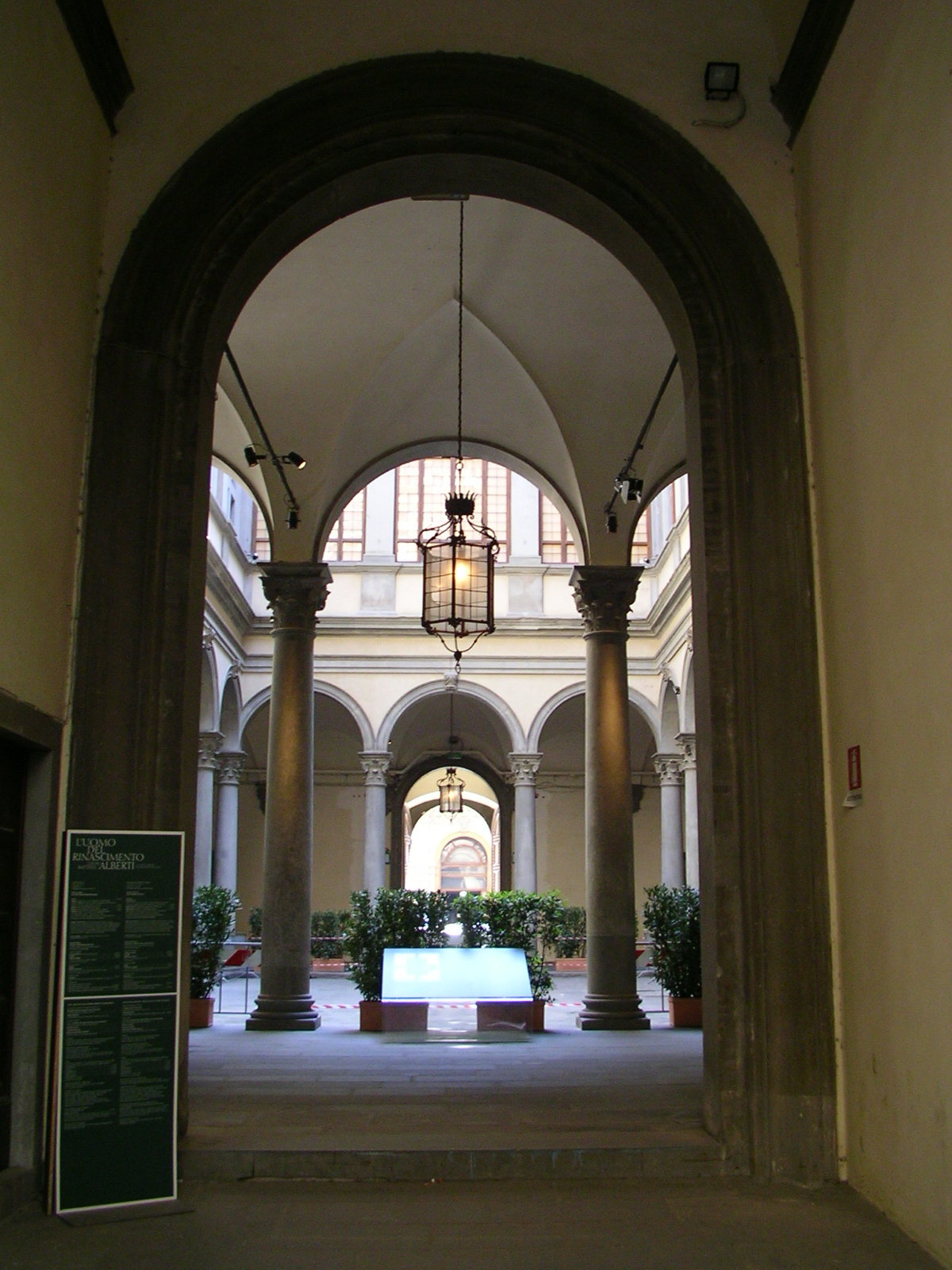
La cour du palais Strozzi, à Florence.

Au cours de la période maniériste, le recours à l’arche « palladienne », une ouverture surmontée d'un arc en plein-cintre et flanquée de deux baies plus petites surmontées d'un fronton carré, connut une vogue croissante.

### Murs
Les murs extérieurs sont généralement en maçonnerie de parpaings soigneusement appareillée, par assises horizontales. Les angles de l'immeuble sont fréquemment soulignés par un chaînage d'angle à bossage. Les raccords se font en principe à angle droit (les angles obtus ou aigus sont désormais proscrits). Le rez-de-chaussée est ordinairement de style toscan ou rustique, comme on peut le voir sur cet édifice modèle qu'est le palais Medici-Riccardi (1444–1460) de Florence. Les cloisons intérieures, peintes à la chaux, sont lisses et de ton uni. Dans les salles d’apparat, les cloisons sont décorées à la fresque.

### Décoration
Les murs appareillés, linteaux, meneaux, moulages, etc. sont sculptés avec une extrême précision : en effet, le respect scrupuleux et l’imitation de l'art des Anciens constituent des traits caractéristiques de l'architecture de cette période. L'exécution des ordres d'architecture imposait la sculpture d'une ornementation très précise, tant par la forme que les dimensions (respect du « module »). En ce domaine, les architectes étaient plus ou moins sourcilleux sur la conformité aux canons antiques, et il est vrai que dans certaines situations, les règles n’étaient données ni chez Vitruve, ni inscrites dans les ruines : c’était particulièrement le cas pour les chaînages entre deux murs. Autour des portes et des fenêtres, les moulages étaient plus souvent en saillie qu’engagés dans des niches, comme dans le gothique ; au contraire, les effigies sculptées ou statues étaient posées dans des niches ou des trompes, ou reposaient sur des plinthes. Contrairement à l’architecture médiévale, elles ne sont plus solidaires de leur socle.

### Urbanisme
La relation église-palais-place est placée au centre de la réflexion. Les rues sont perçues non seulement comme un régulateur de flux, mais également comme un moyen d’afficher son prestige, d’où l’élaboration de façades spécifiques. La ville, en plus des églises et hôtels particuliers (palazzi), s’orne de villas et de places publiques.

## Les sources d'inspiration de l'architecture Renaissance en Italie
L’Italie du XVe siècle, et plus particulièrement la cité de Florence, fut le berceau de la Renaissance. Le nouveau style architectural s'y démarqua d'emblée du gothique par une recherche consciente d'un petit nombre de constructeurs, désireux de faire renaître un « âge d'or » révolu : celui de l'Antiquité romaine. Les recherches des érudits (particulièrement Alberti) sur l'architecture des Romains s'inscrivaient dans le mouvement général de l'Humanisme. Plusieurs facteurs expliquent ce renouveau.

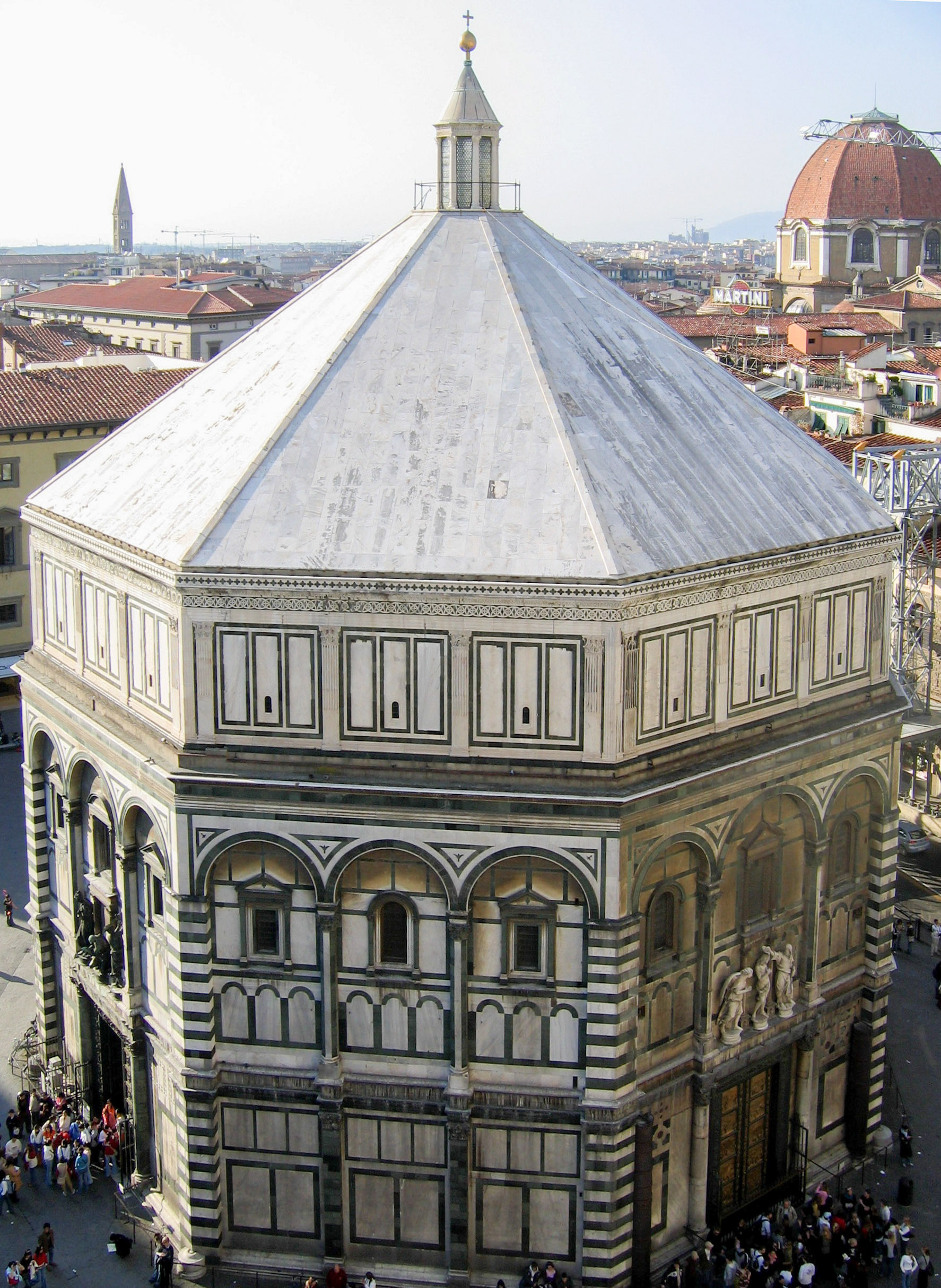
Le baptistère de Florence, de style roman, suscita les premières interrogations de Brunelleschi sur la représentation en perspective.

### Influences architecturales
Déjà au Moyen Âge, les architectes italiens marquaient une préférence pour les formes clairement définies et des choix structurels raisonnés : on le voit sur plusieurs édifices romans de Toscane, comme le baptistère de Florence ou la cathédrale de Pise.
L’Italie n'adopta jamais entièrement les canons du style gothique en architecture. Hormis la cathédrale de Milan, qui fut essentiellement l'œuvre de constructeurs germaniques, peu d'églises italiennes présentent cette quête de la verticalité, les gerbes de pinacles, la pierre sculptée et les croisées d'ogives qui caractérisent l’architecture gothique des autres pays d’Europe.
La présence, surtout à Rome, de vestiges des édifices romains témoignant de ce qu'avait été le style classique, devait inspirer les artistes à un moment où la philosophie, elle-même, redécouvrait le platonisme.
Dans toute l'Europe, l'étude renouvelée de vestiges antiques offre d'autres modèles que les monuments romains. Ces sources d'inspiration, issues de l'antiquité tardive, ne respectent pas nécessairement les théories de l'architecture classique romaine. Aux XVe et XVIe siècles, les constructions qui les copient sont moins sensibles à l'orthodoxie architecturale qu'au désir de s'ancrer dans l'histoire locale.

### Influences politiques
L'expansion commerciale de Florence, Venise et Naples en Méditerranée permit aux artistes de voyager. Florence exerça en particulier une profonde influence sur Milan, et via Milan, sur le royaume de France.
Avec la fin de la détention des papes en Avignon, en 1377, Rome retrouva sa richesse et son rayonnement politique. Simultanément, la Papauté retrouvait son autorité en Italie, fait confirmé par la tournure que prit le concile de Constance, en 1417. Les papes postérieurs, et tout particulièrement Jules II (1503–13), cherchèrent dès lors à étendre leur pouvoir temporel dans la Péninsule.

### Influences commerciales
Au XIVe siècle, la république de Venise contrôlait les routes de commerce avec l’Orient. Quant aux grandes villes d’Italie du Nord, elles tiraient leur prospérité du commerce avec le reste de l’Europe, Gênes étant le principal port maritime pour le commerce avec la France et l’Espagne ; Milan et Turin devenaient d’importants carrefours commerciaux et possédaient de nombreuses forges.
Florence, avec ses moulins à foulon installés sur l'Arno, était un des plus importants débouchés de la laine anglaise et l'industrie du drap fit la fortune de la ville. Après sa victoire sur Pise, elle disposa d'un débouché maritime et bientôt concurrença activement Gênes.
Au milieu de cette prospérité commerciale, une famille de négociants commença à s'intéresser à une activité encore plus lucrative : le prêt à intérêts. Les Médicis devinrent pour un siècle les banquiers de toutes les grandes familles princières d’Europe, et bientôt, par leurs relations et leur puissance financière, parvinrent eux-mêmes à se faire admettre dans l’aristocratie. Le développement des routes commerciales, protégées militairement compte tenu des enjeux financiers, permirent aux artistes, savants et philosophes de voyager dans une relative sécurité.

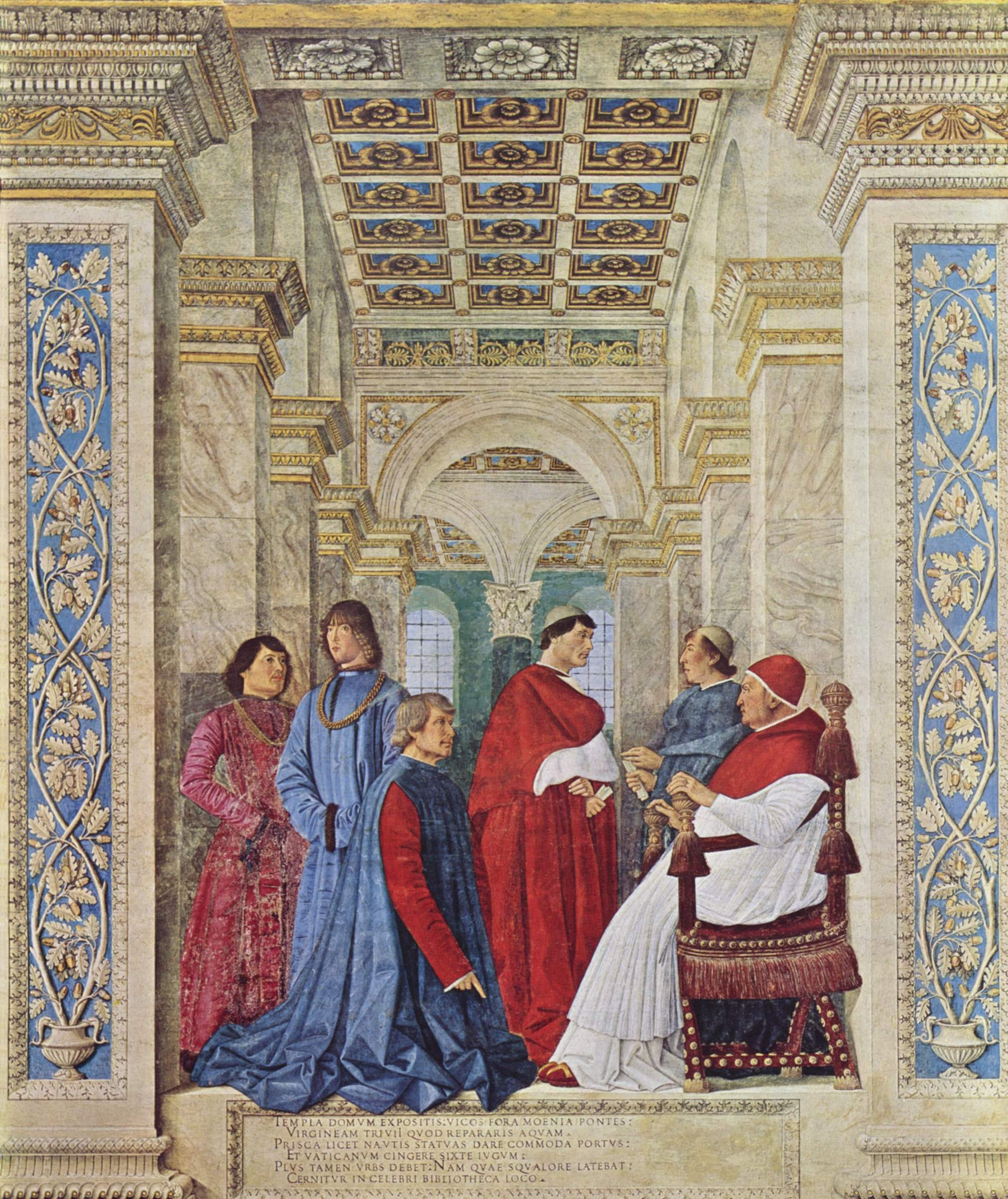
Le pape Sixte IV (1477), maître d'ouvrage de la chapelle Sixtine. Fresque de Melozzo da Forlì au palais du Vatican.

### Influences religieuses
Le retour des papes à Rome en 1377 rendit à cette ville sa place de métropole européenne tout en suscitant une nouvelle ferveur religieuse dans le Latium. Vers 1450, on entreprit la construction de plusieurs églises et, au siècle suivant, les chantiers se multiplièrent, cette fièvre constructive atteignant son apogée à l’âge baroque : la construction de la chapelle Sixtine et la reconstruction de l’église Saint-Pierre, l’une des plus considérables de la Chrétienté, s’inscrivent dans ce mouvement.
Pour l’opulente République florentine, la construction d’églises procédait moins de la ferveur religieuse que d’un sens civique de l’honneur national : c’est qu’en effet, l’inachèvement de l’énorme cathédrale dédiée à la Vierge Marie n’honorait guère la cité placée sous son patronage. Lorsque la bourgeoisie parvint à réunir les moyens techniques et financiers permettant d’en terminer la construction, l’extraordinaire dôme couronnant l’édifice ne fut plus seulement un hommage à la Sainte Vierge : il fit le prestige, non seulement de son architecte, de l’aristocratie et du clergé local, mais aussi des Guildes qui l’avaient financé et des ouvriers des différents quartiers qui avaient pris part au chantier. Le succès de ce dôme suscita l’engouement pour la construction de nouvelles églises à Florence.

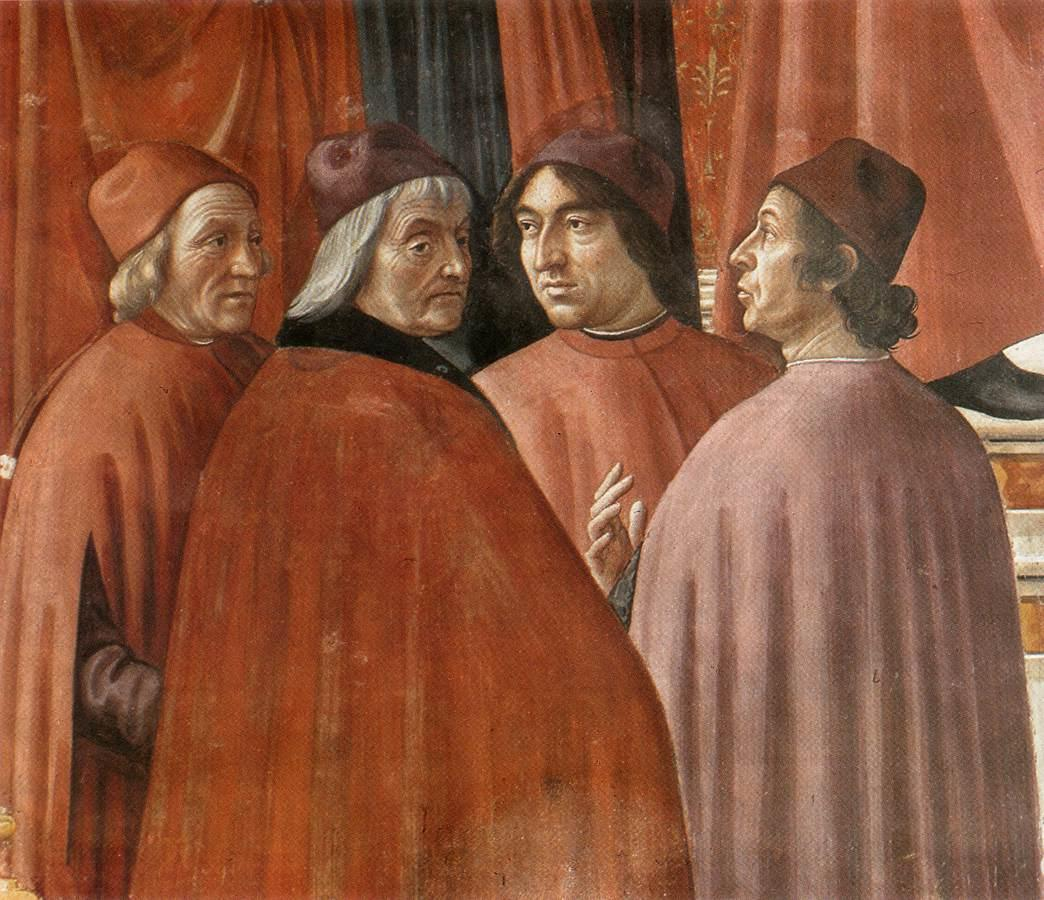
Quatre philosophes humanistes pensionnés par les Médicis : Marsile Ficin, Cristoforo Landino, Ange Politien et Démétrios Chalcondyle (fresque de Domenico Ghirlandaio).

### Influences philosophiques
Les débuts de l’imprimerie, la redécouverte de nombreux écrits des Anciens, l’exploration outre-mer et l'extension des routes commerciales bouleversèrent les connaissances et suscitèrent un goût renouvelé pour les Lettres. La prise de conscience que les philosophies antiques étaient sans rapport avec le christianisme et ses principes théologiques est une des racines de l’Humanisme qui, s'il admet que Dieu a instauré et maintenu le Cosmos ordonné, pose en principe qu’il appartient à l’Homme d'instaurer et de maintenir un ordre social.

### Naissance du sentiment patriotique

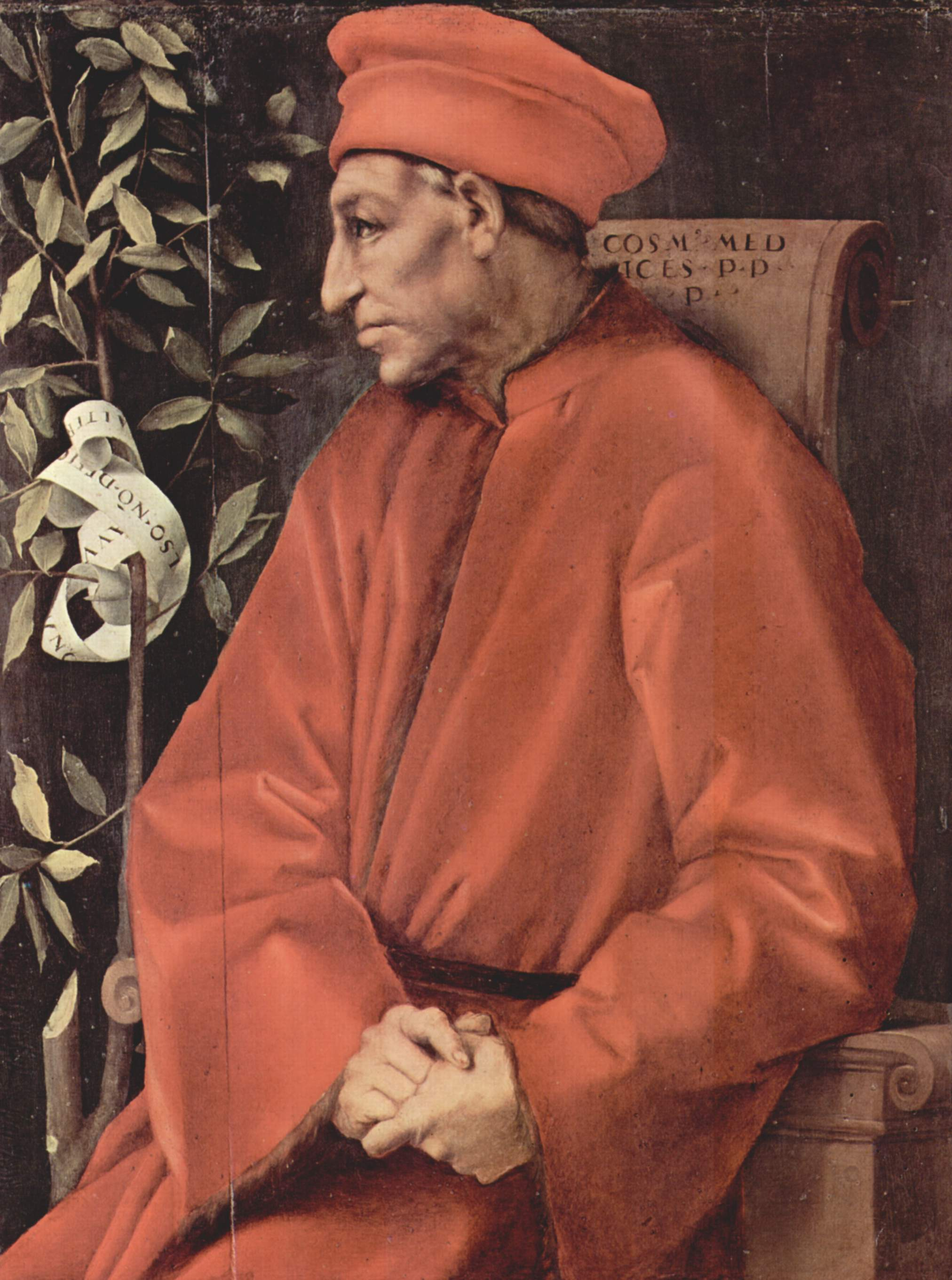
Cosme l’Ancien, fondateur de la Banque Médicis, finança de ses deniers la construction de plusieurs édifices publics (portrait posthume par Pontormo).

Par l’Humanisme, le sens civique, le respect et la participation au maintien de l'ordre social s’imposèrent comme les nouvelles marques de citoyenneté. L’implication des particuliers dans la vie de la cité s'est traduite de façon spectaculaire à Florence par la construction de l’Hôpital des Innocents de Brunelleschi, avec son élégante colonnade reliant cette institution de charité au jardin public, et celle de la bibliothèque Laurentienne, où la collection de livres et de manuscrits des Médicis était libéralement mise à disposition des érudits de l’Europe entière.
Les guildes, à l’origine de la prospérité de la ville, commanditèrent elles aussi l’édification de plusieurs édifices religieux. Le dôme construit par Brunelleschi pour la cathédrale de Florence appartenait, plus qu’aucun autre édifice, au peuple dans la mesure où la construction de chacun des huit segments de la coupole avait été payée par un quartier différent de la ville,.

### Le mécénat
Au contact des humanistes, les grandes fortunes comprirent que, de même que l’Académie de Platon à Athènes, il appartenait aux hommes favorisés par la fortune et l'éducation de participer à la promotion de l'enseignement et des arts. Ainsi, les familles patriciennes —les Médicis de Florence, les Gonzague de Mantoue, les Farnèse de Rome, les Sforza de Milan, réunirent autour d'elles des cénacles de savants et d'artistes, dont elles assuraient à la fois le bien-être matériel et la notoriété.

### Une théorie de l’architecture
Au cours de la Renaissance, l’architecture cessa d'être une simple pratique professionnelle pour devenir un sujet de discussion entre citoyens instruits. Les architectes eux-mêmes publièrent leurs idées et l’imprimerie joua un grand rôle dans la diffusion de leur discours théorique :
- le premier traité moderne d’architecture fut le De re aedificatoria de Leon Battista Alberti (1450). Inspiré en partie du De architectura de Vitruve (dont on venait de redécouvrir un manuscrit dans la bibliothèque d'une abbaye suisse en 1414), il s'en démarque cependant par un ordre différent des matières et de nombreuses vues personnelles de l'auteur. Le De re aedificatoria fut aussi le premier livre d'architecture imprimé (1485).
- Sebastiano Serlio (1475 † vers 1554) est l'auteur du traité qui popularisa la notion d'ordre d'architecture. Le premier volume de son « Canon général d’architecture […] » (Regole generali d'architettura) parut à Venise en 1537; on le cite fréquemment comme le « Quatrième livre » de Serlio, car l'auteur projetait initialement un traité général en sept livres. Au total, il ne devait finalement paraître que cinq livres.
- En 1570, Andrea Palladio (1508 † 1580) publia Les Quatre Livres de l'architecture (I quattro libri dell'architettura) à Venise. Ce livre imprimé connut une grande diffusion à travers l'Europe et fit connaître les idées de la Renaissance dans les îles Britanniques.

Tous ces livres, qui mettaient en valeur les principes, les idées et les innovations des maîtres au détriment de la tradition et des techniques matérielles, étaient bien davantage destinés aux mécènes ou aux clients potentiels (princes ou riches négociants), qu'aux architectes. Ils firent de l'architecture une discipline noble, et non plus un travail de maçon.

## Les débuts de la Renaissance en Italie
Les grands architectes de la Renaissance florentine, le Quattrocento, furent Brunelleschi, Michelozzo et Alberti.

### Brunelleschi

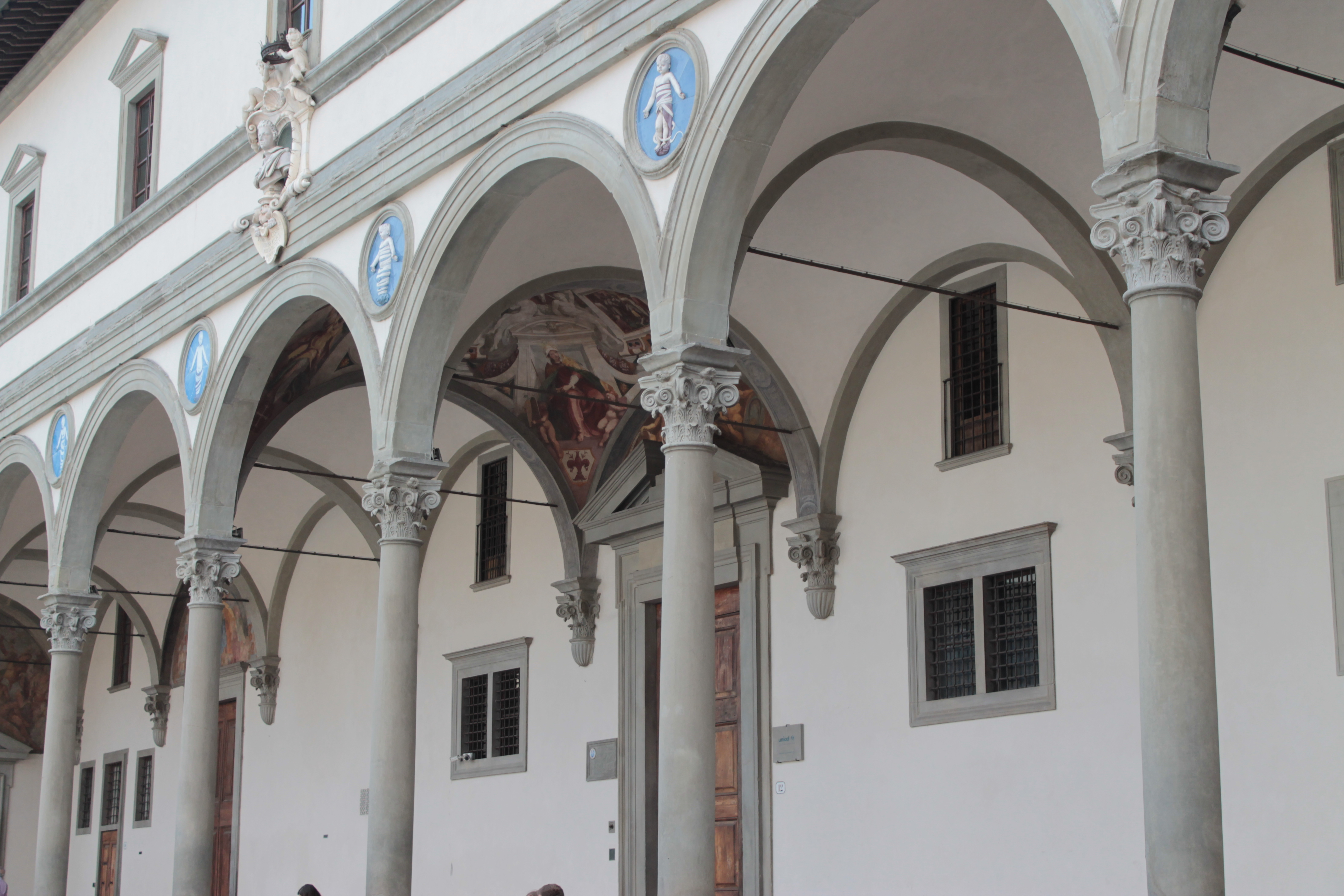
Le Spedale degli Innocenti à Florence.

On attribue généralement à Filippo Brunelleschi (1377–1446) le mérite d'avoir inauguré la Renaissance en architecture. La ligne fondamentale de l’œuvre de Brunelleschi peut se résumer au concept d’« ordre ».
Au début du XVe siècle, Brunelleschi s'intéressa aux rapports entre la forme d'un objet et à l'image que l’œil, depuis un certain endroit, en donne. À partir de structures présentant des contours rectilignes comme le Baptistère de Florence et les pavés qui l'entourent, il se convainquit que la règle donnant l'image vue par l'œil répondait assez exactement à la perspective linéaire.
Il semblait aux curieux que, contrairement aux constructions gothiques contemporaines, les vestiges de monuments de la Rome antique respectaient des règles mathématiques simples. L'une semblait absolument irréfragable : l'emploi systématique de voûtes en plein-cintre. Les voûtes à arc brisé gothiques présentaient, elles, des rapports hauteur-largeur très variables, et il n'était pas rare que les arcs d'une même église présentent des angles dépareillés.

La cathédrale Santa Maria del Fiore de Florence.

Manetti rapporte que c'est par l’observation attentive des vestiges de l’architecture romaine que Brunelleschi finit par s'intéresser à la symétrie et au respect de certaines proportions entre les parties d’un édifice et les dimensions de l'ensemble, chaque partie possédant son jeu de proportions propre,. Brunelleschi obtint l'appui de plusieurs riches négociants florentins, dont Cosme de Médicis et la guilde des soyeux.

#### La cathédrale de Florence

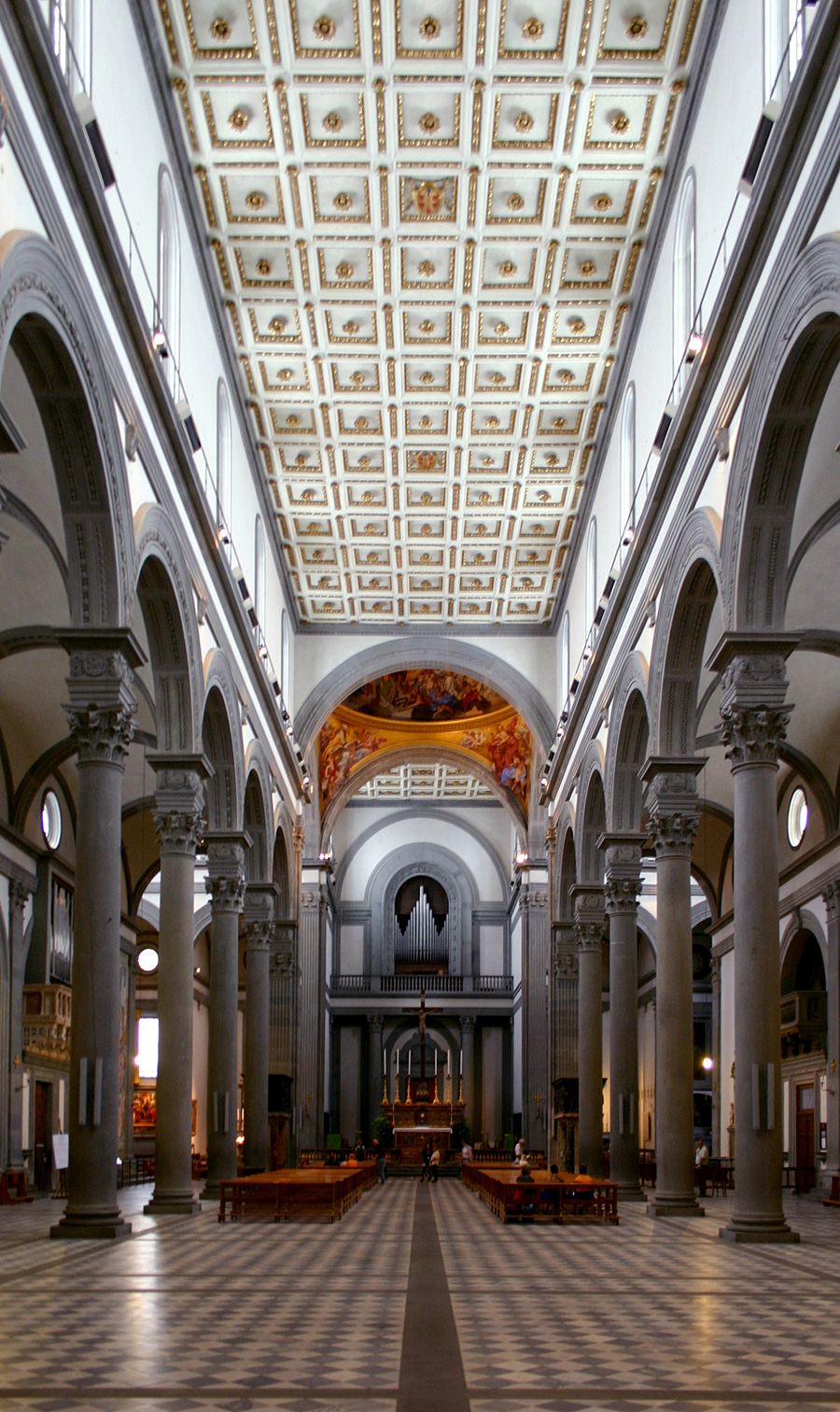
L'église de San Lorenzo.

Le premier projet confié à Brunelleschi fut la réalisation de la couverture de la croisée du transept de la cathédrale inachevée de Florence, commencée au XIVe siècle par Arnolfo di Cambio. Bien qu'on considère cette cathédrale comme l'un des tout premiers édifices de la Renaissance, il faut signaler que Brunelleschi, par delà l'audace de son projet de dôme en brique, continua d'y employer l'arc brisé et les nervures d'ogive, typiques de l'art gothique, et dont apparemment Arnolfio avait envisagé l'emploi. Pour autant, si cette construction se rattache, stylistiquement parlant, au gothique, il est tout aussi vrai que son dôme a été inspiré par le grand dôme du Panthéon de Rome, car Brunelleschi, lorsqu'il chercha la solution structurale à son problème de couverture, n'a pu manquer d'y penser.
L’intrados de la coupole monocoque du Panthéon romain est élégi en plafond à caissons, ce qui allège considérablement la structure. Les divisions des caissons font nervures, quoique cela soit imperceptible visuellement. Enfin le sommet du dôme est ajouré par une ouverture circulaire de 8 m de diamètre. Brunelleschi avait ainsi la démonstration qu'un dôme de taille énorme peut se passer d'un voussoir de clef. Le poids du dôme en brique de Florence est reporté sur huit grandes nervures et seize nervures internes, les briques étant appareillées en arête de poisson. Malgré la différence entre les techniques employées, le Panthéon comme la coupole de Florence reposent sur une armature dense de nervures supportant une coque allégée au maximum (caissons pour le Panthéon, double coque avec espace intérieur pour le Duomo) ; en outre, les deux coupoles sont ajourées à leur sommet.

#### San Lorenzo
Il n’y a sans doute pas de meilleure illustration du nouveau credo architectural qu'aux églises de San Lorenzo et Santo Spirito de Florence. Ces deux églises, dessinées par Brunelleschi vers 1425 et 1428 respectivement, sont toutes deux à plan en croix latine. Elles respectent la règle du module, c'est-à-dire que chaque portion de l'édifice est un multiple du côté de l'aile à plan carré. Cette longueur unité contrôle aussi les dimensions verticales de l'édifice. Dans le cas de Santo Spirito, dont le plan est entièrement régulier, les transepts et le chancel sont identiques, tandis que la nef en est une version étirée. En 1434, avec l’église Santa Maria degli Angeli de Florence, Brunelleschi inaugura le premier bâtiment de la Renaissance à plan centré. Elle s'articule autour d'un octogone central, entouré de huit chapelles plus petites. Par la suite, plusieurs églises adopteront des variantes de ce schéma.

### Michelozzo Michelozzi

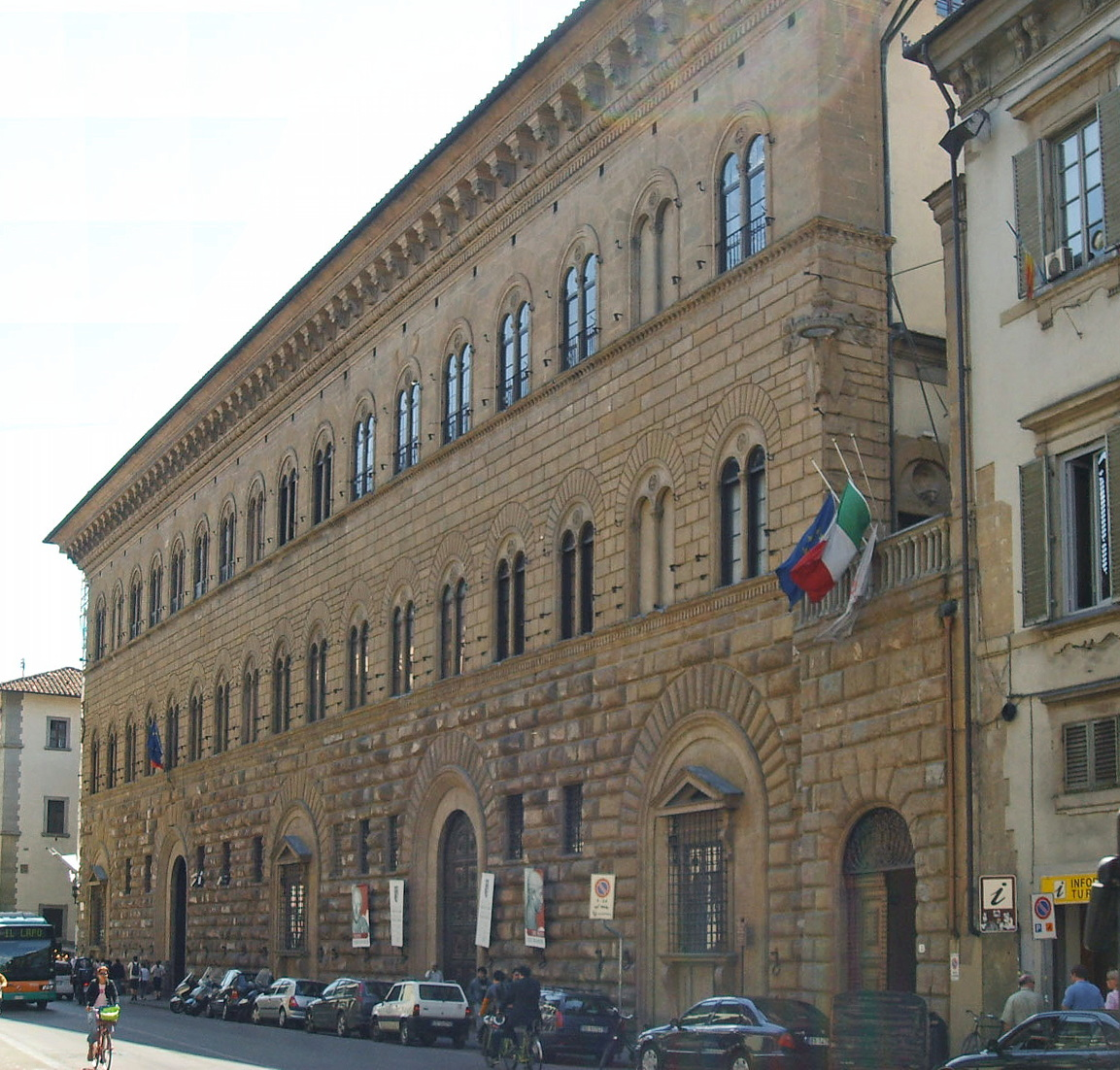
Le palais Medici-Riccardi de Michelozzo.

Michelozzo Michelozzi (1396–1472), autre architecte pensionné des Médicis, reste comme le maître d’œuvre du palais Medici-Riccardi, qui lui fut commandé par Cosme de Médicis en 1444. Une décennie plus tard, il édifiait la Villa Médicis de Fiesole. Parmi les autres projets qu'il réalisa pour Cosme l'Ancien, il convient de citer la bibliothèque du couvent San Marco, à Florence. Il suivit un temps son mécène en exil à Venise, et fut l'un des premiers architectes à exporter le style Renaissance hors d'Italie, avec la construction d'un palais à Dubrovnik
L’ornementation du Palais Medici-Riccardi, avec ses baies à fronton et ses portes en renfoncement, reste classique mais, contrairement aux réalisations de Brunelleschi et d’Alberti, les ordres de colonne ont l'air absents. Michelozzo a plutôt répondu à la prédilection des Florentins pour l’appareil rustique. À chacun des trois étages, il décline un appareil différent semblant répondre à une logique vitruvienne d'ordre, le tout étant surmonté d'une énorme corniche romane en surplomb de 2,50 m au-dessus de la rue.

### Leon Battista Alberti
Le De re ædificatoria du théoricien Leon Battista Alberti, né à Gênes (1402–1472), exerça une influence décisive sur l'histoire de l’architecture. Un des principaux aspects de l’Humanisme était l’intérêt pour la nature, et en particulier pour l’anatomie humaine, science déjà cultivée par les Grecs de l'Antiquité. L'Humanisme mettant l'Homme au centre du Monde, Alberti considérait l'architecte comme un acteur social majeur.
Il dressa les plans de plusieurs édifices, mais à la différence de Brunelleschi, il dédaignait la pratique et délégua la direction des chantiers à ses assistants. Miraculeusement, l'un de ses chefs-d’œuvre, la basilique Saint-André de Mantoue, fut achevé sans dévier des intentions initiales du maître ; l'église Saint-François de Rimini, destinée à remplacer une église gothique et qui aurait dû, comme Saint-André de Mantoue, posséder une façade rappelant l'arc de triomphe romain, connut un tout autre sort et resta inachevée.
Cette basilique Saint-André offre une architecture vivante tant à l'intérieur qu'à l'extérieur. Sa façade triomphante présente les plus violents contrastes : l'ornementation des pilastres, non-fonctionnelle, qui sert juste à en distinguer les différentes parties, est peu protubérante, ce qui contraste avec l’arche profondément encastrée dessinant un gigantesque portique autour de l’entrée. La taille de cette arche s'oppose aux deux ouvertures surmontées d'un carré qui l'encadrent. Les jeux d'ombre et de lumière jouent à plein effet sur la façade grâce à l'ornementation très plate et à ce porche au relief presque exagéré. Pour l'architecture intérieure, Alberti a supprimé la nef et les collatéraux traditionnels pour leur substituer une majestueuse progression alternant arches élevées et berceaux à plan carré, qu'on peut voir comme un miroir du motif d’« arc de triomphe » de sa façade.

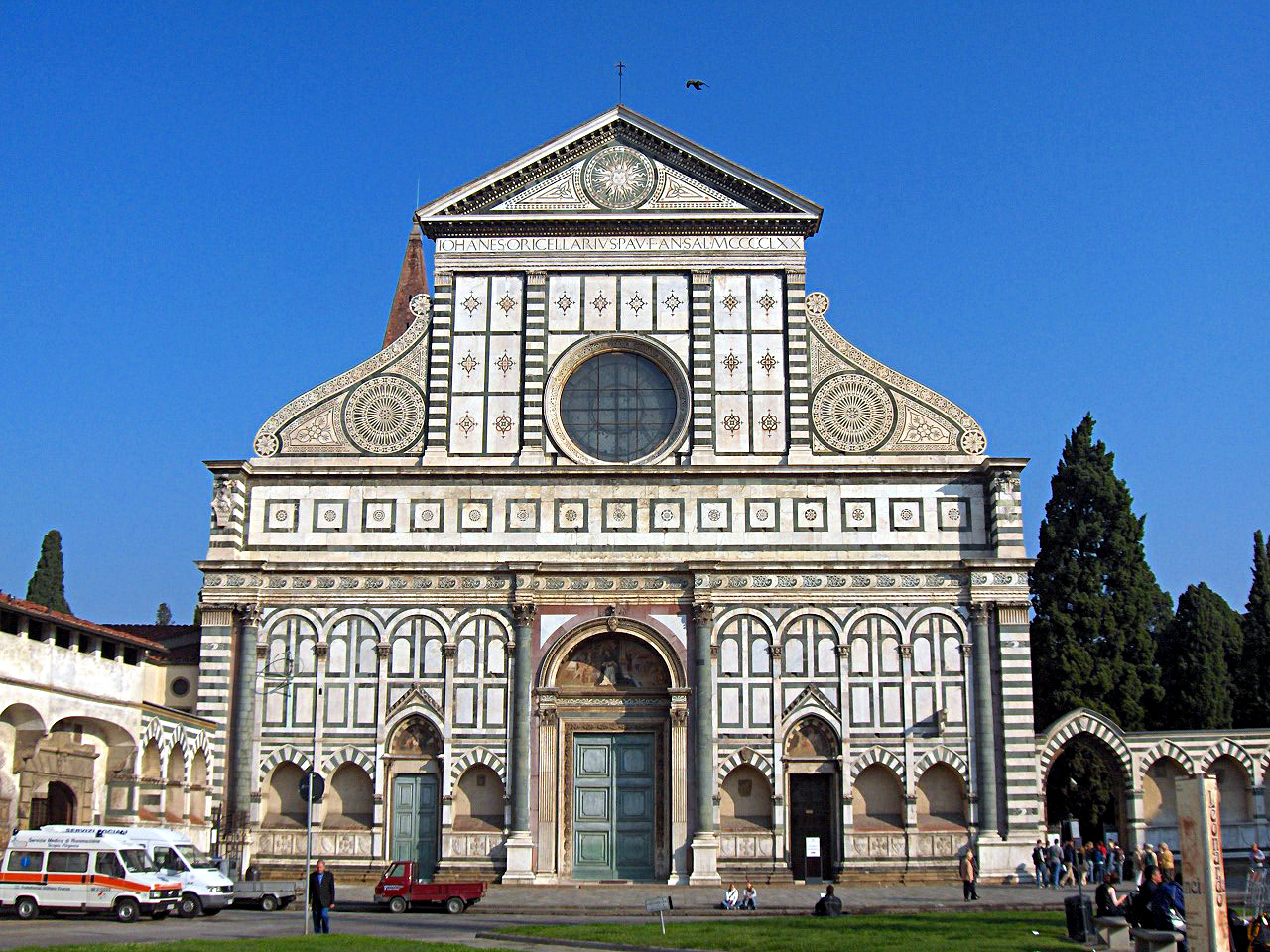
Façade de Santa Maria Novella, 1456–1470.

Les deux plus célèbres réalisations d’Alberti se trouvent à Florence : le Palais Rucellai (1446–51) et l'église Santa Maria Novella. Pour le premier, Alberti a décliné les trois ordres classiques de colonne sur les trois niveaux de la façade.
À Santa Maria Novella, il lui était demandé de terminer l'ornementation de la façade. Son projet était prêt fin 1456, mais sa réalisation s'étala jusqu'en 1470. La partie inférieure de la façade comportait des niches dans la plus pure tradition gothique et des motifs en marbre bichrome (vert et blanc crème). Il fallait aussi à l'artiste intégrer un grand oculus en extrémité de nef. Alberti respecta tout simplement le travail de ses devanciers sur l'ouvrage, d'autant que la tradition florentine des façades polychromes était fermement établie avec le plus célèbre monument de la ville d'alors, à savoir le baptistère de San Giovanni. Les ornements, de par cette richesse de couleurs, sont donc très peu sculptés, mais la division en rectangles et les motifs en carte à jouer autour de l'oculus créent une manière d'ordre architectural. Alberti est aussi le premier à joindre les toitures des collatéraux à celui de la nef par deux grandes volutes, qui deviendra un leitmotiv de l’architecture nouvelle pour résoudre le problème du nivellement de la façade entre deux parties de hauteur inégale.

## Diffusion du nouveau style à travers l'Italie

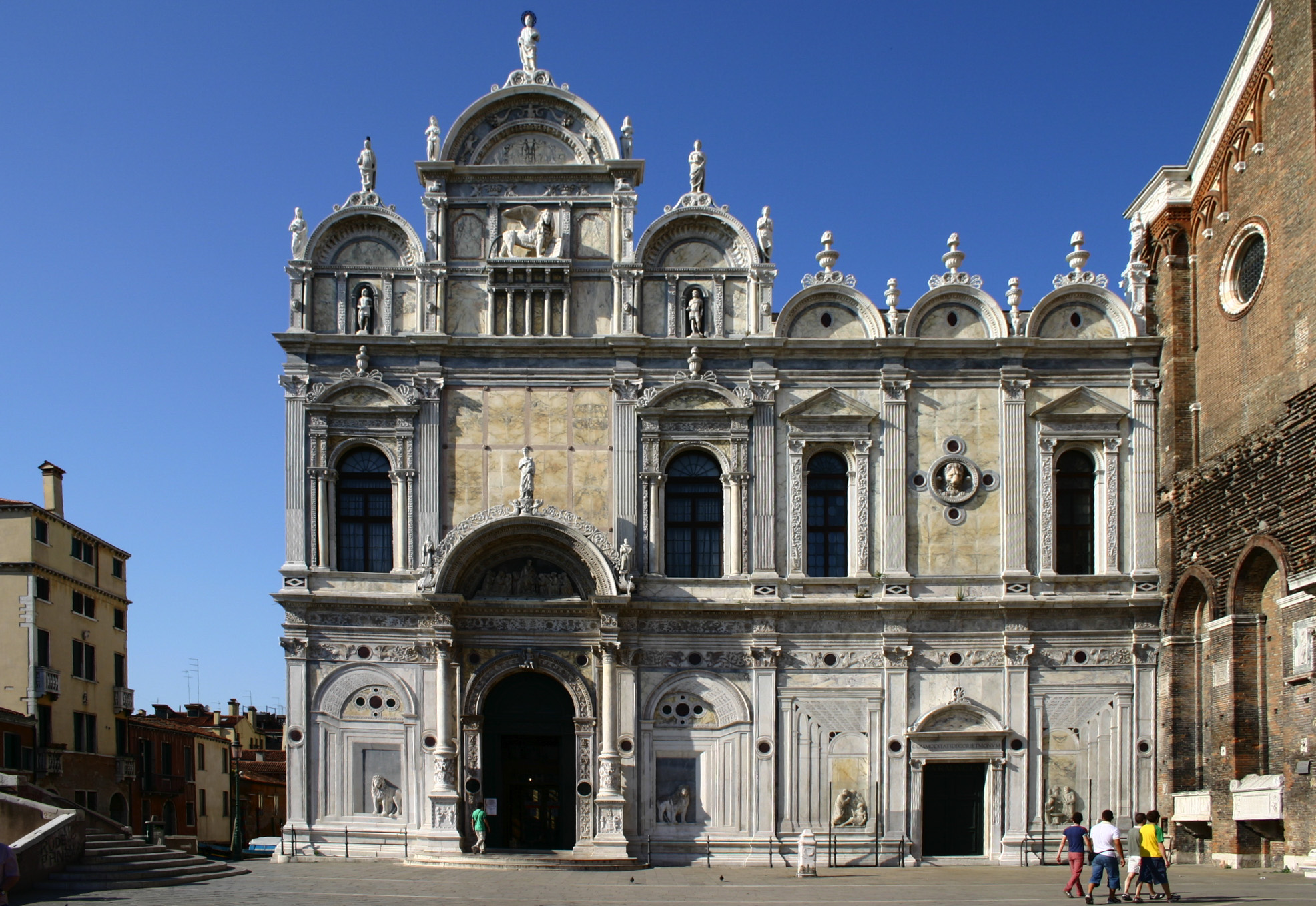
Le Collège San Marco était la principale école d'abaque de Venise.

Tout au long du XVe siècle, plusieurs cours princières italiennes parvinrent à se hisser au premier plan de la scène culturelle et artistique européenne.
C'est ainsi qu'à la cour des princes de Gonzague, à Mantoue, Alberti dressa les plans de deux églises, à savoir la basilique Saint-André et l’église Saint-Sébastien.

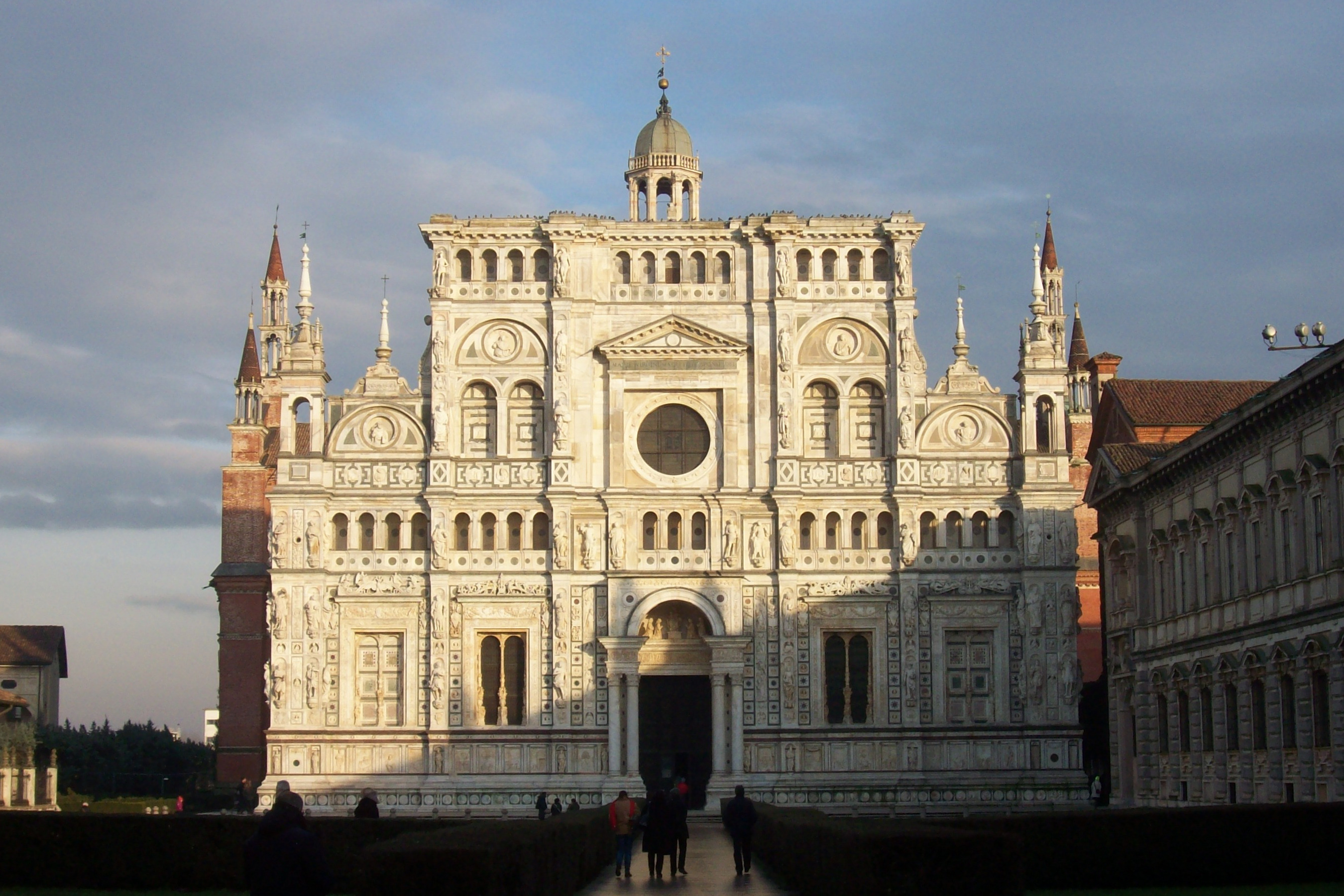
La façade de la Chartreuse de Pavie

Urbino et son palais ducal, était une place militaire de premier plan, qui détenait aussi l’une des plus belles bibliothèques d’Europe. Ferrare, gouvernée par les princes de la Maison d'Este, prit son essor à la fin du XVe siècle : sur le plan architectural, elle rayonna avec le Palazzo dei Diamanti et le Palazzo Schifanoia édifiés pour Borso d'Este. La Milan des princes de Visconti, vit d'abord le parachèvement de la Certosa di Pavia ; les Sforza dotèrent la ville d'une formidable forteresse avec le célèbre Castello. 
À Venise, San Zaccaria reçut sa façade Renaissance des architectes Antonio Gambello et Mauro Codussi, dans les années 1480. Giovanni Maria Falconetto, l’architecte-sculpteur véronais, avec la loggia des jardins d'Alvise Cornaro, fit connaître l’architecture Renaissance à Padoue.
En Italie méridionale, c'est Alphonse V d'Aragon qui, après la conquête du royaume de Naples, fit venir les maîtres du nouveau style. Leurs plus belles réalisations, à Naples, sont la Cappella Caracciolo, attribuée à Bramante, et le Palazzo Orsini di Gravina, construit par Gabriele d'Angelo entre 1513 et 1549.

## La haute Renaissance
Entre la fin du XVe  et le début du  XVIe siècle, quelques architectes : Bramante, Antonio da Sangallo le Jeune, etc. parvinrent à renouveler l'élan originel du siècle précédent et surent exprimer leurs idées dans toutes sortes d'édifices : églises, hôtels particuliers (palazzi) très différents de ce qui s'était fait jusqu'alors. L’ornementation se fit plus chargée, la statuaire, les dômes et les coupoles gagnant en exubérance.
On appelle cette période, qui coïncide avec la carrière des Léonard de Vinci, Michel-Ange et Raphaël, la « haute Renaissance ».

### Bramante

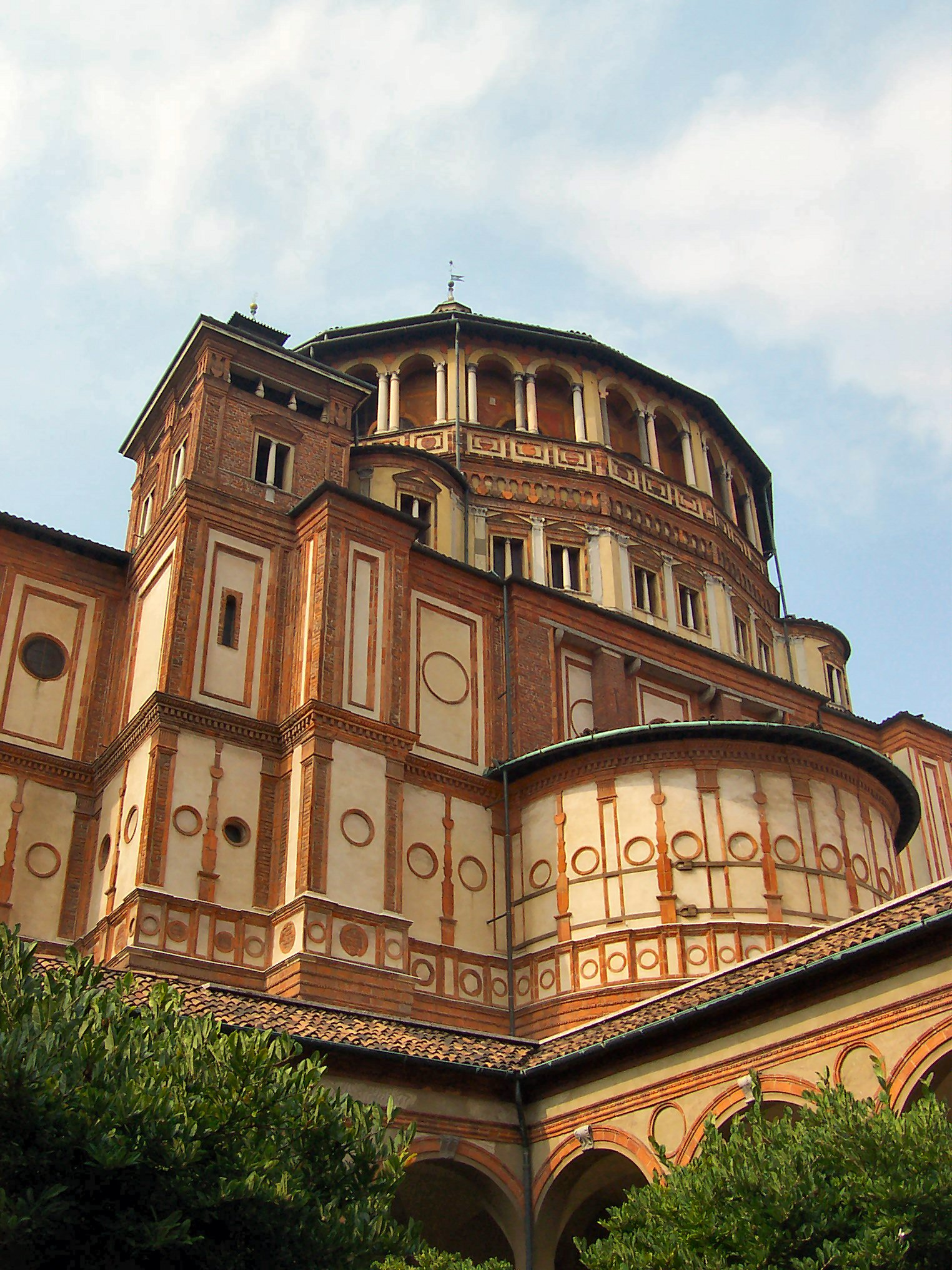
Santa Maria delle Grazie, Milan.

Bramante, (1444–1514), natif d’Urbino, délaissa la peinture pour l’architecture. Pendant 20 ans, il fut au service du duc de Milan Ludovic Sforza. À la chute de Milan en 1499, Bramante partit pour Rome et, sous la protection des papes, connut la gloire.
Le chef-d’œuvre de Bramante à Milan est la combinaison du transept et du chœur de l’église Santa Maria delle Grazie de Milan. Il s'agit d’une structure en brique dont la forme s'inspire énormément de la tradition nord-italienne des baptistères en dôme à plan carré. L'église est à plan centré à ceci près que, compte tenu des particularités du site, le chancel dépasse l'étendue du transept. Les naissances de son dôme hémisphérique, d'environ 20 m de diamètre, sont cachées par un tympan octogonal ajouré au niveau supérieur de baies en voûte. Les ornements des parements extérieurs sont faits de carreaux en céramique locale. Toujours dans le duché de Milan, Bramante a conçu le dôme (construit des siècles plus tard) et la crypte (achevée en 1492) de la cathédrale de Pavie.
À Rome, Bramante construisit le Tempietto du cloître de San Pietro in Montorio, un édifice circulaire qu'il qualifiait lui-même de « joyau architectural ». Ce modeste temple, qui occupe l’emplacement supposé du lieu de supplice de l'apôtre Saint Pierre, adapte l'ornementation retrouvée sur les ruines du temple de Vesta, le plus sacré de la Rome antique. Il contraste spatialement avec le cloître qui l'entoure entièrement. Lorsque l’on s'en approche depuis le cloître, on voit qu'il est bâti dans une cour comportant arcs et colonnes, dont il est un écho.
Bramante poursuivit sa carrière au Vatican, où il réalisa les impressionnants cortile de Saint-Damase et du Belvédère. En 1506, le projet de Bramante pour la reconstruction de la Basilique Saint-Pierre fut choisi par le pape Jules II, et il put suivre les travaux des fondations. Après plusieurs modifications du plan d'origine, l'un de ses successeurs sur le chantier, Michel-Ange, rétablit les idées de Bramantecf. infra : § Michel-Ange.

### Sangallo

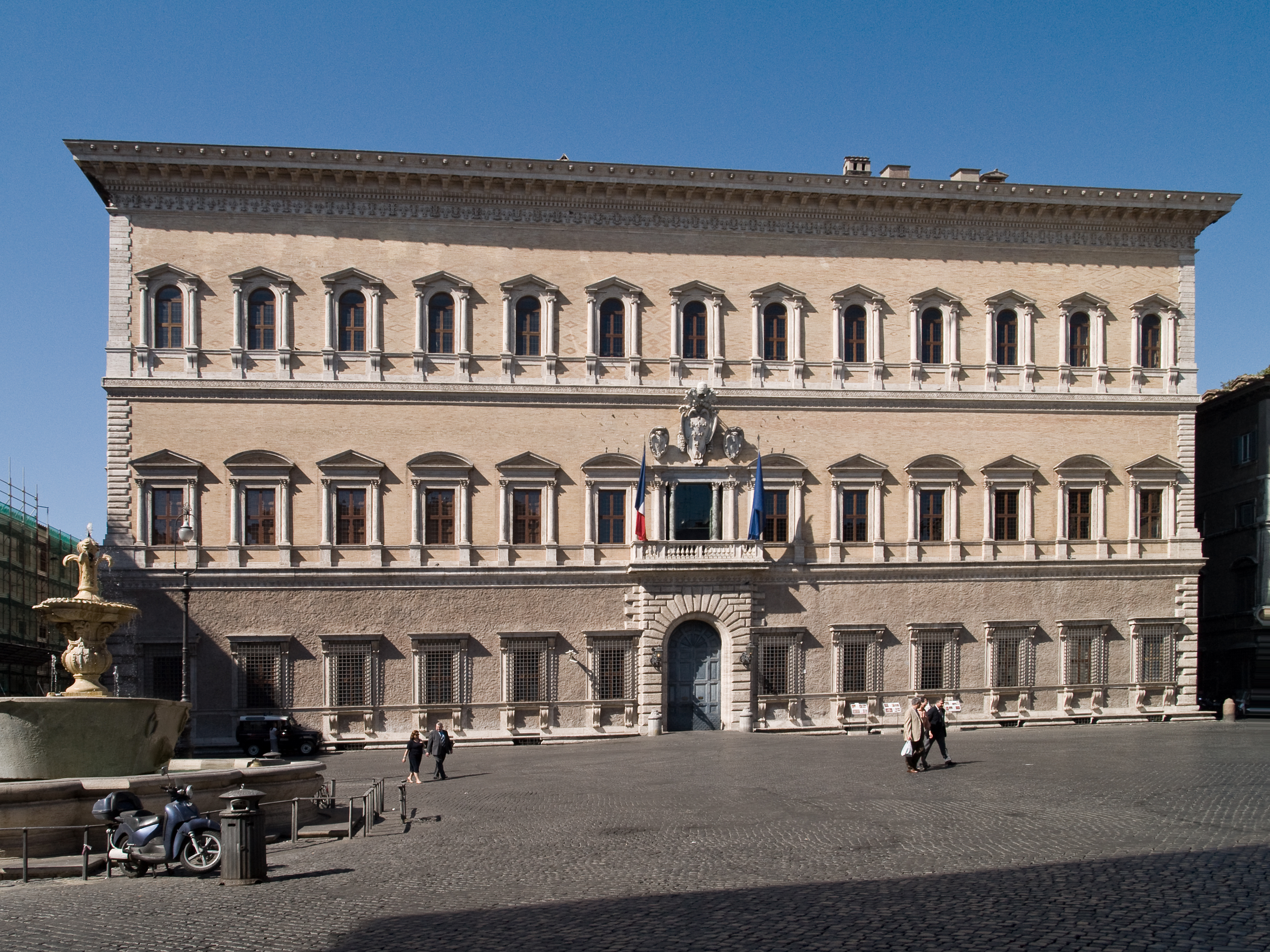
Le palais Farnèse, à Rome (1534–1545) : architecture conçue par Sangallo et Michel-Ange.

Antonio da Sangallo le Jeune (1485–1546) était issu d'une famille d'ingénieurs militaires. Son oncle, Giuliano da Sangallo, qui avait concouru en vain pour la reconstruction de la basilique Saint-Pierre, obtint pour un temps la codirection des travaux aux côtés de Raphaël.
Antonio da Sangallo proposa à son tour ses services pour Saint-Pierre ; à la mort de Raphaël, il devait obtenir la direction des travaux ; son successeur à ce poste sera Michel-Ange.
Pourtant, il doit sa gloire, non à ces fonctions, mais bien plutôt à la conception du Palais Farnèse, commencé en 1530. L’impression de grandeur de ce bâtiment ne tient pas tant à ses proportions (56 m de longueur par 29,50 m de hauteur) ou au fait qu'elle occupe le centre d'une magnifique place, qu'à la beauté canonique de ses proportions, inhabituelles pour un palais aussi grand et somptueux, et au fait qu'il fut construit en briques couvertes de stuc, et non en pierre. Le chaînage d'angle en pierre, le massif portail rustique et le rythme des grandes baies se détachant finement sur les aplats rose pâle des murs confèrent un caractère de solennité qui annonce déjà le Classicisme. Le deuxième et dernier étage sera ajouté par Michel-Ange. Il est fort appréciable que ce magnifique édifice ait été construit en brique ; car les pierres de travertin des ornements ne furent pas extraites d'une carrière, mais des ruines du Colisée.

### Raphaël
Raphaël d’Urbino (1483–1520) fut apprenti chez Le Pérugin à Pérouse avant de s'établir à Florence. Il fut pendant quelques années architecte en chef de Saint-Pierre de Rome, avec pour collaborateur Antonio Sangallo. Il exécuta les plans de plusieurs édifices dont la plupart furent parachevés par d'autres. Son projet le plus fameux est le Palais Pandolfini de Florence, avec ses deux étages percés de fenêtres « en tabernacle », séparées les unes des autres par des pilastres, soulignées de corniches et d'une alternance de frontons en arc et triangulaires.

## Maniérisme
Le maniérisme en architecture est marqué par les audaces artistiques de quelques grands noms : Michel-Ange, Jules Romain, Baldassarre Peruzzi et Andrea Palladio, qui marquent autant de jalons vers le style baroque, lequel sera pourtant d'une rhétorique toute différente de celle de la Renaissance.

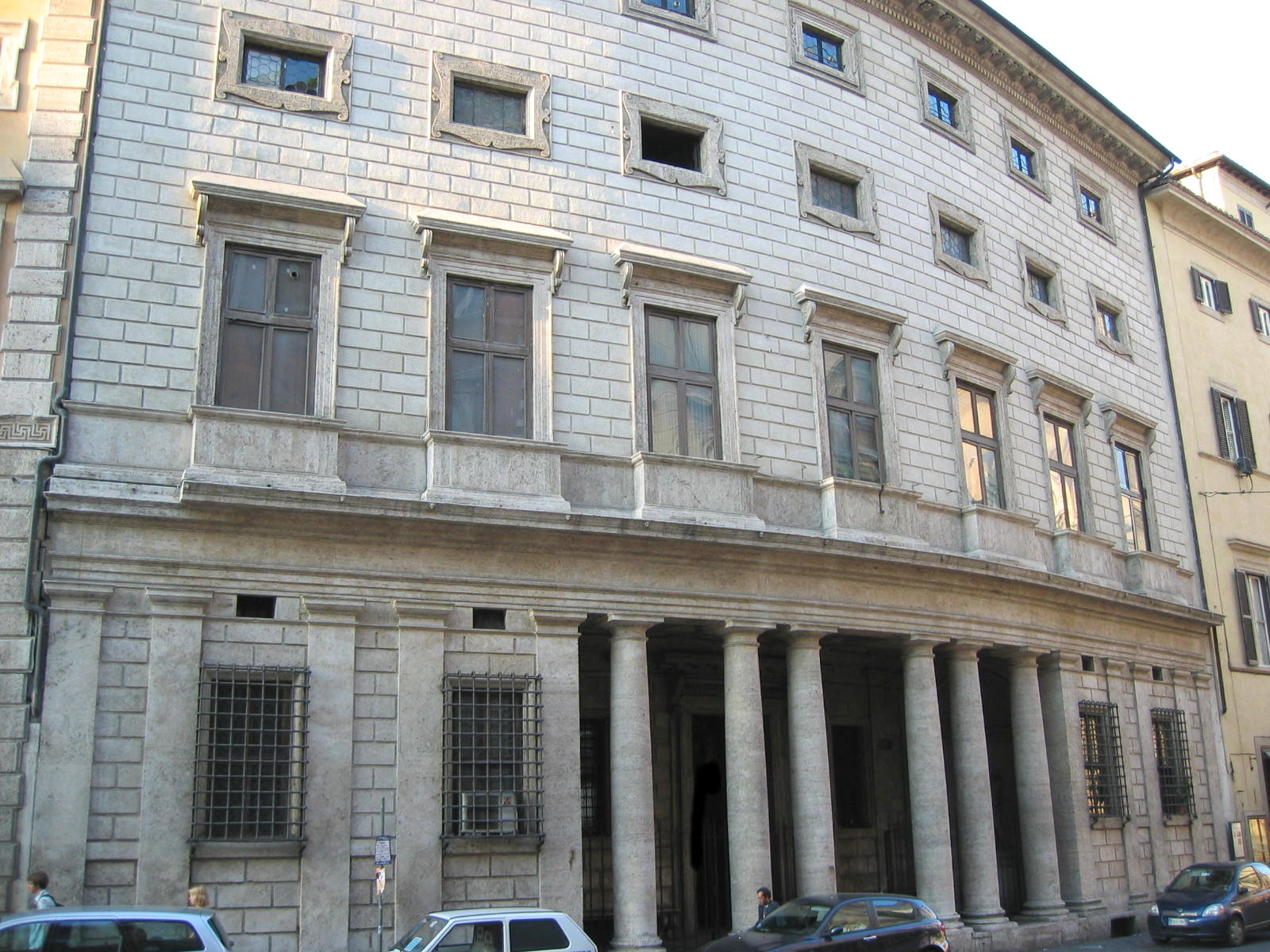
Le Palais Massimo alle Colonne.

### Baldassarre Peruzzi
Baldassarre Peruzzi, (1481-1536), architecte siennois actif à Rome, marque la transition entre la Haute Renaissance et le maniérisme. Sa Villa Farnesina (1509) est un cube monumental à deux niveaux égaux, dont les baies sont soulignées par des pilastres respectant la hiérarchie des ordres. Cette résidence se signale par l’abondance des fresques dans la décoration intérieure.
Mais le chef-d’œuvre de Peruzzi est sans doute le Palais Massimo alle Colonne de Rome, dont la façade courbe épouse les contours de la voirie attenante. Le rez-de-chaussée comporte un grand portique centré parallèle à la rue, mais enchâssé dans un renfoncement, qui d'ailleurs servit longtemps d'abri aux nécessiteux. Des trois étages supérieurs, les deux premiers comportent les mêmes rangées de petites fenêtres délicatement encadrées de linteaux très discrets, provoquant un contraste d'autant plus fort avec la masse sombre du porche.

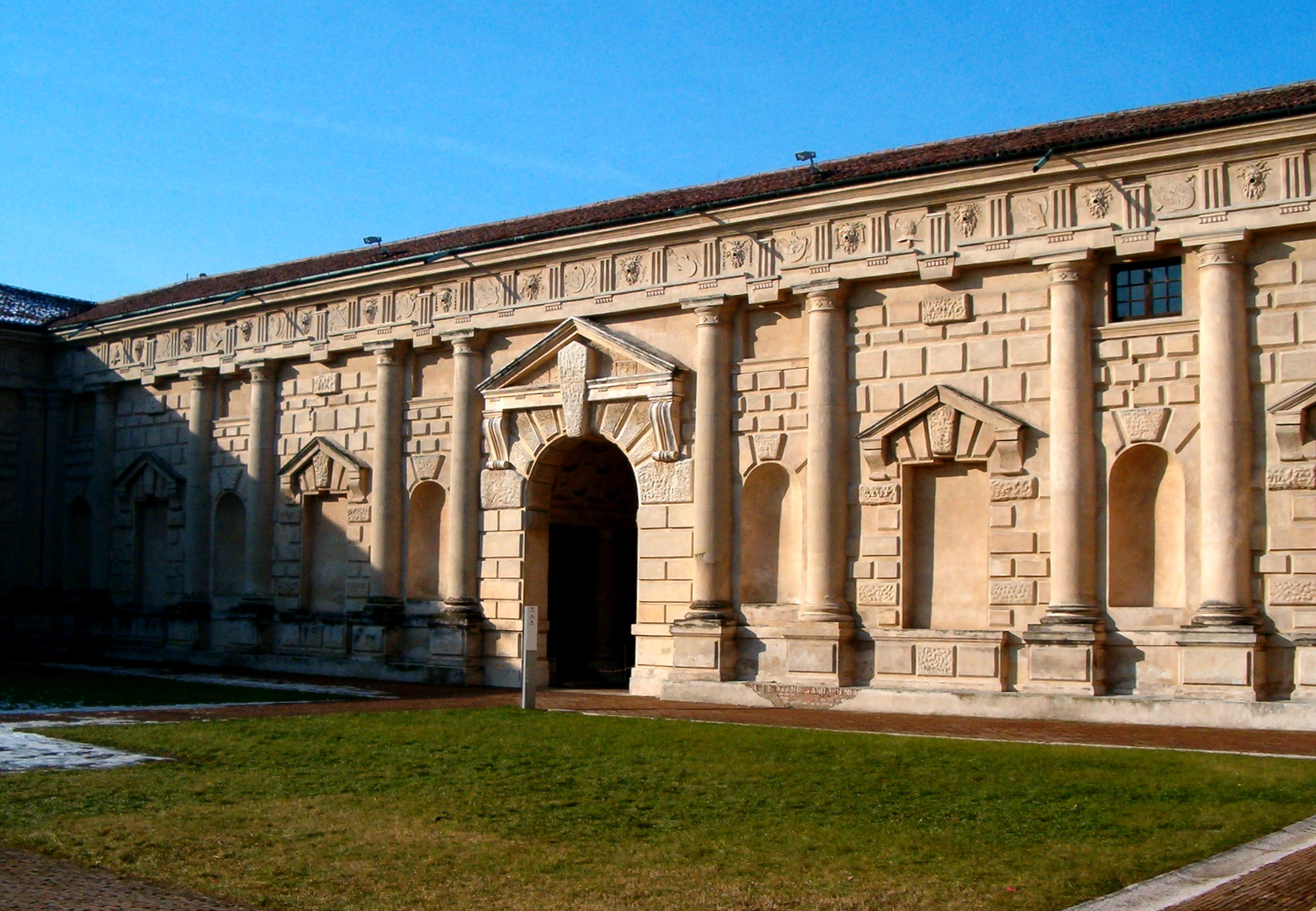
Le palais du Te.

### Jules Romain
Giulio Romano (1499–1546), élève de Raphaël, l’assista pour de nombreux édifices du Vatican. Romano était un architecte inventif et pluridisciplinaire : le palais du Te, à Mantoue (1524–1534), qu'il exécuta pour Frédéric II de Gonzague, témoigne de ses talents de sculpteur et de peintre. Il y combina la construction d'une grotte, l'aménagement de jardins, de pièces aux multiples fresques, où il joue sans cesse d’effets d’illusion, provoque le visiteur par l’incongruité architecturale des thèmes, des formes et des textures, et par une recherche voulue du déséquilibre et de l'invraisemblable. Ilan Rachum voit dans Romano « l’un des pionniers du maniérisme. »

### Michel-Ange
Michelangelo Buonarroti (1475–1564) est l'un des géants de la période ; ses créations marquent la haute Renaissance. Il excellait tout à la fois en peinture, sculpture et architecture et pour toutes ces disciplines, sa production a bouleversé les conceptions traditionnelles. Il doit sa réputation d’architecte principalement à trois chantiers : la décoration intérieure de la bibliothèque Laurentienne, le vestibule du monastère San Lorenzo de Florence, et la basilique Saint-Pierre de Rome.
Saint-Pierre fut « la plus grande création de la Renaissance », mais si plusieurs grands noms de l'architecture s'y illustrèrent, son état abouti porte davantage l'empreinte de Michel-Ange que celle d'aucun autre.

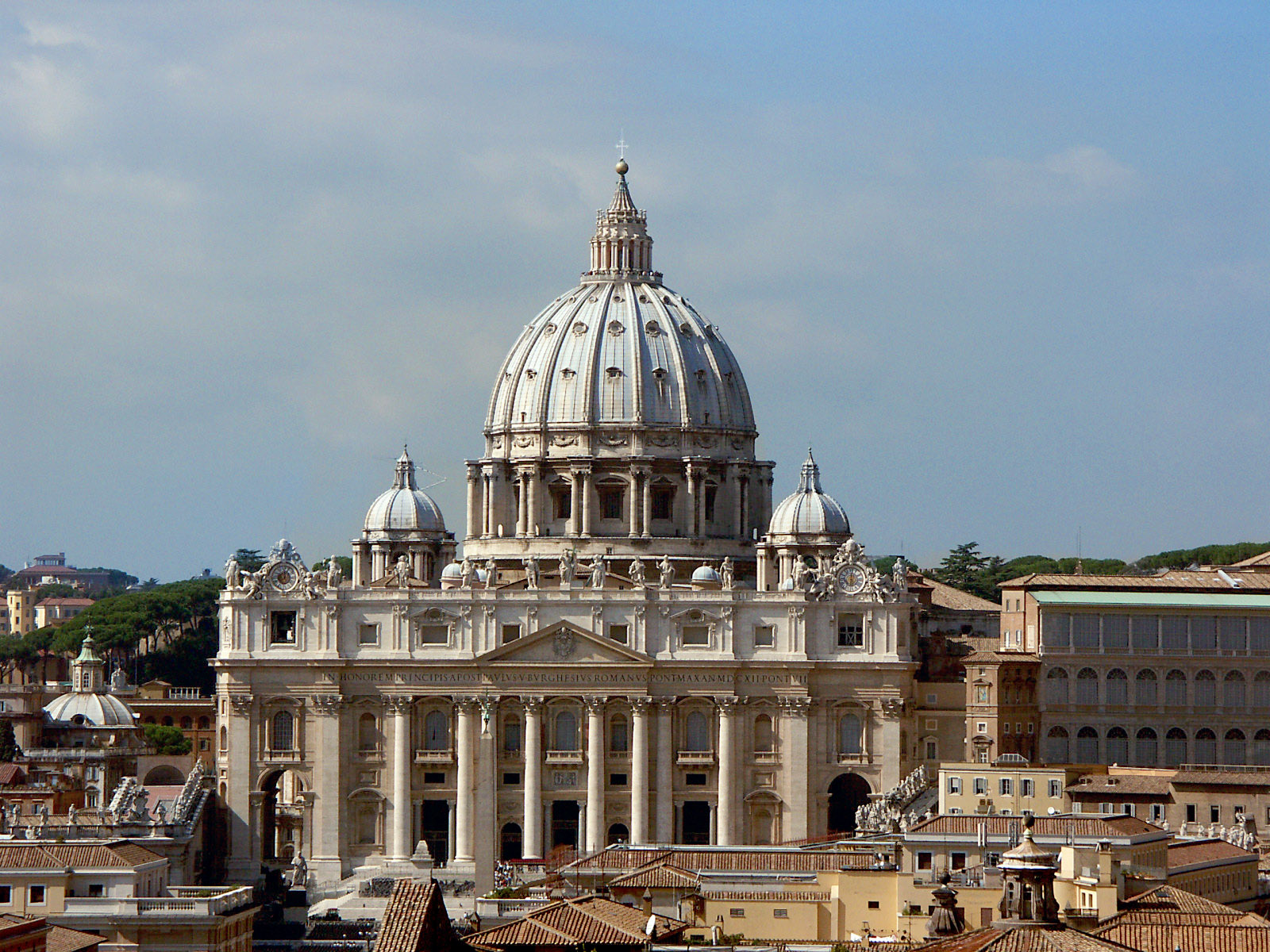
La basilique Saint-Pierre.

#### Saint-Pierre de Rome
Le plan retenu à la pose de la première pierre en 1506 était de Bramante ; ensuite plusieurs changements furent introduits par les architectes postérieurs, mais Michel-Ange, lorsqu'il se chargea du projet en 1546, décida de revenir au plan en croix grecque de Bramante et redessina les piliers, les murs et le dôme, donnant aux infrastructures basses des proportions plus massives et éliminant les allées, identiques au transept, rayonnant autour du chancel. Helen Gardner (en) résume ainsi le choix de l'artiste : « Michel-Ange, en quelques traits de plume, l'a débarrassé d'une gangue floconneuse pour en faire un ensemble massif et cohérent. »
Le dôme de Michel-Ange, véritable chef-d’œuvre d’invention, emploie une double coque raidie sur nervures couronnée, comme le Duomo de Florence, d'une tour-lanterne massive. Pour l’extérieur de l’édifice, il imagina un nouvel ordre d'architecture : l’ordre colossal, où toutes les proportions des baies extérieures sont définies, l'ensemble étant relié par une large corniche qui court ininterrompue comme un ruban autour des toits.
Il existe une maquette du dôme, où l'on peut voir que sa coque externe aurait dû être hémisphérique. À la mort de Michel-Ange, en 1564, le tambour d'appui de la coupole de la basilique était tout juste terminé. Or l’architecte suivant, Giacomo della Porta, réalisa une coupole beaucoup plus élevée que ce qu'indique la maquette : on y voit généralement une initiative de ce della Porta, destinée à diminuer les poussées aux naissances ; mais il est tout à fait plausible, y compris au plan stylistique, que le choix de cette ligne plus aérienne soit le fait de Michel-Ange lui-même

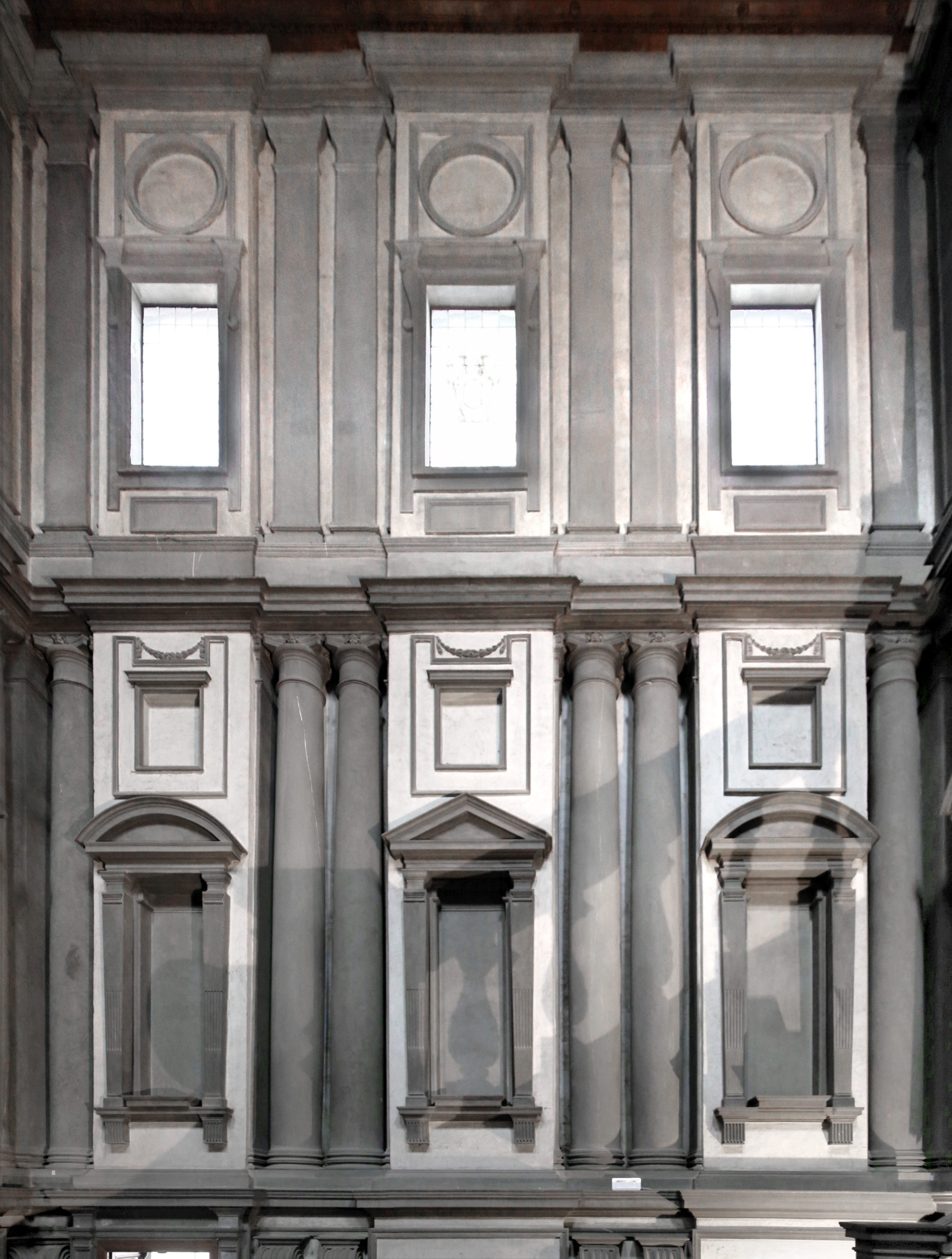
Le vestibule de la bibliothèque Laurentienne.

#### La bibliothèque laurentienne
La maniera de Michel-Ange n'apparaît nulle part mieux que dans le vestibule de la bibliothèque Laurentienne. Il s'agissait d'y accueillir la collection de manuscrits du couvent de San Lorenzo de Florence, l’église même dont Brunelleschi avait bouleversé l'architecture et où il avait, le premier, édicté les règles d'emploi des ordres classiques et de leurs différents ornements. Précisément, Michel-Ange va s'emparer des règles de Brunelleschi et les plier à son propre génie.
La bibliothèque proprement dite se trouve à l'étage : c'est une pièce très allongée avec des plafonds décorés, auxquels répond un plancher carrelé que les successeurs de Michel-Ange réaliseront dans l'esprit du créateur. Mais malgré sa taille, cette pièce est gracieuse, illuminée par la lumière naturelle éclatant à travers une longue rangée de baies rythmées par des pilastres courant le long des murs. Le vestibule est vaste, plus haut que large et encombré d'un grand escalier qui semble, telle une « coulée de lave » (pour reprendre une image de Pevsner) éjecté de la bibliothèque et s'évase en trois directions lorsqu'il rejoint la balustrade du rez-de-chaussée. L'impression de majesté de ces escaliers est rehaussée par le fait que les marches de la volée centrale sont plus élevées que celles des côtés (elle ne comporte donc que huit marches au lieu de neuf).
Compte tenu de l'impression d'encombrement du vestibule, on aurait pu s'attendre à ce que les murs soient rythmés par des pilastres semi-engagés ; mais Michel-Ange a préféré employer des paires de colonnes qui, au lieu de s'appuyer fièrement sur la cloison, sont profondément enfoncées dans des niches. À l'église San Lorenzo toute proche, Brunelleschi avait déjà employé des consoles en tasseau pour rompre la monotonie de l'entablement horizontal de l’arcade. Michel-Ange emprunte ce motif à Brunelleschi et fait reposer chaque paire des colonnes en niche sur des paires de consoles en tasseau. Pevsner écrit à ce sujet: « La Laurenziana… décline le maniérisme architectural sous son jour le plus sublime,. »

### Giacomo della Porta

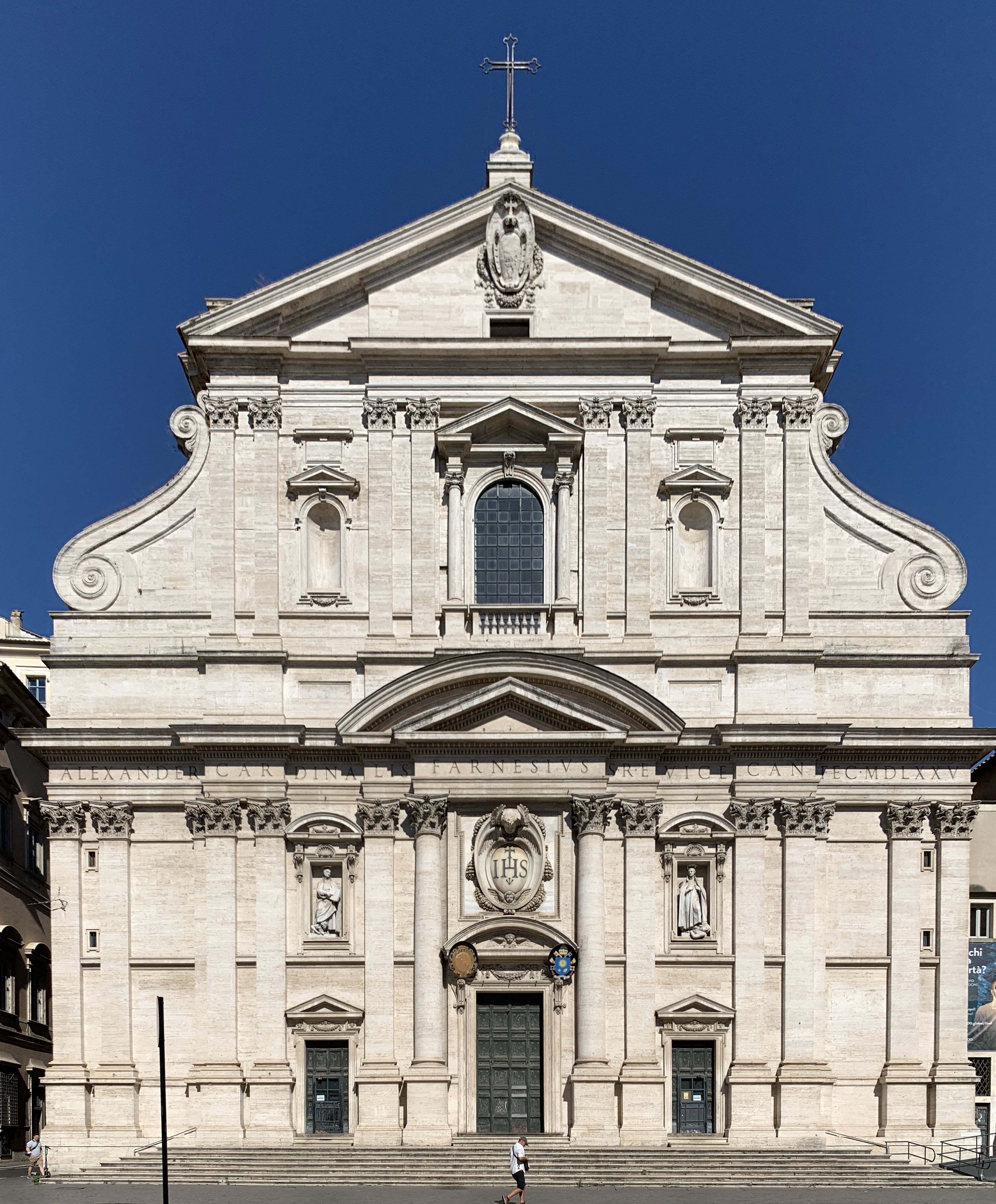
L'église du Gesù, conçue par Giacomo della Porta, devint le prototype des églises de la Contre-Réforme.

Giacomo della Porta, (c.1533–1602) reste comme l’architecte qui a effectivement construit le dôme de la basilique Saint-Pierre. On continue de spéculer sur la paternité des modifications survenues entre le dôme actuel et la maquette, attribuées tantôt à della Porta, tantôt à Michel-Ange.
Della Porta effectua pratiquement toute sa carrière à Rome, où il concevait villas, hôtels particuliers et églises dans le style maniériste. L'une de ses réalisations les plus célèbres est la façade de l’Église du Gesù, projet qui lui fut confié par son maître, Vignole. Plusieurs traits de la conception d'origine y ont été préservés, avec des modifications subtiles pour donner davantage de poids à la partie centrale, où della Porta emploie, parmi différents motifs, un fronton triangulaire surmontant l'arc surbaissé du porche d'entrée. L'étage et son fronton donnent l'impression d'écraser la base. La partie centrale, comme à Saint-André de Mantoue, reprend le motif de l'arc de triomphe, mais avec deux divisions horizontales comme à Santa Maria NovellaCf. supra : § Alberti.. La jonction des collatéraux à la nef est traitée avec les volutes d’Alberti, contrairement au projet de Vignole qui prévoyait des tasseaux beaucoup plus modestes et quatre statues pour couronner les paires de pilastres, afin de donner davantage de volume aux collatéraux. L’influence du Gésù se fera sentir sur toutes les églises baroques d'Europe.

### Andrea Palladio

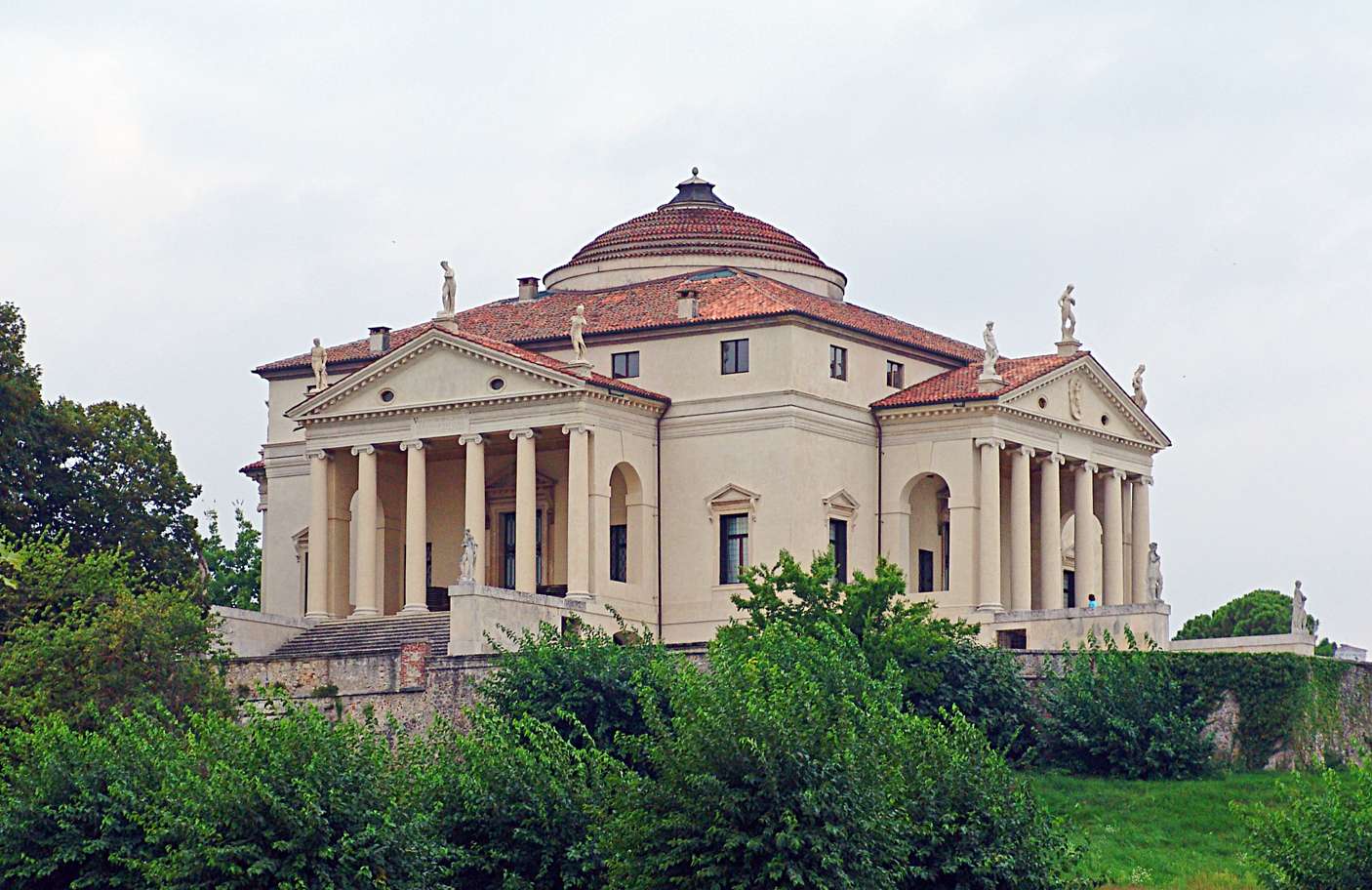
La villa Rotonda à Vicence (Italie), 1566-1571, œuvre d’Andrea Palladio.

Andrea Palladio (1508–1580), que l'historien britannique B. Fletcher n'hésite pas à qualifier d’« architecte le plus influent de toute la Renaissance », est un tailleur de pierre qui découvrit l'humanisme par le poète Gian Giorgio Trissino. Le premier projet qu'on lui confia fut la reconstruction de la basilique palladienne de Vicence, en Vénétie, région où d'ailleurs il devait accomplir toute sa carrière par la suite.
Portant un regard de maçon sur les pratiques de l'Antiquité, Palladio bouleversa les tendances architecturales dans la construction des palais comme des églises. Tandis que les architectes, à Florence et à Rome, recherchaient des modèles formels dans le Colisée ou l’Arc de Constantin, Palladio réduisait la structure des temples romains à leur péristyle ; et chaque fois qu'il employa le motif en “arc de triomphe” pour dégager une entrée encadrée par deux baies rectangulaires, il en limitait la taille, contrairement aux arcs monumentaux d'Alberti à l'église Saint-André : on parle ainsi d’arche palladienne.
L'édifice profane le plus connu de Palladio est la villa Capra, aussi appelée Rotonda, un hôtel particulier à plan centré au vestibule couvert d'un dôme, comportant quatre façades identiques, dont chacune s'orne d'un portique de temple semblable à celui du Panthéon de Rome. À la villa Cornaro, le portique protubérant de la façade nord et la loggia en niche côté jardin s'intègrent chacun à leur propre étage conformément aux ordres, l’étage supérieur faisant balcon.
Pour ce qui est de la façade des églises, Palladio, de même qu’Alberti, della Porta et d'autres, dut résoudre le problème de la combinaison optique des collatéraux à la nef tout en conférant à l'édifice une unité structurelle ; seulement là encore, la solution trouvée par Palladio se distingue radicalement de celle d'un Della Porta : à la basilique San Giorgio Maggiore de Venise, il superpose à un temple bas et large un temple très élevé dont les colonnes se dressent sur de hautes plinthes, et dont l’étroit linteau et les pilastres se mêlent à l’ordre colossal de la nef centrale.

## De la Renaissance au Baroque
En Italie, la transition de l’architecture depuis la Renaissance florentine au Baroque semble s’être faite sans à-coups : Pevsner n'écrit-il pas, évoquant le vestibule de la bibliothèque Laurentienne, qu’« on a souvent pu affirmer que les motifs muraux font de Michel-Ange le père du Baroque » ?
Mais si la continuité a été de règle en Italie, cela n'a pas toujours été le cas ailleurs. L’adoption du style Renaissance en architecture a été parfois très lente puis s'est accomplie sur une période très brève, comme on peut le voir en Angleterre. En effet, au moment même où le pape Jules II faisait abattre l'ancienne Basilique Saint-Pierre pour reconstruire un édifice à son goût, Henri VII adjoignait une nouvelle chapelle de style gothique perpendiculaire à l’Abbaye de Westminster ; puis lorsque le style qu'on allait appeler baroque naquit dans l'Italie du début du XVIIe siècle, les premiers édifices de style authentiquement Renaissance voyaient le jour à Greenwich et Whitehall, après une longue période d’expérimentation avec les motifs à l'antique, combinés aux formes anglaises traditionnelles, ou, réciproquement, après l’adoption de structures « Renaissance » dans l'ignorance totale des règles qui président à leur emploi. Et enfin, tandis que les Anglais commençaient à peine à découvrir les règles du Classicisme, les Italiens essayaient de s'en libérer. Dans l'Angleterre post-Restauration (celle des années 1660), la mode architecturale changea de nouveau et le goût du Baroque s'affirma. Ainsi, plutôt qu'une évolution progressive comme en Italie, le baroque arriva en Angleterre « armé et casqué ».
Pour plusieurs contrées d'Europe où les constructions classiques, inspirées par exemple de l'église Santo Spirito de Brunelleschi ou du palais Medici-Riccardi de Michelozzo, étaient sans exemple, l’architecture baroque prit racine sans transition, à la suite d'un style post-médiéval local. L'expansion du style baroque et l'éradication de l'architecture traditionnelle ou Renaissance est particulièrement manifeste dans les pays gagnés à la Contre-Réforme.

## Diffusion de l’architecture Renaissance en Europe

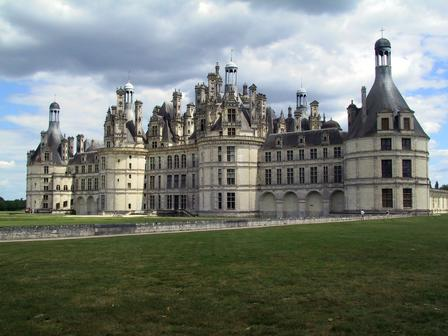
La Renaissance en France : le château de Chambord (1519–1539).

Si la première moitié du XVIe siècle fut marquée par la primauté économique et militaire de la France et de l’Espagne, la fin du siècle vit l'émergence des Provinces-Unies, de l'Angleterre des Tudor, du Saint-Empire et de la Russie. C'est dans cet ordre que ces nations se mirent à acclimater chez elles le style Renaissance, comme marque de leur prestige culturel. Cela explique également qu'il ait fallu attendre au moins le début du XVIe siècle pour que le style Renaissance commence à s'exprimer hors d’Italie.
Cependant, les architectes italiens furent longtemps les plus demandés en Europe : ainsi Sebastiano Serlio en France, Aristotile Fioravanti en Russie, et Francesco Fiorentino en Pologne ; puis, des artistes non italiens se mirent à étudier leurs devanciers et traduisirent leurs écrits dans leur langue nationale. Pour la France, ce furent Guillaume Philandrier et Philibert Delorme (1510–1570), pour l’Espagne Jean de Bautista de Tolède († 1567), pour l’Angleterre Inigo Jones (1573–1652). Quant à l’Europe du Nord, les livres et les recueils de planches gravées, avec leurs plans et dessins d'ornements cotés, jouèrent un rôle essentiel dans la diffusion du style Renaissance ; pour ces pays, les principaux auteurs sont Androuet du Cerceau (France), Pieter Coecke van Aelst et Hans Vredeman de Vries aux Pays-Bas; L’Architectura de l’Allemand Wendel Dietterlin (1593-94) est sans doute un cas extrême de transmission par le seul dessin.

### France

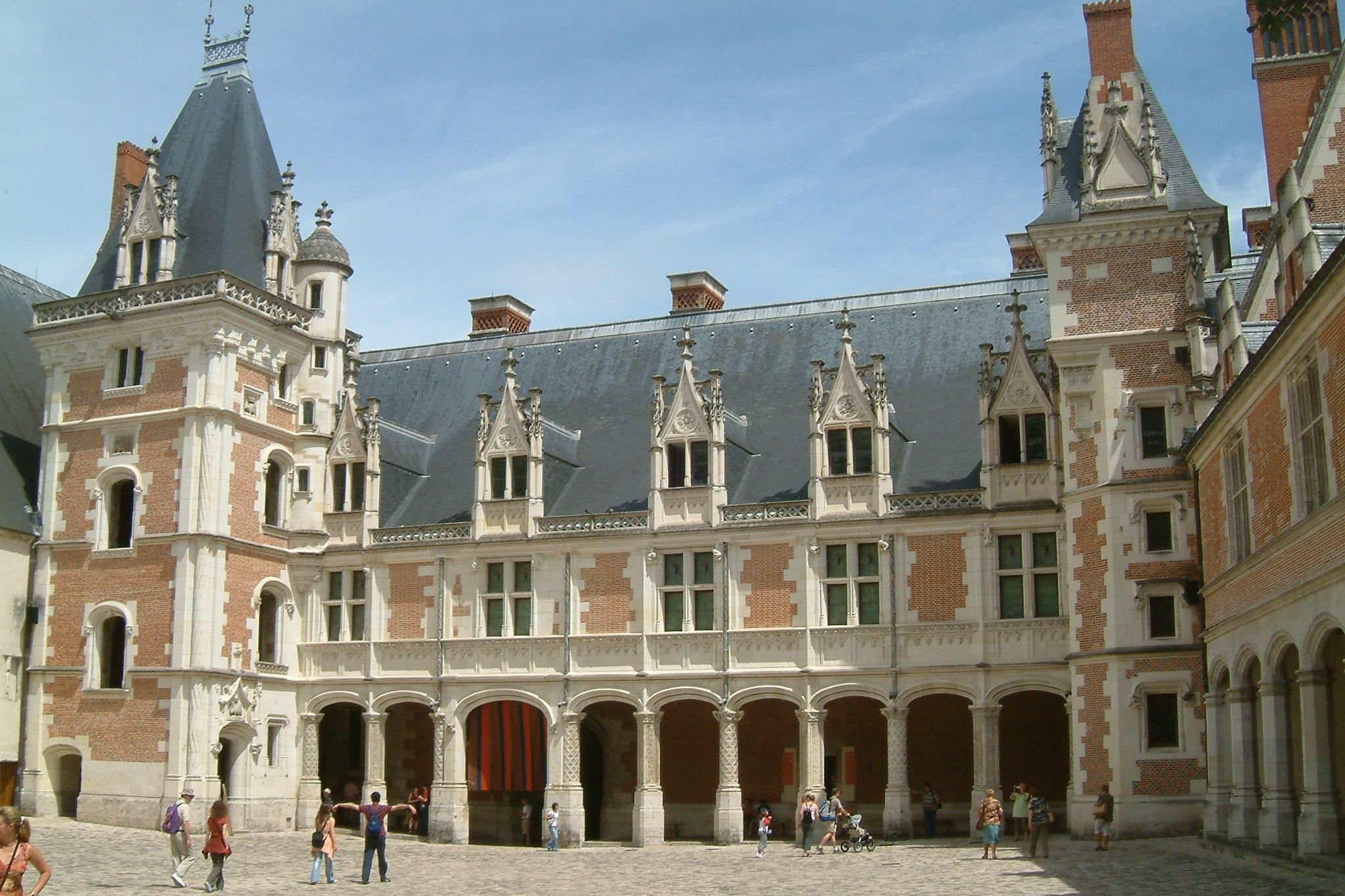
L'aile Louis XII du château de Blois (1498-1503). Formant la transition entre l'art gothique et la Première Renaissance, le style Louis XII est le résultat des guerres d'Italie de Charles VIII et de Louis XII mettant alors la France en rapport direct avec la Renaissance artistique italienne. D'une façon générale, la structure reste française, seul le décor change et devient italien.

La Renaissance en France commence dès la fin de la guerre de Cent Ans et la chute de Constantinople en 1453,. Différents styles s'affirment plus tard et se décomposent traditionnellement en quatre parties. Le premier acte est le style Louis XII (1495-1530 environ) formant la transition entre le style gothique et la Renaissance. Ce premier style fléchit pourtant dès 1515, surtout dans le Val de Loire, où la pleine acceptation de la Renaissance italienne se fait sentir plus rapidement. Comme en Italie, trois phases se démarquent alors jusqu'au début du XVIIe siècle, une Première et Seconde Renaissance française s'achevant par le maniérisme.

La fin de la guerre de Cent Ans marque l'installation du pouvoir royal dans le val de Loire et le début de la construction des premiers châteaux résidentiels. Charles VII et Louis XI ordonnent ou favorisent l'installation des premiers châteaux de la Loire ; ainsi, dès 1453, le corps de logis principal du château de Montsoreau est construit par Jean II de Chambes. Si l'italianisme existe depuis longtemps en France avec Pétrarque et dans la littérature, Jean Fouquet en peinture ou Laurana à Marseille en architecture, ce sont surtout les guerres d'Italie de Charles VIII et de Louis XII qui mettent la France en rapport avec la renaissance des arts se déroulant alors en Italie. Si l'art gothique ne meurt pas immédiatement, à l'arrivée des premiers artistes italiens à Amboise, en 1495, il n'en donne pas moins des signes de décadence. Malgré quelques beaux succès, dans la première moitié du XVIe siècle, le processus transitoire du style Louis XII, impose peu à peu les formes de la Première Renaissance. À partir des années 1515, les formes gothiques se diluent alors progressivement dans le décorum italien.

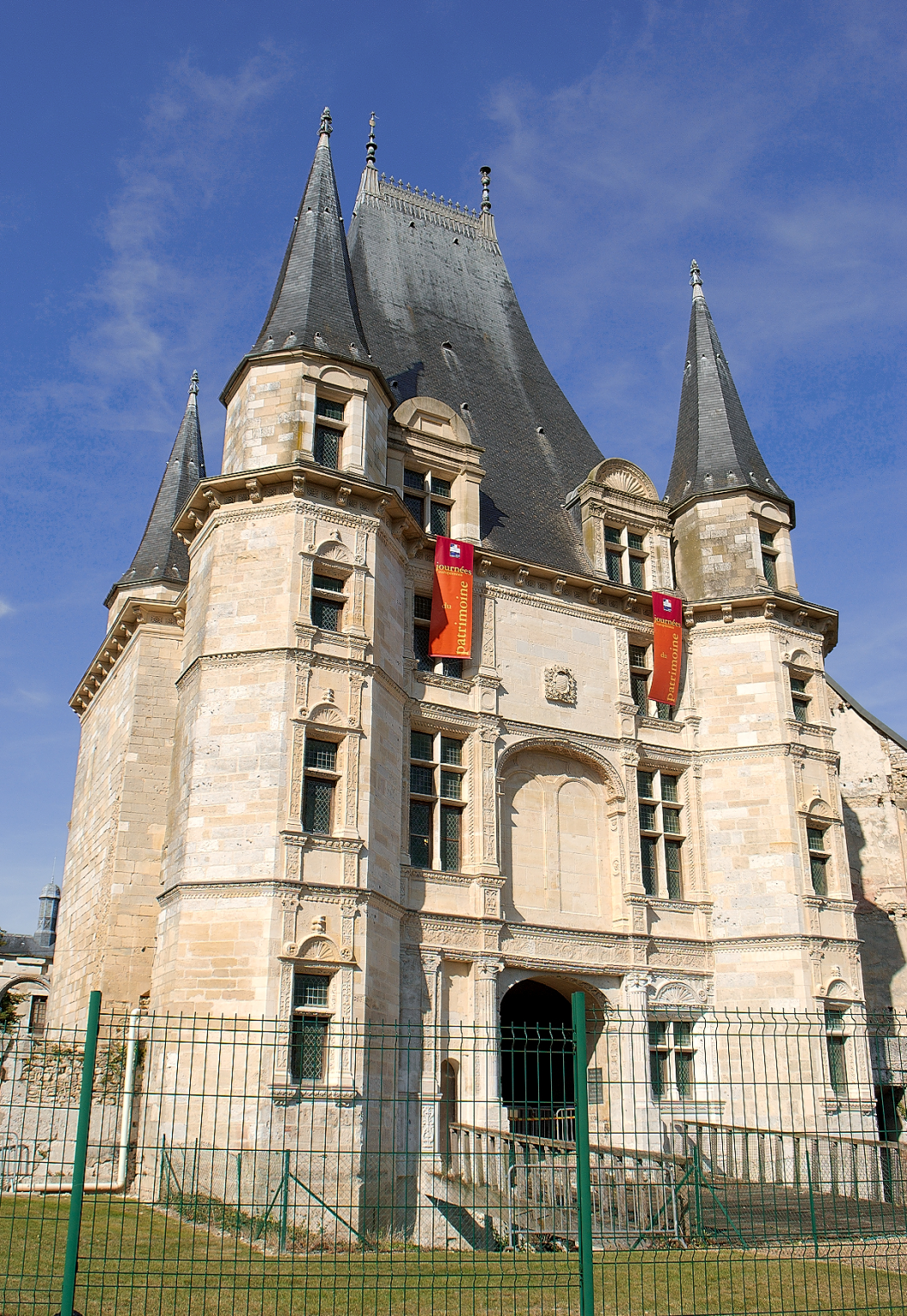
Le château de Gaillon (Eure), 1500-1509, fut réalisé pour l'archevêque de Rouen et ami de Louis XII, Georges d'Amboise. Bien qu'encore marqué par le style Louis XII, par bien des aspects, il n'en représente pas moins le premier palais de la Renaissance en France.

Durant la première partie du règne de François Ier (cf. châteaux de la Loire),, de nombreux architectes italiens sont invités à la cour. Sous leur influence, les maîtres-maçons français bâtissent de nombreux châteaux en adaptant l'architecture de la Renaissance italienne aux styles régionaux et aux contraintes climatiques de la France (par exemple par ajout de hautes toitures). Les châteaux de la Loire en sont l'exemple le plus connu, tout comme le château d'Écouen, bâti par Anne de Montmorency à son retour des guerres d'Italie. Tous ces châteaux, d'une manière générale, sont caractérisés par le caractère militaire très médiéval dans la forme, accompagné d'une décoration dite « à l'italienne ».
Malgré ces survivances, le coup fatal sera donné en 1526 avec la création, par François Ier, de l'École de Fontainebleau. Cette nouvelle vague d'artistes italiens, plus nombreux qu'auparavant, va avoir une grande influence sur l'art français, en créant une véritable rupture de par les innovations de ces artistes aussi bien dans la décoration intérieure que dans l'application plus savante des ordres antiques en architecture. Les architectes qui, à l'époque du style Louis XII et de la Première Renaissance, étaient des maîtres-maçons traditionalistes et plein de verve, sont à partir des années 1530 des savants et des lettrés.

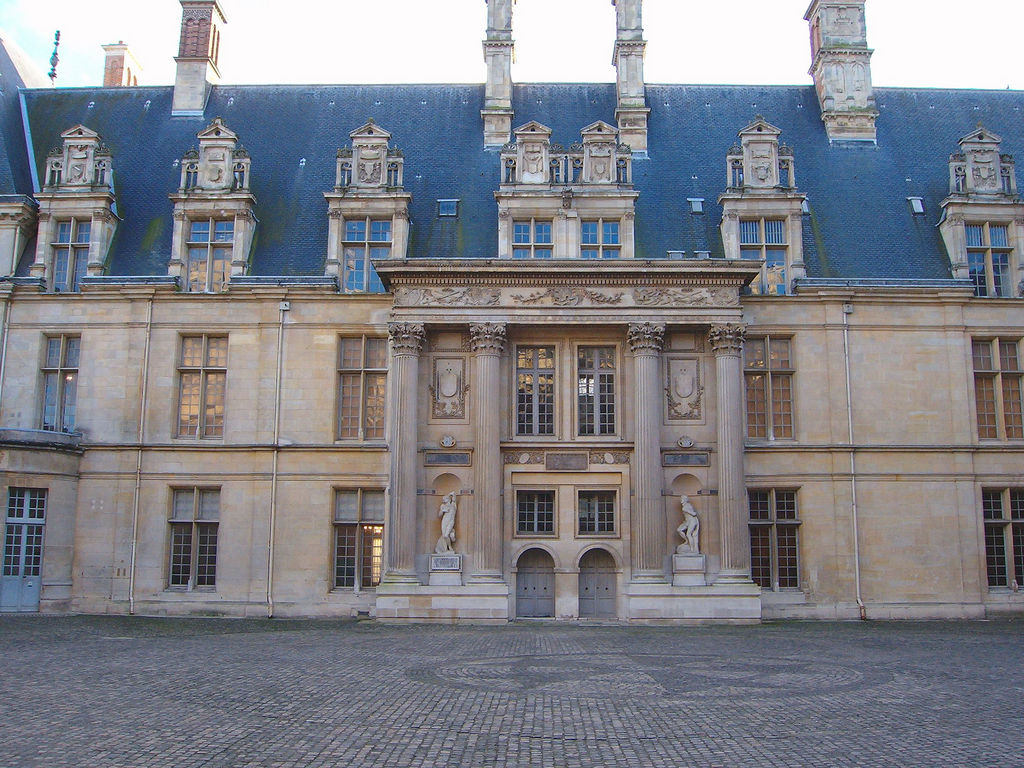
Aile Sud du château d'Écouen, construite en 1550 par Jean Bullant.

Marquant l'arrivée de la Seconde Renaissance en France, le château d'Écouen (1532-1567) dans le Val-d'Oise, fut réalisé par l'architecte Jean Bullant pour Anne de Montmorency à son retour des guerres d'Italie. Il abrite aujourd'hui le musée national de la Renaissance. L'année 1530 correspond ainsi à un véritable tournant stylistique, généralement considéré comme la fin du style Louis XII,, qui avait renouvelé dès 1495 la structure médiévale grâce aux apports italiens, et comme une acceptation définitive de la Renaissance en France, apparue progressivement vers 1515,.
Si l'amorce de ce mouvement est bien marquée, la fin de la période est en revanche sujet de discorde : l'édit de Nantes de 1598, qui marque la fin des guerres de Religion, est souvent considéré comme la fin de la Renaissance, mais certains historiens arrêtent la période dès le début de la première guerre de Religion, avec le massacre de Wassy en 1562 ; d'autres arrêtent la période avec l'assassinat d'Henri IV en 1610.

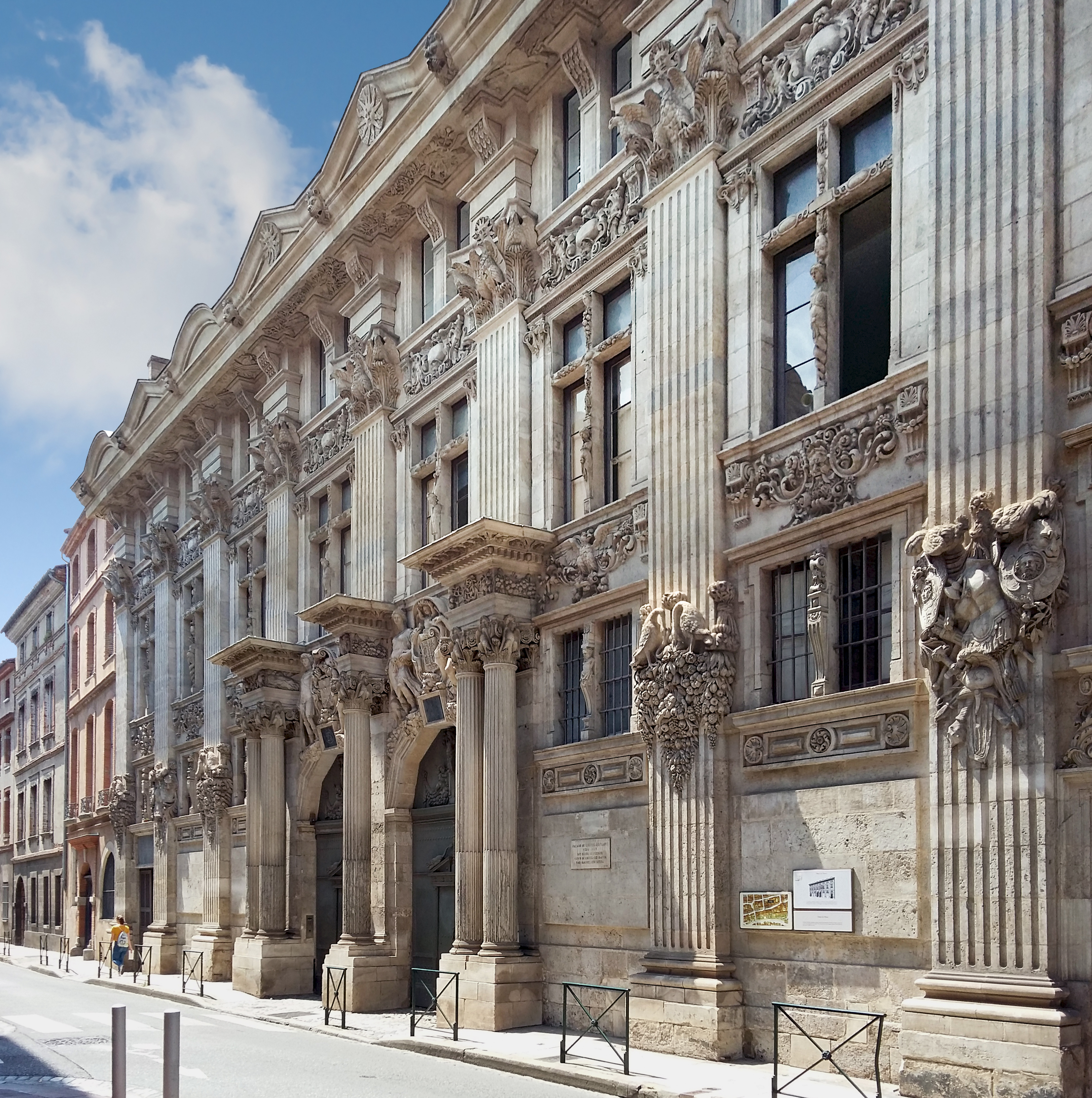
Réalisation majeure de la fin de la Renaissance française, la façade de l'Hôtel de Bagis à Toulouse (1610) est de style maniériste.

D'une manière générale, l'Europe se pacifie considérablement après la bataille de Nancy, en 1477, qui éradique la possibilité d'émergence d'un État puissant entre royaume de France et Saint-Empire romain germanique. Cette période de paix est favorable à la création artistique ; c'est à ce moment qu'apparait une première Renaissance lorraine (palais des ducs de Lorraine) dont l'âge d'or sera le règne du duc Charles III de Lorraine avec la création de l'université de Pont-à-Mousson ainsi que l'édification de la ville-neuve de Nancy, œuvre urbanistique originale puisqu'elle établit une nouvelle ville juste à côté de la ville médiévale. La Renaissance dans le duché de Lorraine prendra fin avec la guerre de Trente Ans (1618).
Aux alentours de 1564, les artistes français se défont de la tutelle italienne et les architectes français réalisent les grands travaux de la Renaissance française tardive.
Formant un ultime écho de la Renaissance et de l'humanisme en France, cette dernière phase s'écarte du classicisme par sa fantaisie créative, qui peut justifier pour ce style l'appellation de maniériste. Au moment même où commencent les guerres de Religion, qui seront marquées par le massacre de la Saint-Barthélemy, le pessimisme et le scepticisme envahissent les hommes et les artistes de pure formation humaniste. Les penseurs antiques de référence deviennent les stoïciens de préférence à Platon. Si l'humanisme survit, sa philosophie profonde évolue, tout en étant reprise et repensée par la Contre-Réforme catholique.

### Pays-Bas

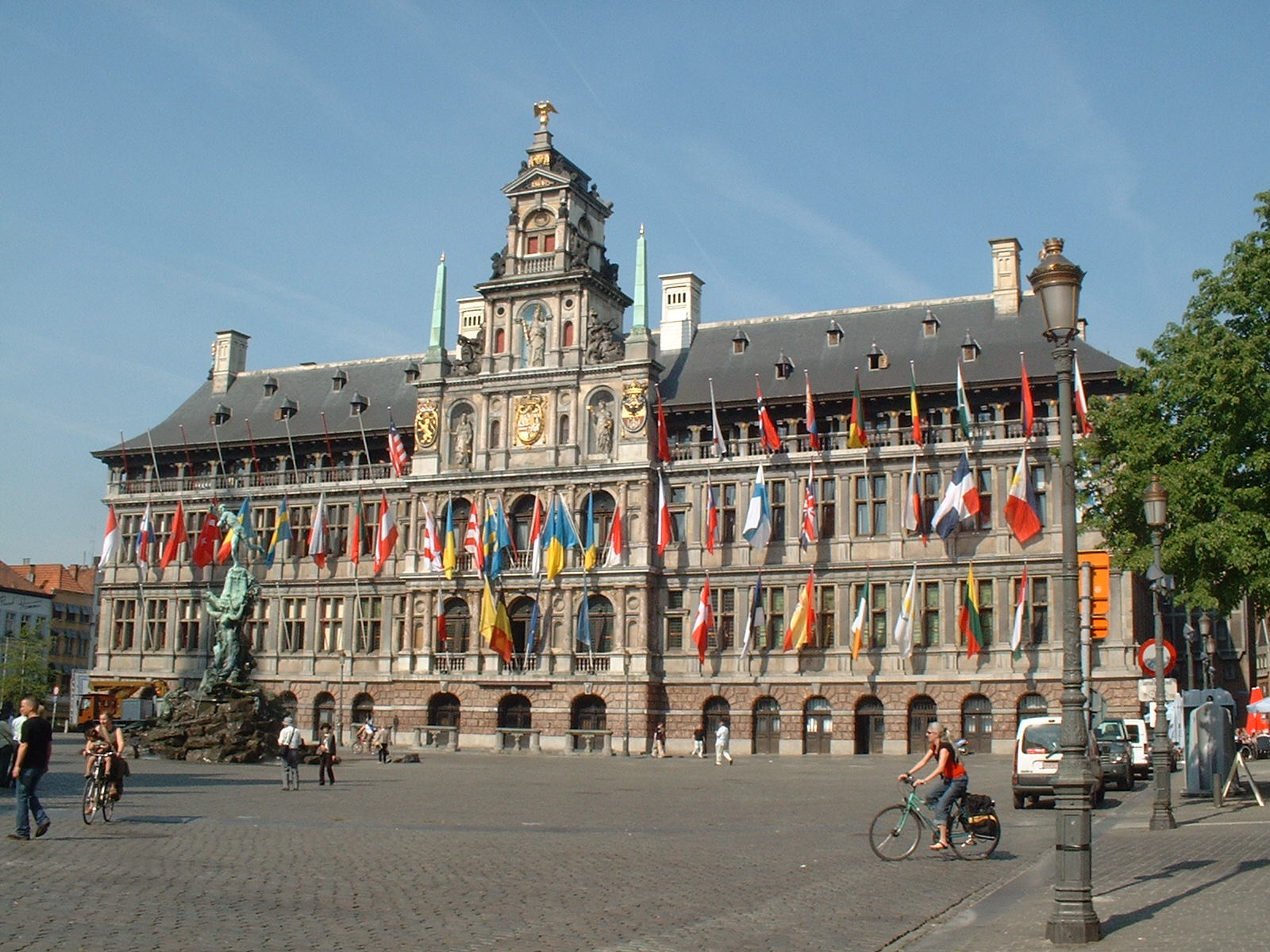
Hôtel de ville d'Anvers (achevé en 1564).

Comme pour la perspective, l’architecture de la Renaissance n'a gagné les Pays-Bas qu'assez lentement, et n'a d'ailleurs pas entièrement supplanté le style gothique. Cornelis Floris de Vriendt, l'architecte de l’Hôtel de ville d'Anvers (terminé en 1564) était directement inspiré par les maîtres italiens. Le style parfois appelé « maniérisme anversois », qui conserve des liens formels avec le gothique flamboyant, mais avec des baies plus grandes, une ornementation florale et des ornements empruntés à la Renaissance italienne, est celui qu'on retrouve majoritairement à travers toute l'Europe du Nord, en Allemagne, ainsi que dans l’architecture élisabéthaine en Angleterre, et il s'inscrit dans une tendance artistique plus large, le maniérisme nordique. Il se caractérise notamment par l'apparition du pignon à volutes richement travaillé et souvent hérissé d'obélisques, qui est en fait une adaptation des anciens pignons flamands gothiques avec des motifs italianisants.
Dans les Pays-Bas septentrionaux, qui deviendront en 1581 les Provinces-Unies, Hendrick de Keyser s'imposa comme l'un des pères de la Renaissance amsterdamoise, caractérisée par la prévalence de hautes maisons avec pignon à gradins (trapgevel) qui représente une survivance prégnante de l'architecture médiévale, ou l'emploi systématique de frontons triangulaires élancés vers le haut (en écho au pignon) au-dessus des portes et des hautes fenêtres. L'ornementation des façades est d'un relief généralement peu marqué, « en cuir découpé », figure de style qui vient de l’École de Fontainebleau. Cette mode gagna d'ailleurs l’Angleterre également,.

### Grande-Bretagne

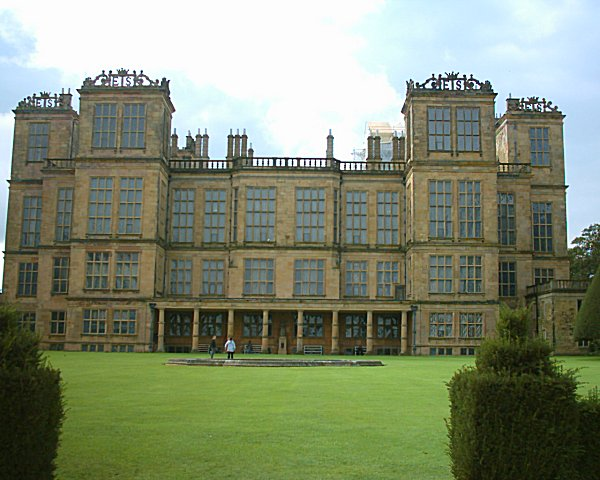
Spécimen de la Renaissance anglaise : Hardwick Hall (1590–1597).

L’architecture de la Renaissance ne gagna l'Angleterre que sous le règne d’Élisabeth Ire, par les Pays-Bas, où elle s'était enrichie d'ornements spécifiques comme le pignon à volutes flamand et le cuir découpé à motifs géométriques pour la décoration murale. Le nouveau style se décline en grandes maisons carrées et élevées comme Longleat House.
Le premier grand architecte anglais d'inspiration italienne est sans conteste Inigo Jones (1573–1652), qui avait étudié en Italie à un moment où l’influence de Palladio était à son paroxysme. Jones rentra en Angleterre plein d’enthousiasme pour la nouvelle architecture et entreprit d'emblée de l'appliquer : cela donna la Maison de la Reine de Greenwich en 1616 et la Maison des banquets de Whitehall trois ans plus tard. Ces chefs-d'œuvre, avec leur ligne dépouillée, révolutionnèrent par leur symétrie appuyée les conceptions Outre-Manche, car ils contrastaient dans un pays jusque-là enamouré de baies à meneaux, de créneaux et de tourelles, (cf. l'article Style Tudor).

### Scandinavie et Finlande

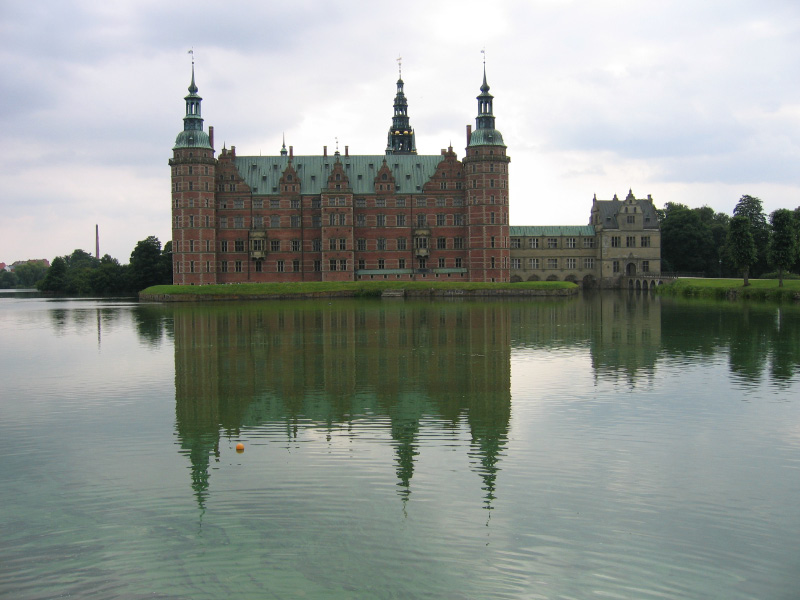
La Renaissance nordique : le château de Frederiksborg (1602–20)

C'est par les Flandres que l’architecture de la Renaissance fit son chemin en Scandinavie : on y retrouve les hautes façades à pignon et un goût pour les châteaux, comme le montre l'exemple du palais de Frederiksborg. Pour cette raison même, le style néo-Renaissance des pays scandinaves s'inspire des mêmes modèles.
Au Danemark, l’architecture de la Renaissance s'épanouit sous les règnes de Frédéric II et de Christian IV. Inspirés par les châteaux de la Loire, les architectes flamands imaginèrent des chefs-d'œuvre comme le château de Kronborg à Elseneur et le palais de Frederiksborg (1602–1620) à Hillerod, le plus grand édifice Renaissance de Scandinavie.
En Suède, le coup d’État de Gustave Ier Vasa et les débuts de la Réforme protestante mirent un coup d'arrêt à la construction de château et d'hôtels aristocratiques, mais virent naître les magnifiques châteaux de la dynastie des Wasa. Ils étaient édifiés à des emplacements stratégiques, autant pour contrôler le territoire que pour accueillir une cour itinérante. Les châteaux de Gripsholm, de Kalmar et de Vadstena se signalent par la fusion d'éléments médiévaux et Renaissance.
L’architecture en Norvège a été marquée par le désastre que fut la peste noire à la Renaissance, qui mit un coup d'arrêt à la construction : aussi, on ne trouve que de rares exemples d'édifices Renaissance dans ce pays ; les plus connus sont la tour Rosenkrantz de Bergen ; la baronnie Rosendal de Hardanger ; le manoir d'Austrat, qui leur est contemporain, près de Trondheim ; enfin certaines parties de la forteresse d'Akershus.
L’architecture finnoise ne comporte aucun monument Renaissance significatif.

### Saint-Empire romain germanique

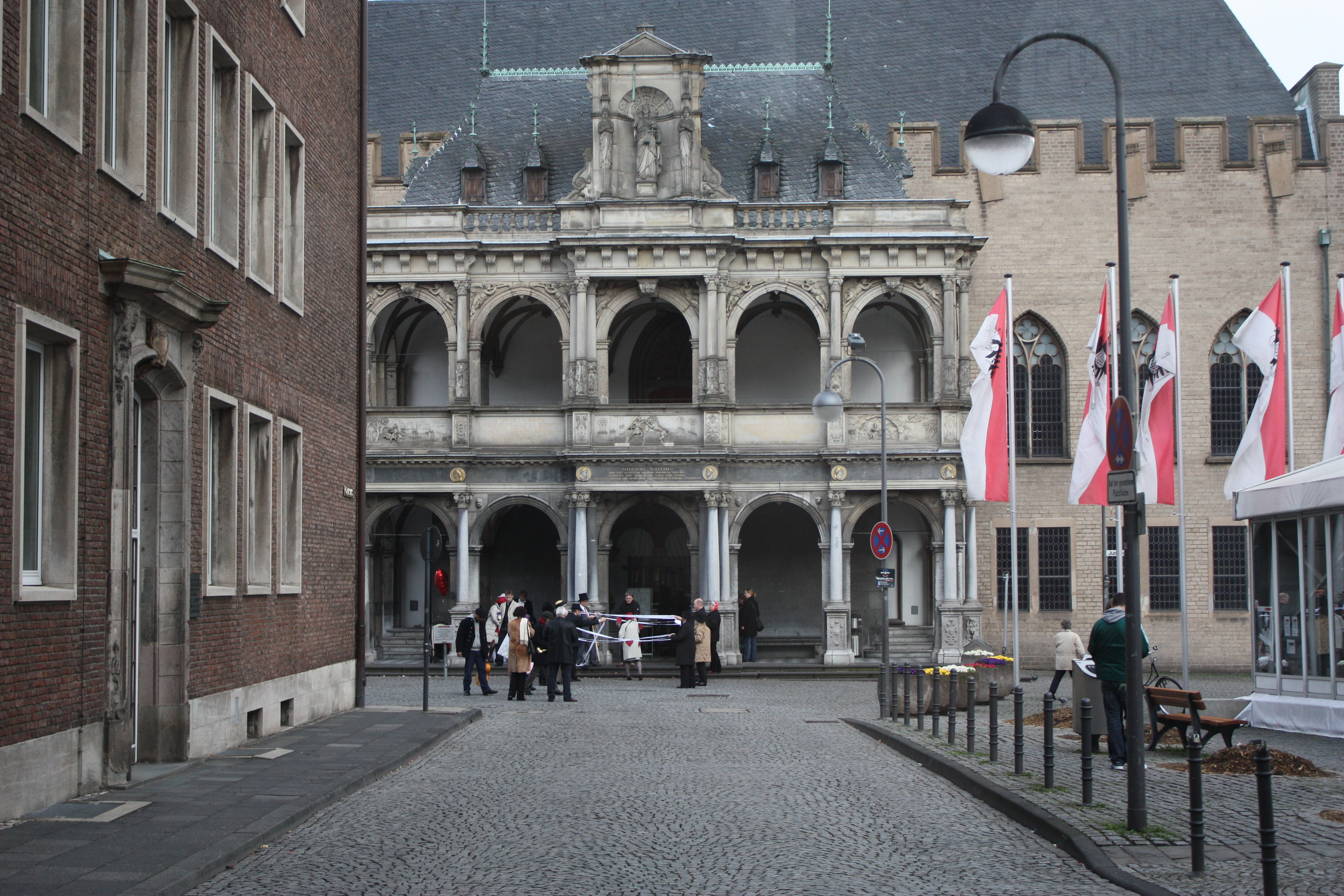
La loggia de l’hôtel de ville de Cologne.

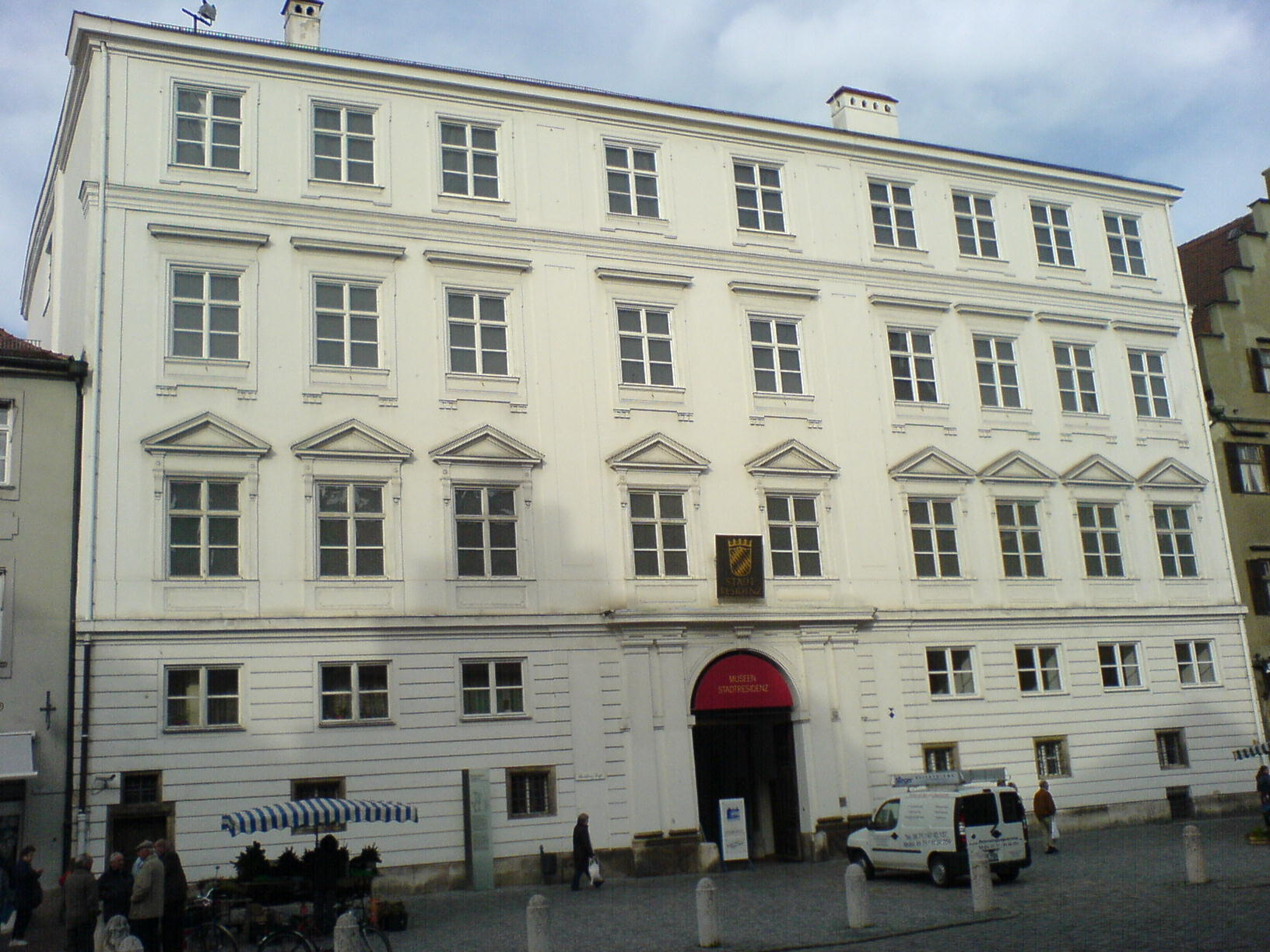
Le palais ducal de Landshut fut édifié entre 1537 et 1544 sur ordre de Louis X.

La Renaissance dans le Saint-Empire fut inspirée par des philosophes et artistes qui, comme Johannes Reuchlin et Albrecht Dürer, avaient visité l’Italie. Parmi les grandes réalisations architecturales de cette période, on trouve notamment la résidence de Landshut, le château de Heidelberg, le château de Johannisburg à Aschaffenbourg et l’hôtel de ville d’Augsbourg. En juillet 1567 le conseil des échevins de Cologne approuva le projet de loggia à deux niveaux de style Renaissance de Wilhelm Vernukken pour l’hôtel de ville de Cologne.
L’église Saint-Michel de Munich est la plus grande église de style Renaissance au nord des Alpes : construite à la demande du duc Guillaume V de Bavière entre 1583 et 1597 pour en faire le centre spirituel de la Contre-Réforme, elle s'inspire de l’église du Gesù. Son architecte demeure inconnu,,.
La Renaissance des terres d'empire germanophones se manifeste en réalité de manière certes moins spectaculaire, mais toujours visible aujourd’hui dans l'architecture civile et urbaine en dehors des châteaux, des manoirs et autres résidences luxueuses : elle est intimement liée aux cités commerçantes et florissantes de la Hanse (qui atteint son apogée pendant la Renaissance) ou des voies de commerce internationales majeures, de même qu'aux villes impériales libres ou certaines cités épiscopales. Cela se manifeste d'abord par le maintien de la tradition plutôt médiévale de la place du marché centripète et identitaire où les maisons des dignitaires locaux comme celles des négociants adoptent les nouvelles pratiques architecturales de la Renaissance pour afficher leur poids politique et/ou économique. Par la suite, le style baroque se greffera de manière plus ou moins importante suivant les régions. On observe assez clairement la cohabitation des deux styles sur la même place centrale dans l'ancienne ville impériale libre Schwäbisch Hall.
Les villes commerciales allemandes sont les premières à adopter le style "antiquisant" de la Renaissance dès les années 1630. Les marchands agrémentent leur maison des nouvelles formes comme les frontons. Cependant, ce n'est qu'après la Guerre de Trente Ans (1618-1648), que les villes se modernisent réellement. Les bâtiments publics, qui avaient conservé jusqu'alors les formes et l'agencement des pièces de l'architecture médiévale adoptent petit à petit les nouveaux ornements jusqu’à en être recouvert.
En fonction du degré de destruction du bâti urbain pendant les différentes guerres qui se sont succédé en terres d'empire depuis la Renaissance, on peut aujourd’hui encore admirer des petites villes, voire des villages, autrefois plus nantis, avec des rues composées quasi complètement de pignons Renaissance. C'est le cas par exemple dans les cités concernées par la Renaissance de la Weser comme Lemgo ou Detmold. Au Nord, la pierre domine même si certaines maisons à colombage westphalien en imposent par leur décoration. Au Sud les grandes façades à colombage agrémentées d'encorbellements impressionnants sont les représentants du colombage Renaissance des hôtels de ville, des maisons de guilde ou de grandes auberges. La maison Kammerzell de Strasbourg est un bon exemple de ce type d'architecture du quotidien. La maison de Dürer à Nuremberg donne un exemple du modèle à colombage sur rez-de-chaussée en pierre. La maison du graveur et peintre de la Renaissance Lucas Cranach l'Ancien à Weimar illustre le style en pierre, de même que le pignon de l'auberge qui est juste à côté, aujourd’hui monument historique.

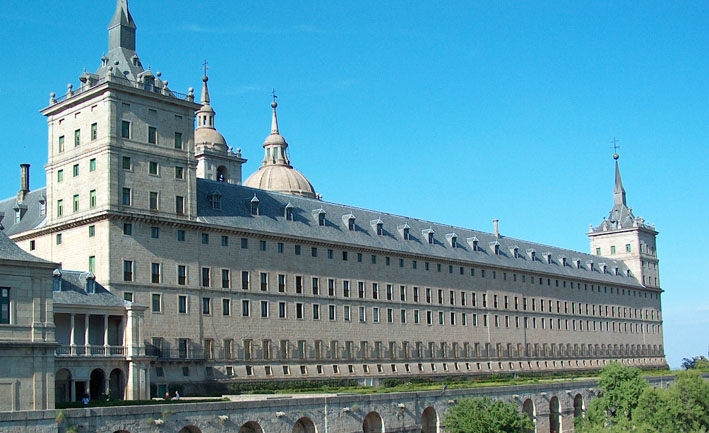
L’Escurial.

### Espagne
En Espagne, la Renaissance commença à se démarquer du gothique dans les dernières décennies du XVe siècle, pour donner naissance au style dit « plateresque », parce que les façades surchargées évoquaient aux yeux des contemporains les motifs ornementaux faits d'entrelacs des orfèvres, les Plateros. Ordres vitruviens et motifs à candélabre (a candelieri) sont librement combinés en blocs symétriques.
À compter du milieu du XVIe siècle, avec la génération des Pedro Machuca, Jean de Bautista de Tolède et Juan de Herrera, le retour vers l'architecture antique se fit plus net, en anticipant parfois même le maniérisme, comme aux palais de Charles Quint à Grenade et à l’Escurial,,.

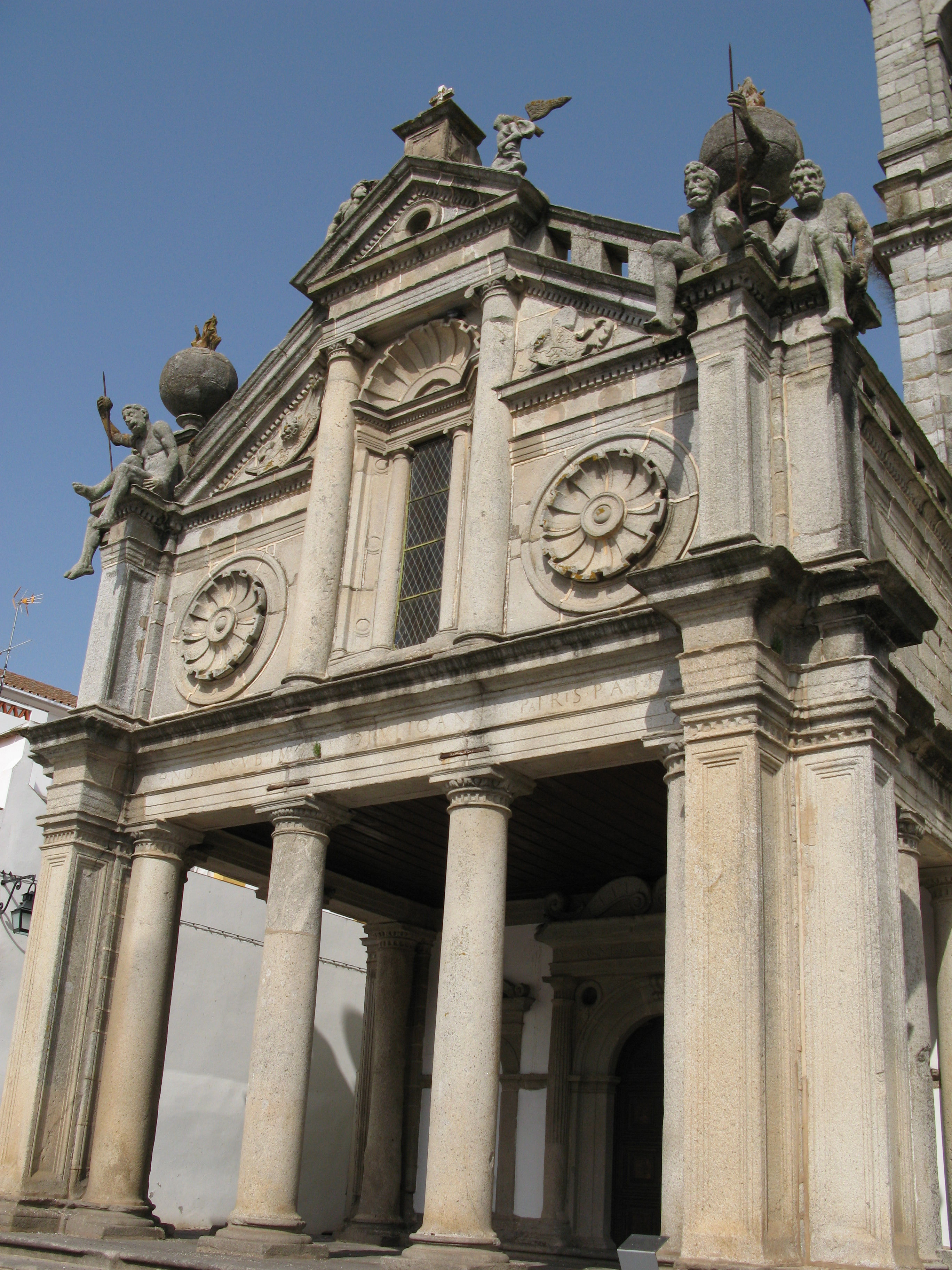
L'église Graça d’Évora (Portugal, entre 1530 et 1540).

### Portugal
Comme en Espagne, l’adoption du style Renaissance au Portugal fut graduelle. Le style dit Manuelin (vers 1490–1535) combinait à des motifs à l'antique des ornements proprement gothiques avec l'incorporation superficielle d'ornements exubérants semblables au gothique isabélin d’Espagne. Parmi les exemples d'art Manuelin, il y a lieu de citer la tour de Belém, un ouvrage défensif de style gothique comportant des loggias Renaissance, et le monastère des Hiéronymites, dont les ornements Renaissance décorent les portails, les colonnes et le cloître.
Les premières structures purement Renaissance apparaissent sous le règne du roi Jean III, comme la chapelle de Nossa Senhora da Conceição à Tomar (1532–40), la Porta Especiosa de la cathédrale de Coimbra et la Graça Church à Évora (vers 1530–1540), de même que le cloître de la cathédrale de Viseu (c. 1528–1534) et le couvent du Christ de Tomar (cloître Jean III, 1557–1591). À Lisbonne, l’église Saint-Roch de Lisbonne (1565–87) et le monastère de Saint-Vincent de Fora maniériste (1582–1629), influencèrent très fortement l’architecture religieuse, tant au Portugal que dans les colonies au cours des siècles postérieurs.

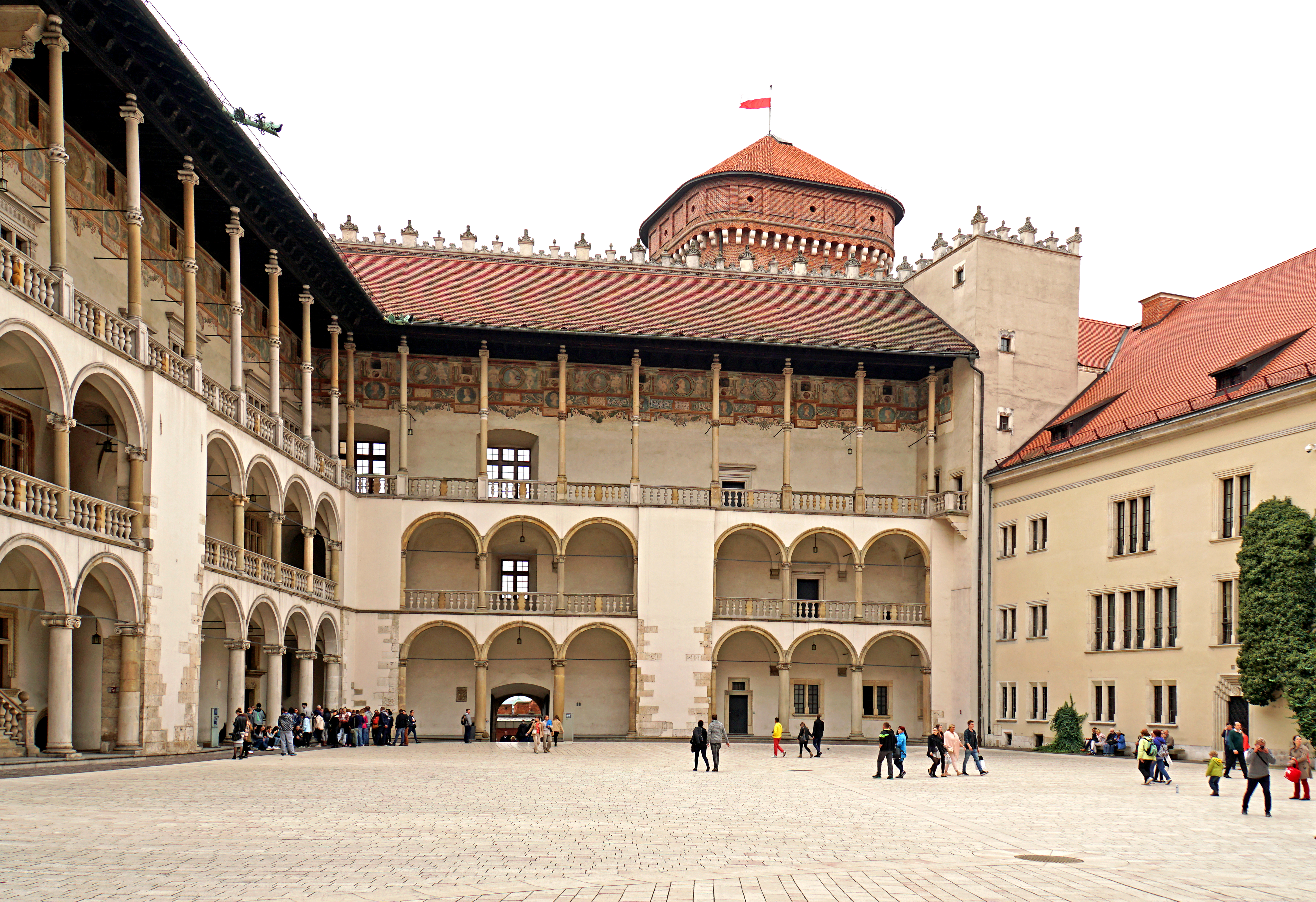
La cour du château du Wawel est typique de la première Renaissance polonaise.

### Pologne

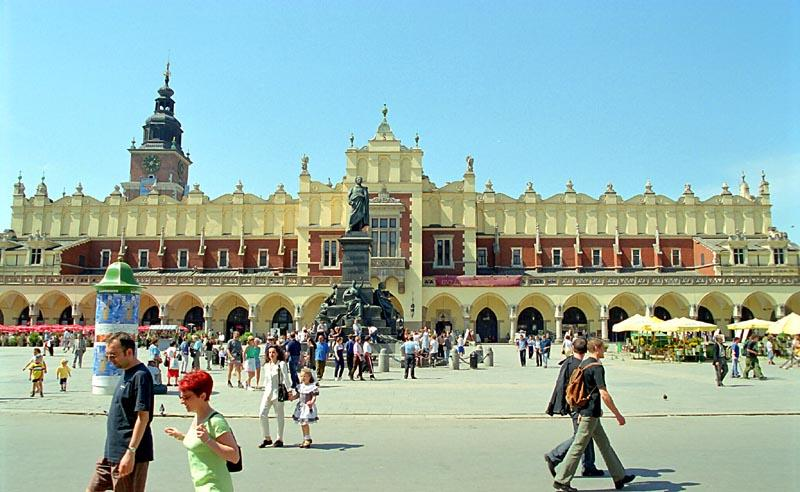
La halle aux Draps (Sukiennice) à Cracovie (Pologne).

L’architecture de la Renaissance en Pologne comporte trois grandes périodes :
- la période dite italienne (1500–50) correspond à l'arrivée dans le pays de plusieurs architectes italiens, et surtout florentins parmi lesquels Francesco Fiorentino et Bartolomeo Berrecci (cour du château de Wawel, chapelle Saint Sigismond) ;
- au cours de la seconde période (1550–1600), marquée par les débuts du maniérisme et l’influence des Flandres, particulièrement en Poméranie, le style Renaissance se généralisa. Parmi les constructions de cette époque, il y a lieu de mentionner la Halle aux Draps de Cracovie, les hôtels de ville de Tarnów, Sandomierz, Chełm (aujourd’hui disparu) et le plus célèbre de tous, celui de Poznań.
- La dernière période (1600–50), marquée par la montée en puissance des Jésuites et les progrès de la Contre-Réforme, a été propice au développement des architectures maniéristes et Baroque[54].

### Royaume de Hongrie

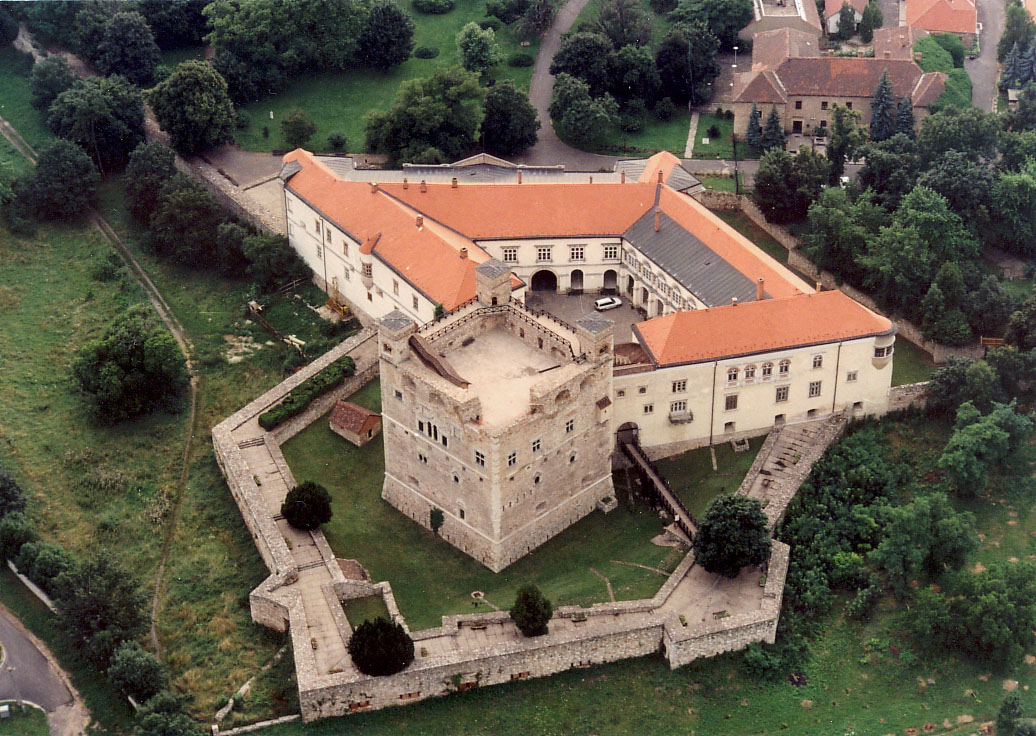
Le château Rákóczi à Sárospatak

De façon inattendue, l'une des régions d'Europe touchées le plus tôt par l’architecture de la Renaissance aura été le royaume de Hongrie. Le nouveau style se manifesta après le mariage du roi Matthias Corvin et de Béatrice de Naples en 1476. Plusieurs artistes et maçons italiens suivirent la reine et vinrent s'établir à Buda. Le plus important édifice religieux de la Renaissance en Hongrie est la chapelle Bakócz dans la cathédrale d'Esztergom.

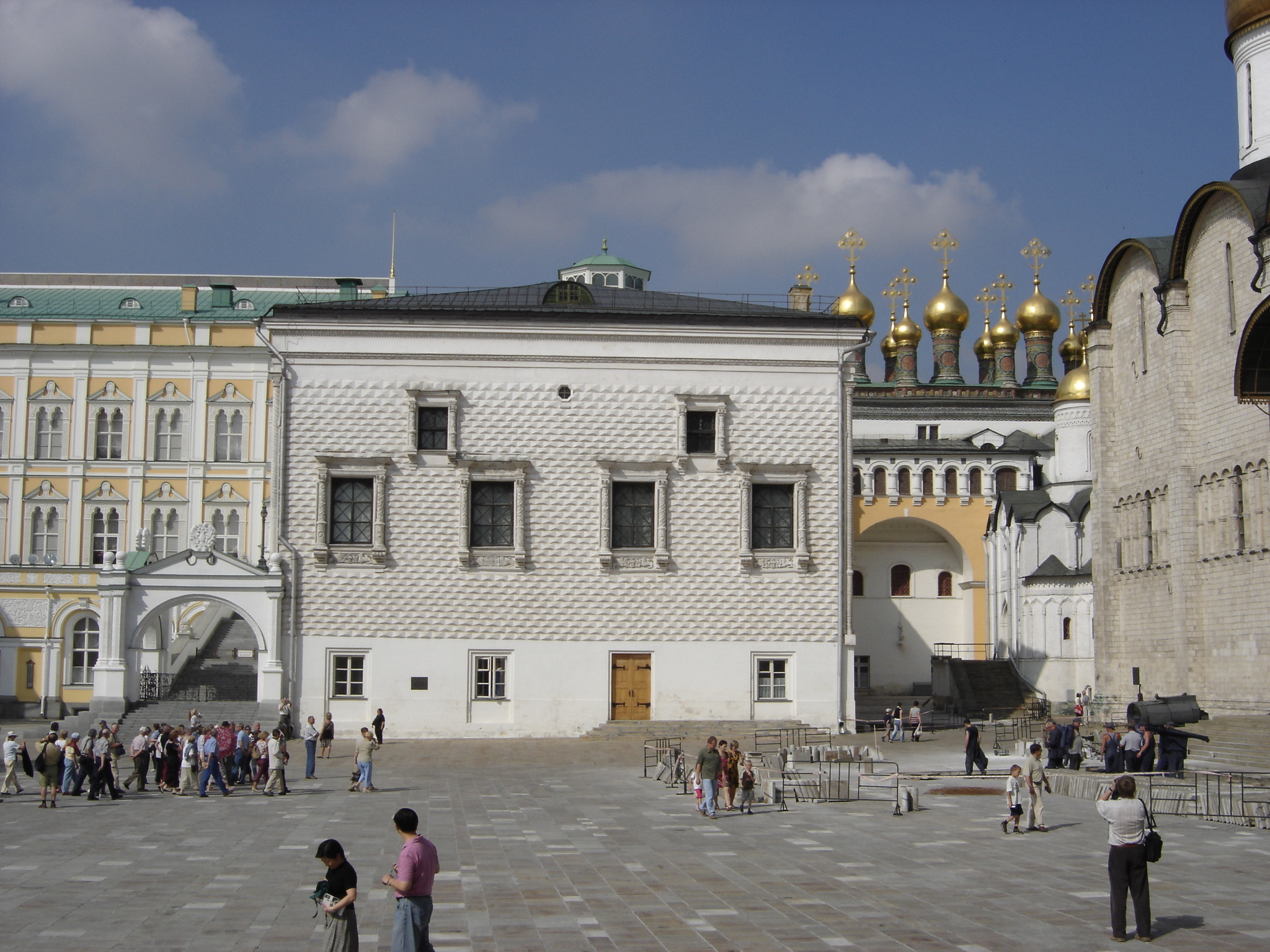
Le palais à Facettes sur la place des Cathédrales, dans le Kremlin de Moscou.

### Russie
Ce n'est qu'avec le prince Ivan III que la Russie connut l’architecture de la Renaissance : ce monarque invita plusieurs architectes d’Italie, qui renouvelèrent les techniques de construction et l'ornementation des façades, tout en s'harmonisant aux traits traditionnels de l’architecture russe. En 1475 l’architecte bolonais Aristotile Fioravanti vint pour reconstruire la cathédrale de la Dormition du Kremlin, endommagée par un tremblement de terre. Fioravanti prit pour modèle la cathédrale de Vladimir (XIIe siècle) comme modèle, et parvint à combiner heureusement le style russe traditionnel avec le sens des volumes, des proportions et de la symétrie propres à la Renaissance italienne.
En 1485 le tsar Ivan III chargea Alosius de Milan de construire le palais des Térems dans l'enceinte du Kremlin. Aloisius, de même que plusieurs de ses compatriotes, contribua également pour une large part à la construction des remparts et des tours du Kremlin. La petite salle de banquet des tsars, appelée le palais à Facettes doit son nom à la taille « en diamant » de la pierre blanche qui recouvre sa façade, est l’œuvre de deux artistes italiens, Marco Ruffo et Pietro Solario, et reflète là encore le style italien. En 1505, un Italien appelé en russe Aleviz Novyi édifia 12 églises pour Ivan III, dont la cathédrale de l'Archange-Saint-Michel de Moscou, remarquable par l'alliance des traditions russes, et des exigences du culte orthodoxe, et du style Renaissance.

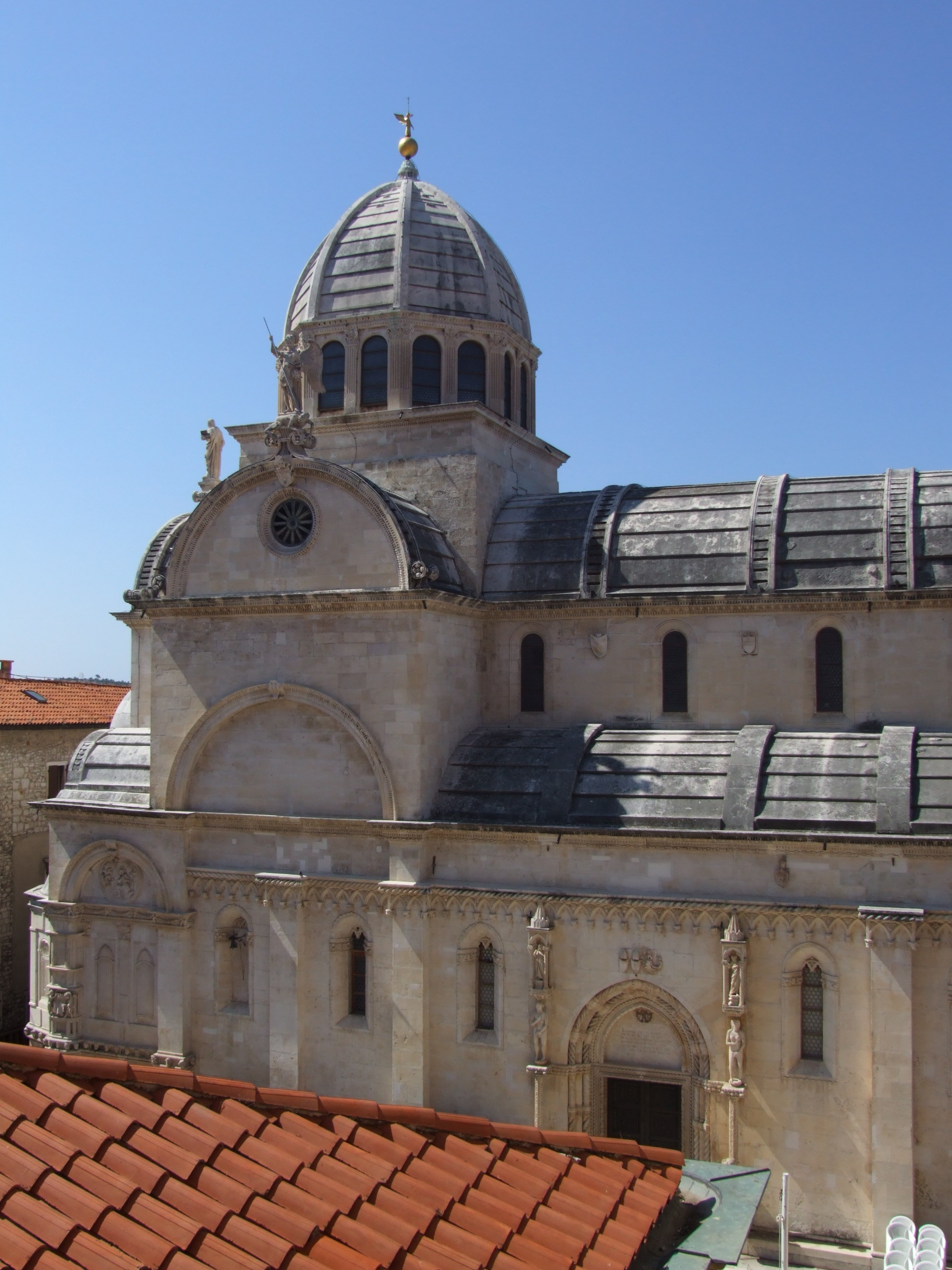
La cathédrale Saint-Jacques de Šibenik.

### Croatie
Au XVe siècle, l'actuelle Croatie était divisée en trois pays : le Nord et le centre de la Croatie et de la Slavonie étaient rattachés au royaume de Hongrie, tandis que la Dalmatie (à l’exception de la ville libre de Dubrovnik), était sous domination de la république de Venise. La cathédrale Saint-Jacques de Šibenik, fut commencée dans le style gothique en 1441 par Georges le Dalmate (Juraj Dalmatinac). De construction inhabituelle, la maçonnerie se fait sans mortier, les parpaings, pilastres et nervures étant liaisonnés par des tenons et mortaises comme dans la charpente traditionnelle. En 1477 le chantier, encore inachevé, fut poursuivi par Nikola Firentinac qui respecta le mode de construction et les plans de son prédécesseur tout en dotant l'église de hautes baies, de voûtes et d'un dôme de style Renaissance. La combinaison d'un arc brisé, avec deux arcs en plein-cintre plus bas pour les collatéraux, confère à la façade ses motifs trilobe caractéristiques, les premiers du genre dans la région. La cathédrale a été enregistrée au Patrimoine mondial de l’UNESCO en 2001.

## L'héritage architectural de la Renaissance
Tout comme le style néogothique, le XIXe siècle vit l’épanouissement du style néo-Renaissance ; et si le style gothique était considéré par plusieurs théoriciens de l’architecture comme le plus propre aux églises, la villa de la Renaissance donna désormais le ton pour les édifices civils en quête de dignité et de crédibilité comme les banques, les clubs bourgeois et les immeubles haussmanniens. Les édifices pour lesquels on recherchait une expression de grandeur, comme le palais Garnier, sont souvent de style maniériste ou baroque. Dans le domaine de l'architecture industrielle, les usines, grands magasins et immeubles de bureau ont perpétué la ferveur pour le palazzo Renaissance jusque très avant dans le XXe siècle avec le style néo-Renaissance et ses références appuyées à la Renaissance italienne,.

Bien des idées de l’architecture Renaissance se sont exprimées dans les styles postérieurs, de la Haute-Renaissance au modernisme et au postmodernisme en passant par le maniérisme, le baroque, le style rocaille (« rococo »), le néo-classicisme et l’éclectisme.

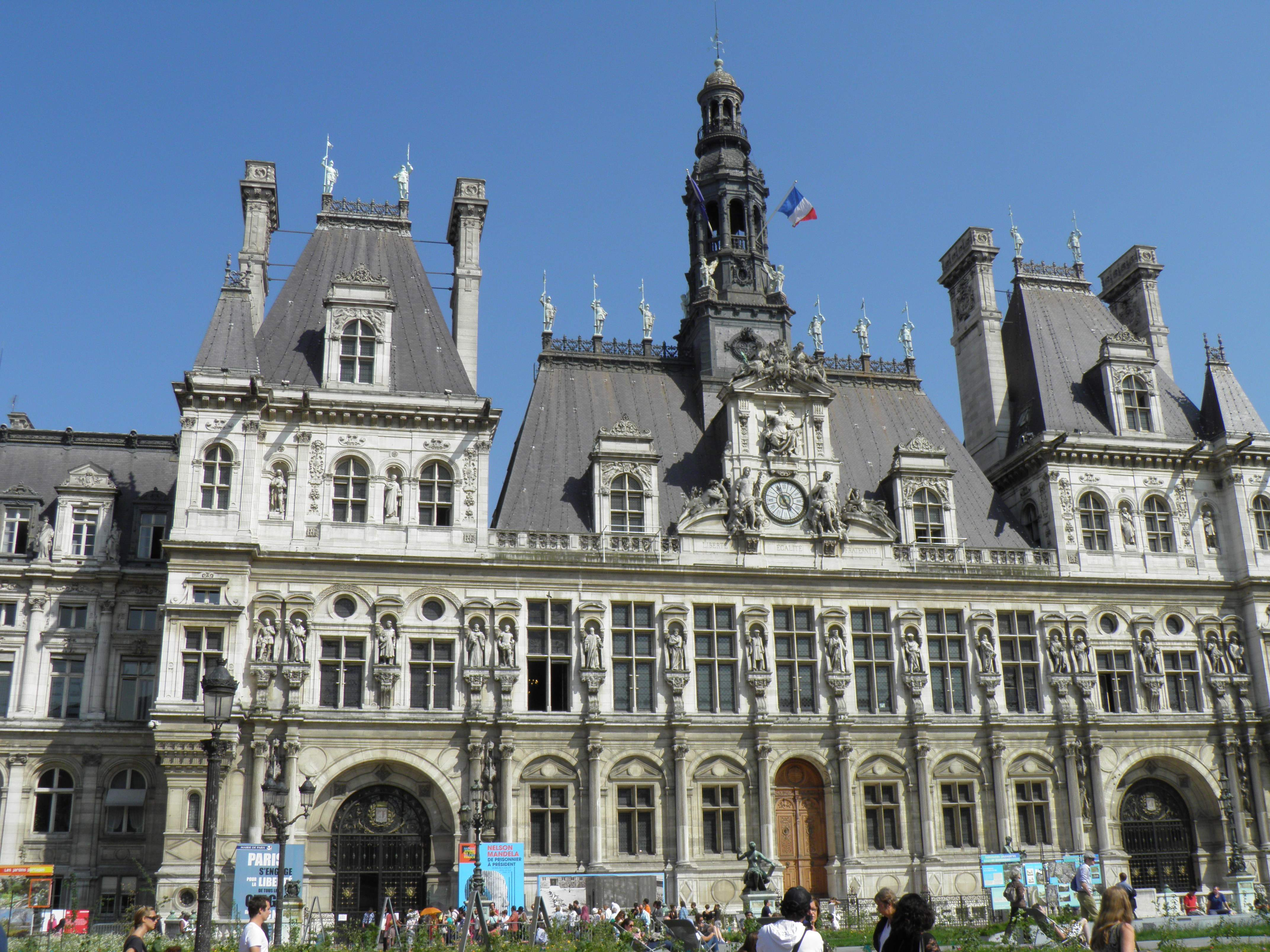
Hôtel de ville de Paris.
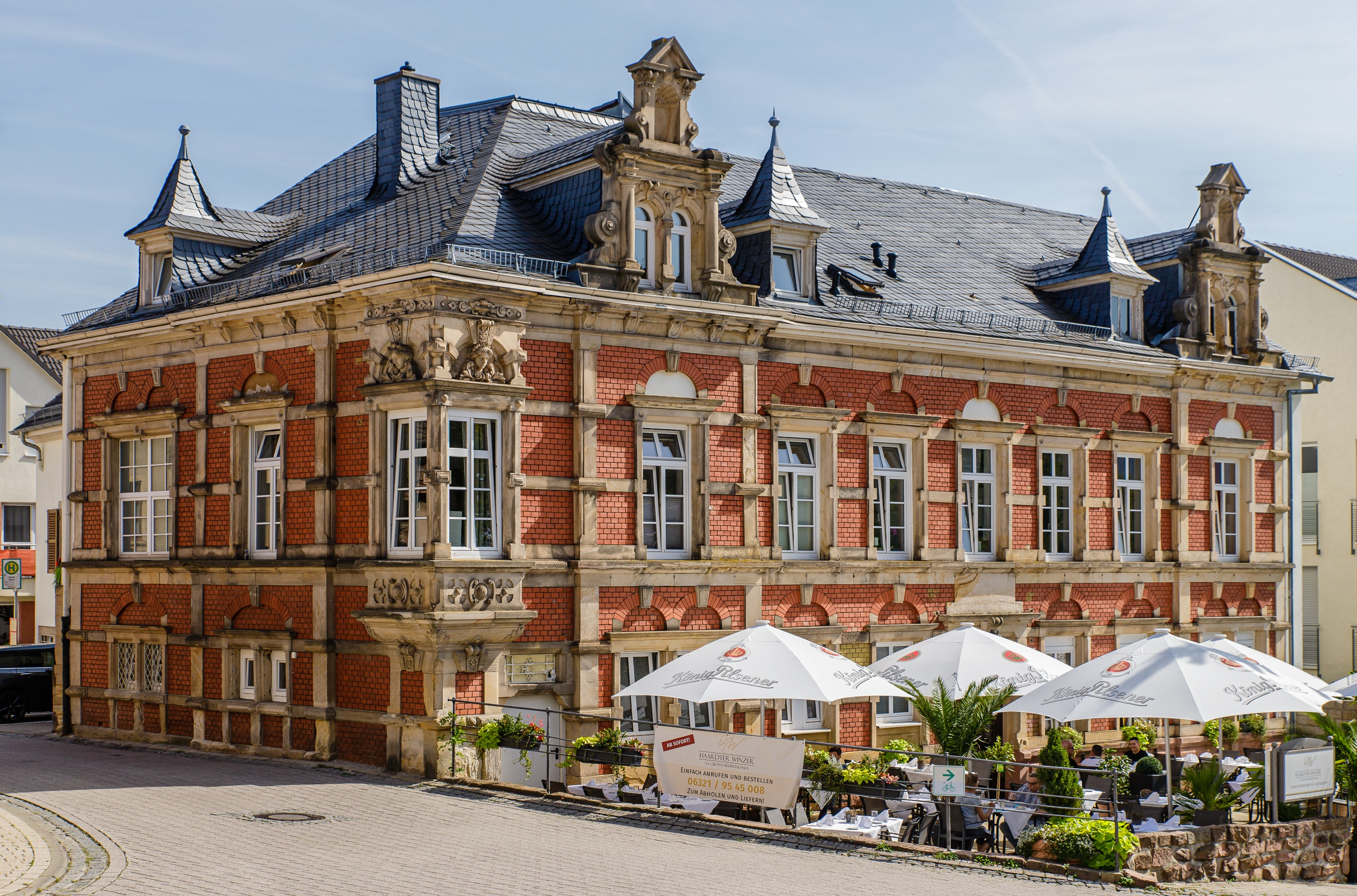
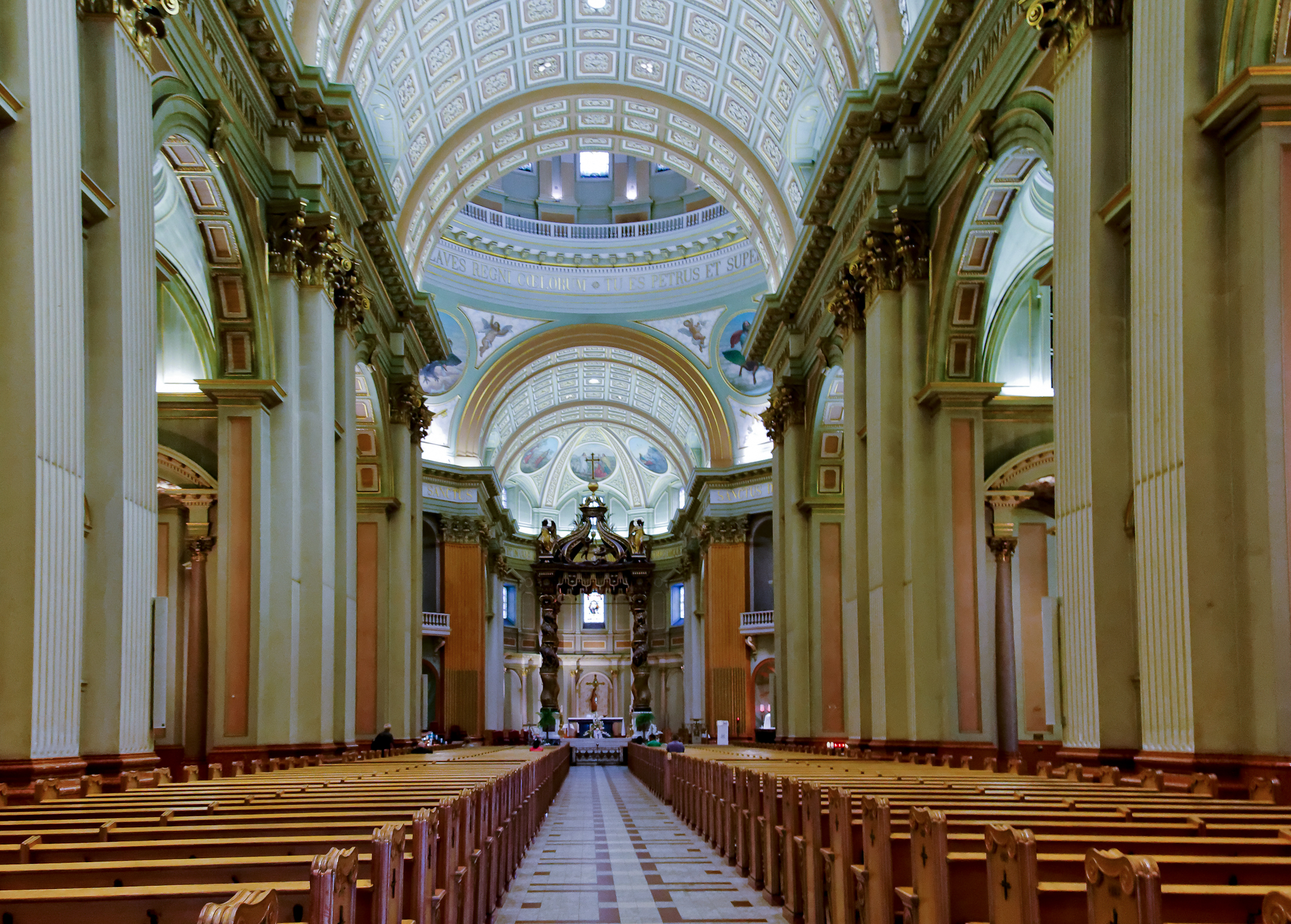
La cathédrale Marie-Reine-du-Monde, à Montréal (XIXe siècle)

## Architectes
| Italiens : - Léonard de Vinci ; - Filippo Brunelleschi ; - Michelozzo ; - Leon Battista Alberti ; - Francesco Laurana ; - Bramante ; - Michel-Ange ; - Bartolomeo Ammannati ; - Raphaël ; - Sebastiano Serlio ; - Benvenuto Cellini ; - Le Primatice ; - Vignole ; - Boccador ; - Giulio Romano ; - Andrea Palladio. | Français : - Gilles Le Breton ; - Pierre Lescot ; - Jean Bullant ; - Jean Goujon ; - Jacques Ier Androuet du Cerceau ; - Nicolas Chantereine ; - Jean de Rouen ; - Ercole Nigra ; - Salomon de Brosse ; - Philibert Delorme ; - Florian Sachetto ; - Nathan Lange ; - Nicolas Bachelier ; - Dominique Bachelier ; - Pierre Souffron. | Dans la péninsule Ibérique : - Gil de Siloé, flamand ; - Alonso de Covarrubias, espagnol ; - João de Castilho, portugais ; - Diego de Sagrado ; - Rodrigo Gil de Hontañón ; - Pedro Machuca, espagnol ; - Bartolomé Ordoñez, espagnol ; - Diego de Riano, espagnol ; - Diego de Siloé, espagnol ; - Andrés de Vandelvira, espagnol ; - Jean de Herrera, espagnol ; - Jean de Bautista de Tolède, espagnol ; - Vasco de Zarza, espagnol. |

## Voir également